# Chủ nghĩa cộng sản
Bài này nói về chủ nghĩa cộng sản như một hình thái xã hội và như một phong trào chính trị. Xin xem bài hệ thống xã hội chủ nghĩa, đảng cộng sản và chủ nghĩa xã hội để tìm hiểu thêm.
Chủ nghĩa cộng sản (Tiếng Anh: communism) là một hình thái kinh tế xã hội và hệ tư tưởng chính trị ủng hộ việc thiết lập xã hội phi nhà nước, không giai cấp, tự do, bình đẳng, dựa trên sự sở hữu chung và điều khiển chung đối với các phương tiện sản xuất nói chung. Karl Marx cho rằng chủ nghĩa cộng sản sẽ là giai đoạn cuối cùng của lịch sử, đạt được qua một cuộc cách mạng vô sản. Trong xã hội cộng sản, các quyết định về việc sản xuất cái gì và theo đuổi những chính sách gì được lựa chọn một cách dân chủ, cho phép mọi thành viên của xã hội tham gia vào quá trình quyết định trong cả hai lĩnh vực chính trị và kinh tế. Việc sản xuất và phân phối của cải được tiến hành công bằng giữa các công dân. 
Karl Marx chưa bao giờ miêu tả chi tiết về việc chủ nghĩa cộng sản sẽ vận hành như thế nào trong vai trò một hệ thống kinh tế - xã hội, nhưng người ta hiểu rằng một nền kinh tế cộng sản chủ nghĩa sẽ dựa trên sở hữu toàn dân đối với các tư liệu sản xuất.
Chủ nghĩa cộng sản cố gắng đưa ra một giải pháp khác cho các vấn đề của kinh tế thị trường tư bản chủ nghĩa và di sản của chủ nghĩa đế quốc và chủ nghĩa dân tộc. Marx khẳng định rằng cách duy nhất để giải quyết các vấn đề này là tầng lớp lao động (vô sản), những người mà theo Marx là lực lượng chính tạo ra của cải vật chất trong xã hội và là những người bị tầng lớp tư bản (tư sản) bóc lột, đứng lên làm tầng lớp cầm quyền thay cho giới tư sản để thiết lập một xã hội tự do, không phân biệt giai cấp hay chủng tộc. Người lao động đã được tổ chức thành giai cấp thống trị sẽ tước bỏ quyền tư hữu và kiểm soát tư liệu sản xuất vì lợi ích của xã hội. Theo quan điểm của những người cộng sản, chủ nghĩa cộng sản là con đường để giải phóng giai cấp, giải phóng dân tộc, giải phóng nhân loại. Thực hiện chủ nghĩa cộng sản thông qua cách mạng, bao gồm cách mạng lật đổ chế độ "người bóc lột người", và cách mạng xây dựng xã hội mới.
Trong vai trò một hệ tư tưởng chính trị, chủ nghĩa cộng sản thường được xem là một nhánh của chủ nghĩa xã hội; một nhóm học thuyết triết học chính trị và kinh tế được rút ra từ nhiều phong trào chính trị và tri thức có nguồn gốc từ các tác phẩm của các nhà lý thuyết của Cách mạng Công nghiệp và Cách mạng Pháp. Nhánh kia là lý luận của các đảng Xã hội dân chủ hiện có nhiều ảnh hưởng tại Tây Âu và Bắc Âu. Do cùng chịu ảnh hưởng của chủ nghĩa Marx, các đảng cộng sản và Xã hội dân chủ thường có quan hệ đồng minh với nhau thành một lực lượng chung được gọi là cánh tả.
Chủ nghĩa cộng sản bắt nguồn từ phương Tây nhưng càng di chuyển về phương Đông càng bị biến đổi tùy theo tâm lý, văn hóa và những điều kiện kinh tế - xã hội của địa phương mà nó đi qua làm nảy sinh ra những trường phái tư tưởng cộng sản khác nhau với cách hiểu khác nhau về chủ nghĩa cộng sản. Những hình thức nổi bật của chủ nghĩa cộng sản, chẳng hạn như Chủ nghĩa Lenin, Chủ nghĩa Stalin, Chủ nghĩa Mao và Chủ nghĩa Trotsky, đều kế thừa từ Chủ nghĩa Marx, nhưng giữa chúng có những khác biệt tùy theo cách hiểu và bối cảnh xã hội mà nhà lý luận chịu ảnh hưởng. Tuy nhiên, chủ nghĩa cộng sản cũng có những phiên bản khác không liên quan đến Chủ nghĩa Marx, chẳng hạn Chủ nghĩa cộng sản Thiên chúa giáo và Chủ nghĩa cộng sản vô chính phủ (anarcho-communism).

## Từ nguyên
Thuật ngữ "chủ nghĩa cộng sản" trong tiếng Việt bắt nguồn từ tiếng Trung "共產主義 cộng sản chủ nghĩa". Thuật ngữ "cộng sản chủ nghĩa" trong tiếng Trung được vay mượn từ tiếng Nhật. Trong tiếng Nhật chủ nghĩa cộng sản được gọi là "kyōsan-shugi" (âm đọc được ghi bằng Rōmaji), khi viết được ghi lại bằng bốn chữ Hán là "共產主義" (âm Hán Việt: cộng sản chủ nghĩa, xem bài Kanji để biết thêm thông tin về việc dùng chữ Hán trong tiếng Nhật). "共產主義" là từ người Nhật đặt ra để dịch từ tiếng Anh "communism". Ý của hai chữ "共產 cộng sản" là "共有財產 cộng hữu tài sản" (tài sản thuộc về sở hữu chung). Tiếng Trung Quốc vay mượn "共產主義" của tiếng Nhật nhưng không đọc bốn chữ Hán đó theo âm đọc của chúng trong tiếng Nhật mà đọc theo âm đọc của chúng trong tiếng Trung Quốc.
Từ chủ nghĩa cộng sản trong tiếng Anh "communism" bắt nguồn từ tiếng Pháp "communisme" (trong tiếng Pháp có nghĩa là chủ nghĩa cộng sản).

## Nguyên lý cơ bản
Chủ nghĩa cộng sản là một khái niệm rộng cần phải được hiểu như một tổng hợp các lý luận chính trị, kinh tế, xã hội, tư tưởng gắn liền với các phong trào xã hội, phong trào chính trị rộng lớn - bắt đầu từ thế kỷ XIX, nở rộ và thoái trào trong thế kỷ XX - nhằm xóa bỏ chủ nghĩa tư bản để xây dựng một xã hội không giai cấp, không có sở hữu tư nhân tư liệu sản xuất. Trong đó mọi người là bình đẳng, không có hiện tượng "người bóc lột người" và tiến tới xóa bỏ nhà nước trong một tương lai "thế giới đại đồng" không có biên giới quốc gia khi người với người là bạn, thương yêu lẫn nhau. Tại đó năng suất lao động tăng lên rất cao, của cải làm ra dồi dào tới mức phân phối của cải theo nguyên tắc: "Làm theo năng lực, hưởng theo nhu cầu". Trong xã hội cộng sản, mỗi cá nhân được tự do phát huy mọi khả năng của mình theo triết lý "sự phát triển tự do của mỗi người là điều kiện cho sự phát triển tự do của tất cả mọi người", tự do làm những điều không ảnh hưởng đến lợi ích và quyền tự do của người khác trên cơ sở tư liệu sản xuất chung để đảm bảo quyền tự do của tất cả mọi người. Các ý tưởng về chủ nghĩa cộng sản đã có trước Marx từ rất lâu tại các nền văn minh khác nhau và được nhiều nhà tư tưởng đề cập đến. Có thể tìm thấy các ý tưởng này trong Công giáo, Đạo giáo, Nho giáo và nhiều tôn giáo khác. Marx là người đưa ra khả năng hiện thực hóa các ý tưởng đó trong tương lai dựa trên nền tảng kinh tế - xã hội do chủ nghĩa tư bản tạo ra và xem đó như một sự tiến hóa của xã hội loài người.
Theo chủ nghĩa Marx thì trong lịch sử loài người đã và sẽ tuần tự xuất hiện 05 hình thái kinh tế xã hội từ thấp đến cao (các phân tích dưới đây dựa trên lịch sử châu Âu, ở các châu lục khác thì có thể sai biệt về niên đại hoặc thiếu hẳn 1 giai đoạn nào đó):
- Hình thái kinh tế-xã hội cộng sản nguyên thủy (công xã nguyên thủy): thời nguyên thủy lực lượng sản xuất rất thô sơ, lạc hậu, chủ yếu là săn bắt, hái lượm. Của cải vật chất thu được ít, bấp bênh, người kiếm được người thì không, do đó của cải đều là của chung và phải được phân chia đều giữa các thành viên bộ lạc để đảm bảo bộ lạc có thể duy trì sự tồn tại (đó chính là "cộng sản" thời nguyên thủy). Quan hệ sản xuất đặc trưng: hợp tác sản xuất, công hữu tài sản trong mỗi bộ lạc.
- Hình thái kinh tế-xã hội chiếm hữu nô lệ: với sự ra đời của nông nghiệp và chăn nuôi thời kỳ đầu (khoảng 6.000 năm trước), bắt đầu có của cải dôi dư. Bắt đầu xuất hiện một nhóm người muốn chiếm lấy phần dôi dư đó, từ đó hình thành tư hữu và quý tộc. Các bộ lạc cũng bắt đầu gây chiến với nhau để tranh giành của cải và nhân lực, kẻ thua bị bắt phải trồng trọt, chăn nuôi cho kẻ thắng, từ đó hình thành chiếm hữu nô lệ. Quan hệ sản xuất đặc trưng: Chủ nô - nô lệ phục vụ không công cho chủ nô.
- Hình thái kinh tế-xã hội phong kiến: trình độ nông nghiệp và chăn nuôi phát triển hơn, đến cách đây khoảng 1800 năm, hình thức chiếm hữu nô lệ không đảm bảo năng suất cao như hình thức địa chủ - nông nô (do nông nô được giữ lại một phần sản phẩm cho mình nên sẽ có động lực lao động cao hơn nô lệ), đồng thời nô lệ bị áp bức mạnh hơn nên cũng dễ nổi loạn hơn nông nô. Chế độ chiếm hữu nô lệ dần biến mất, thay vào đó là phong kiến với các lãnh chúa cai quản nông dân. Quan hệ sản xuất đặc trưng: Địa chủ, lãnh chúa - nông dân canh tác và nộp địa tô cho địa chủ, lãnh chúa.
- Hình thái kinh tế-xã hội chủ nghĩa tư bản: với sự ra đời của công nghiệp (từ thế kỷ XVI), của cải vật chất làm ra dần vượt xa nông nghiệp và chăn nuôi. Nhờ tích lũy được của cải, thế lực của các chủ xưởng công nghiệp ngày càng cao, dần lấn át cả địa chủ và vua chúa phong kiến. Giai cấp tư bản dần dần không chịu quy phục các lãnh chúa phong kiến, họ tiến hành các cuộc cách mạng lật đổ chế độ phong kiến, thay thế vào đó là hình thái tư bản chủ nghĩa. Quan hệ sản xuất đặc trưng: Chủ tư bản - công nhân làm thuê cho chủ tư bản.
- Hình thái kinh tế cộng sản chủ nghĩa: hình thái này chưa tồn tại. Theo Marx, khi lực lượng sản xuất của chủ nghĩa tư bản ngày càng phát triển, tất yếu dẫn tới nền sản xuất ngày càng mang tính xã hội hóa do nó đòi hỏi sự hợp tác của nhiều người khiến tư hữu mất vai trò đối với lực lượng sản xuất, thay vào đó lực lượng sản xuất cần được quản lý vì lợi ích xã hội. Theo Marx: "Sự tập trung tư liệu sản xuất và xã hội hoá lao động đạt đến cái điểm mà chúng không còn thích hợp với cái vỏ tư bản chủ nghĩa của chúng nữa... nền sản xuất tư bản chủ nghĩa lại đẻ ra sự phủ định bản thân nó, với tính tất yếu của một quá trình tự nhiên"[8] Quan hệ sản xuất đặc trưng: quan hệ hợp tác sản xuất bình đẳng với nhau, lực lượng sản xuất được quản lý vì lợi ích của xã hội.

Ý tưởng ban đầu của chủ nghĩa cộng sản và chủ nghĩa xã hội là chủ nghĩa nhân đạo và chủ nghĩa tự do với mục tiêu giải phóng con người và xã hội. Vì lý tưởng nhân đạo của nó, học thuyết này đã thu hút được sự chú ý của các tầng lớp quần chúng của thế giới trong thế kỷ XX, tạo nên một phong trào xã hội to lớn mà cuộc đấu tranh của nó là một nhân tố chủ đạo trong lịch sử loài người trong thế kỷ XX. Tuy vậy, xã hội cộng sản chủ nghĩa không còn nhà nước, quân đội, tư hữu, giai cấp, tôn giáo, xóa bỏ các mâu thuẫn sắc tộc đến nay vẫn chỉ là lý tưởng đẹp, chưa trở thành hiện thực.
Theo Marx, một con người sống ở thời đại của một hình thái kinh tế-xã hội cũ sẽ rất khó hình dung hình thái kinh tế-xã hội mới sẽ ra sao, họ thường không tin xã hội loài người sẽ biến chuyển sâu sắc như vậy (ví dụ: một người sống ở thời phong kiến thế kỷ XVI sẽ cho rằng một xã hội không có vua chúa chỉ là chuyện hoang đường, nhưng 400 năm sau điều đó đã trở thành sự thực ở đa số các nước trên thế giới). Cũng như vậy, vào thời của Marx, người ta chưa thể mường tượng một xã hội không có các ông chủ tư bản sẽ tổ chức sản xuất ra sao, và làm thế nào mà mọi công dân đều có thể hưởng các phúc lợi xã hội (giáo dục, y tế, nhà ở, ăn mặc...) một cách miễn phí. Nhiều người nghĩ mô hình do Marx tiên đoán chỉ là viển vông. Nhưng đến đầu thế kỷ XXI thì những yếu tố ban đầu đã có thể nhận thấy: các công ty cổ phần ngày càng chiếm ưu thế so với công ty một chủ sở hữu, các công nghệ mới như robot, tin học, nano, lượng tử... bắt đầu hình thành. Khi được nghiên cứu hoàn chỉnh, các công nghệ mới sẽ đẩy khả năng sản xuất lên rất cao, vượt xa nền sản xuất công nghiệp truyền thống trong khi chi phí sản xuất sẽ rất rẻ (Ví dụ: chỉ cần 1 nhóm vài người, với sự trợ giúp của robot tự động có thể làm ra lượng sản phẩm tương đương hàng vạn công nhân hiện nay; hoặc một lít nước có thể tạo ra năng lượng bằng hàng triệu tấn than thông qua phản ứng hợp hạch nhân tạo). Do sản lượng rất lớn và chi phí ngày càng thấp, các mặt hàng cơ bản sẽ được giảm giá tới mức chúng chỉ chiếm một phần nhỏ trong tổng thu nhập của người lao động. Khi đó một người lao động không cần bỏ nhiều công sức cũng có thể nuôi sống cả gia đình ở mức sung túc.
Bên cạnh đó người lao động cũng có thể sở hữu cổ phần của chính công ty mình đang làm việc. Đồng thời hoạt động quản trị công ty cổ phần cũng bị tách ra khỏi quyền sở hữu của cổ đông. Đó chính là bằng chứng cho thấy tư bản ngày càng mang tính xã hội, do đó cần được quản trị chuyên nghiệp khiến nhà tư bản mất khả năng kiểm soát đối với lực lượng sản xuất. Đó là quá trình "Sự tập trung tư liệu sản xuất và xã hội hoá lao động đạt đến cái điểm mà chúng không còn thích hợp với cái vỏ tư bản chủ nghĩa của chúng nữa" mà Marx tiên đoán. Tuy nhiên sự tách rời giữa sở hữu và quản trị cũng tạo ra xung đột lợi ích giữa ban quản trị và cổ đông được gọi là vấn đề ông chủ và người đại diện (agency problem) ảnh hưởng xấu đến hiệu quả hoạt động của doanh nghiệp. Trong mô hình kinh tế Stalinist, các công ty nhà nước cũng gặp vấn đề này khi nhà nước là chủ sở hữu tư liệu sản xuất còn những người trực tiếp quản lý không sở hữu tư liệu sản xuất do đó có lợi ích khác với nhà nước. Giải pháp cho vấn đề này là tăng cường giám sát thông tin, chủ sở hữu nắm quyền kiểm soát và tăng quyền lợi cho ban quản trị.

### Sở hữu
Trong xã hội cộng sản không còn sở hữu tư nhân tư liệu sản xuất, không còn sự phân phối thu nhập xã hội dựa trên lao động, không còn sự tha hóa của lao động là đặc trưng của chủ nghĩa tư bản. Con người được giải phóng khỏi phân công lao động do nền sản xuất công nghiệp tạo ra để phát huy hết sở trường của mình. Đặc điểm khác biệt của chủ nghĩa xã hội với chủ nghĩa cộng sản là chủ nghĩa xã hội chỉ đạt mục đích tư liệu sản xuất thuộc về toàn dân thông qua Nhà nước quản lý, (hay hình thức sở hữu tập thể, hợp tác, công xã hoặc sở hữu xã hội hóa - quản lý kiểu vô chính phủ), còn không hướng đến sự xóa bỏ sở hữu tư nhân tư liệu sản xuất, xóa bỏ sự phân phối thu nhập xã hội theo lao động.

### Phân phối
Trong giai đoạn xã hội chủ nghĩa nền sản xuất chưa phát triển đến mức đủ sức thỏa mãn nhu cầu của tất cả mọi thành viên trong xã hội nên nguyên tắc phân phối của cải trong chủ nghĩa xã hội là "Làm theo năng lực, hưởng theo lao động" có nghĩa là làm đúng với khả năng, và được hưởng theo đúng đóng góp cho xã hội. Do có sự chênh lệch kỹ năng, trí tuệ, thể lực giữa các thành viên trong xã hội nên sẽ có sự bất bình đẳng trong phân phối của cải xã hội. Sự bất bình đẳng của cải sẽ được xóa bỏ khi lực lượng sản xuất phát triển cao đủ sức thỏa mãn nhu cầu của tất cả mọi người. Việc phân phối thu nhập xã hội theo lao động bị thay thế bằng phân phối theo nhu cầu. Theo Marx "Chủ nghĩa cộng sản không tước bỏ của ai cái khả năng đang chiếm hữu những sản phẩm xã hội cả. Chủ nghĩa cộng sản chỉ tước bỏ quyền dùng sự chiếm hữu ấy để nô dịch lao động của người khác.".

### Giai cấp
Trong giai đoạn xã hội chủ nghĩa, vẫn còn có sự phân công lao động do đó vẫn tồn tại giai cấp theo phân công lao động là công nhân và nông dân, và tầng lớp trí thức. Sự phát triển của trình độ sản xuất sẽ dẫn đến sự thay đổi của quan hệ sản xuất, đưa đến sự xóa nhòa giai cấp, và xóa nhòa ranh giới lao động trí óc - chân tay. Sau khi giành được chính quyền, quốc hữu hóa các tư liệu sản xuất, giai cấp vô sản công nông tự tổ chức xã hội mới, xây dựng con người mới có đủ trình độ, ý thức để làm chủ xã hội, có trách nhiệm với xã hội, với cộng đồng trên tình thân ái, giúp đỡ lẫn nhau, với tư liệu sản xuất chung, dần xóa nhòa ranh giới giàu - nghèo trên tinh thần cộng đồng, bác ái, bằng lao động chân chính (chứ không phải người nghèo "nhận bố thí" của người giàu trong các mô hình xã hội chủ nghĩa kiểu an sinh hay thiện nguyện). Cách mạng xây dựng xã hội mới thông qua lao động mà Lenin cho rằng "Đó là bước đầu của một cuộc cách mạng khó khăn hơn, căn bản hơn, triệt để hơn, quyết liệt hơn là việc lật đổ giai cấp tư sản, vì đó là một thắng lợi đối với bệnh thủ cựu của chúng ta, đối với tình trạng lơi lỏng của chúng ta, đối với bệnh ích kỷ tiểu tư sản của chúng ta, đối với những tập quán của chủ nghĩa tư bản tệ hại đã để lại cho công nhân và nông dân".

### Nhà nước
Theo phương pháp luận của Marx (duy vật lịch sử) thì khi xóa bỏ giai cấp và tư hữu, thì Nhà nước tự diệt vong, vì cơ sở tồn tại của nó là tư hữu và giai cấp không còn nữa. Lúc đó chế độ cộng sản được xây dựng dựa trên nền tảng sở hữu công cộng và làm theo năng lực, hưởng theo nhu cầu. Lenin cũng cho rằng "Nhà nước là sản phẩm và biểu hiện của những mâu thuẫn giai cấp không thể điều hòa được. Bất cứ đâu, hễ lúc nào và chừng nào mà, về mặt khách quan, những mâu thuẫn giai cấp không thể điều hòa được, thì nhà nước xuất hiện. Và ngược lại: sự tồn tại của nhà nước chứng tỏ rằng những mâu thuẫn giai cấp là không thể điều hòa được." Chính vì thế theo Lenin "Mục đích cuối cùng mà chúng ta theo đuổi, là thủ tiêu nhà nước, nghĩa là thủ tiêu mọi bạo lực có tổ chức và có hệ thống, mọi bạo lực, nói chung, đối với con người. Chúng ta không mong có một chế độ xã hội mà trong đó nguyên tắc thiểu số phục tùng đa số sẽ không được tuân theo. Nhưng khi hướng đến chủ nghĩa xã hội, chúng ta tin chắc rằng chủ nghĩa xã hội sẽ chuyển thành chủ nghĩa cộng sản, và do đó, nói chung sẽ không còn cần thiết phải dùng bạo lực đối với con người, không cần thiết phải buộc người này phục tùng người khác, bộ phận dân cư này phục tùng bộ phận dân cư khác, vì người ta sẽ quen tuân theo những điều kiện thông thường của đời sống tập thể, mà không cần có bạo lực và không cần có phục tùng".
Lenin quan niệm chủ nghĩa xã hội là giai đoạn đầu tiên của chủ nghĩa cộng sản, là giai đoạn chuyển tiếp đi lên chủ nghĩa cộng sản mà ở đó vẫn còn nhà nước để lãnh đạo xây dựng chủ nghĩa cộng sản. Vai trò nhà nước và pháp luật mờ dần đi khi nhân dân tự gánh vác các công việc xã hội, điều hòa lợi ích, giảm thiểu mâu thuẫn, trên cơ sở tư liệu sản xuất chung, phân phối công bằng và đầy đủ, thỏa mãn. Giai cấp vô sản giành quyền lực trên toàn thế giới, giai cấp vô sản các nước tiên tiến hơn giúp đỡ giai cấp vô sản các nước lạc hậu hơn tiến kịp. Như vậy cùng với sự nghiệp xây dựng thành công chủ nghĩa xã hội và cộng sản trong mỗi nước, sự nghiệp xây dựng chủ nghĩa cộng sản trên toàn thế giới là sự nghiệp chung của vô sản toàn nhân loại. Khi các nước hoàn thành xây dựng chủ nghĩa cộng sản, toàn bộ Nhà nước và hệ thống pháp luật trên toàn thế giới không còn cần thiết nữa, các quốc gia biến mất. Chủ nghĩa đại đồng cũng là để bảo đảm công bằng chiếm hữu tài nguyên của các dân tộc khác nhau trên toàn thế giới, và triệt tiêu chủ nghĩa đế quốc.

## Lịch sử phong trào cộng sản

### Phong trào cộng sản ra đời
Đến giữa thế kỷ XIX, chủ nghĩa tư bản đã phát triển thành hệ thống trên thế giới. Sản lượng kinh tế tăng vọt so với thời kỳ phong kiến nhờ các tiến bộ của lực lượng sản xuất. Giai cấp công nhân đi lao động thuê ở các hãng xưởng tăng lên nhanh chóng về số lượng, nhưng các chủ tư bản vì mục tiêu tối đa hóa lợi nhuận nên chỉ trả cho họ đồng lương rẻ mạt, điều kiện làm việc của người lao động thời kỳ đó rất tồi tệ.
Yokoyama Gennosuke (Hoành Sơn Nguyên Chi Trợ) đã viết cuốn sách "Nhật Bản hạ tầng xã hội, 1899" mô tả: lương công nhân chỉ đủ tiền cơm gạo, trong khi thời gian làm việc rất dài, như công nhân dệt phải làm 12 giờ/ngày (lúc gấp rút thì phải đến 18 giờ). Nơi ở của họ là một buồng ngủ chật hẹp, vệ sinh kém vì phải chứa tới 10 người, mỗi người chỉ có diện tích đủ để trải một chiếc chiếu ngủ. Những công nhân mắc bệnh nặng thì bị đuổi việc ngay chứ không hề được chạy chữa hay hưởng bảo hiểm. Tại Mỹ, điều kiện làm việc cũng không khá hơn. Ngày 25/3/1911, 145 nữ công nhân của hãng Triangle Shirtwaist Company tại Thành phố New York đã chết trong một vụ cháy xưởng dệt, họ không thể thoát ra ngoài do cửa đã bị khóa chặt để công nhân không được ra ngoài trước khi hết giờ làm việc. Năm 1912, 14.000 công nhân hãng dệt tại Lawrence, Massachusetts đình công và hét lớn "Better to starve fighting than starve working" (Chết đói vì chiến đấu còn hơn là chết đói vì làm việc). Ở khắp châu Âu, Hoa Kỳ và các thuộc địa, ngay cả trẻ em độ tuổi 5-14 từ các gia đình nghèo cũng phải làm việc trong các lĩnh vực nặng nhọc như nông nghiệp, lắp ráp, nhà máy, khai thác mỏ và trong các dịch vụ như bán báo. Một số trẻ em phải làm đến đêm, tới 12 tiếng/ngày Ngoài sự bóc lột lao động vừa kể, chủ nghĩa tư bản còn mang đến chiến tranh đế quốc, chủ nghĩa thực dân, nạn diệt chủng những dân tộc thiểu số ở các thuộc địa, buôn bán nô lệ, khai thác cạn kiệt tài nguyên, ô nhiễm môi trường, đạo đức băng hoại...

Biểu tượng của Đệ Nhất Quốc tế

Có bất công thì tất yếu sẽ có đấu tranh. Thế kỉ XIX có rất nhiều phong trào và hệ tư tưởng hướng đến bảo vệ lợi ích giai cấp vô sản. Ra đời trong lòng chủ nghĩa tư bản và cách mạng kĩ nghệ thế kỷ XIX, chủ nghĩa cộng sản có một sức hấp dẫn đối với các tầng lớp dưới trong xã hội và cả những người theo chủ nghĩa nhân đạo. Phong trào công nhân có sự phát triển mạnh mẽ buộc chủ nghĩa tư bản phải cải cách để duy trì ổn định xã hội. Sự phân hóa trong hàng ngũ những người theo chủ nghĩa Marx dẫn đến sự tan vỡ của Đệ Nhất và sau đó là Đệ Nhị Quốc tế. Xuất phát từ hoàn cảnh của xã hội Nga, Lenin bổ sung lý luận của Marx, tuyên truyền rộng rãi chủ nghĩa cộng sản vào phương Đông. Nhiều đảng cộng sản tham gia các phong trào giải phóng dân tộc gắn với lý tưởng cộng sản, chống phong kiến, địa chủ, tư sản, đưa ra các chính sách cải cách ruộng đất, quốc hữu hóa tài nguyên thiên nhiên, nhà máy công xưởng. Sự ra đời của phong trào công nhân cùng những phong trào xã hội khác như phong trào chống chiến tranh đế quốc, phong trào giải phóng dân tộc, phong trào chống phân biệt chủng tộc, phong trào bảo vệ môi trường... là phản ứng của nhân loại chống lại những mặt trái của chủ nghĩa tư bản.
Cũng có những học thuyết chính trị không chấp nhận chủ nghĩa cộng sản. Họ không đánh đồng giai cấp công nhân là "vô sản" (vô sản có thể được hiểu là tất cả những người lao động, không có tư liệu sản xuất, kể cả người thất nghiệp, lẫn nông dân không đất), hay họ đánh giá cao vai trò của tư sản trong tạo lập giá trị thặng dư, họ phản đối cách thức cải tạo chủ nghĩa xã hội (từ kinh tế tư bản hay phong kiến) của những người cộng sản. Họ phản đối công hữu, hay cách thức quản lý tài sản công, phân phối theo lý thuyết cộng sản, đánh giá cao kinh tế tư bản. Một số bác bỏ nhà nước một đảng cộng sản, cơ chế "tập trung dân chủ". Một số bác bỏ cách mạng dù là lật đổ phong kiến hay tư bản, hay cách thức đấu tranh giành độc lập. Một số bác bỏ phân biệt và xóa bỏ giai cấp, hay phủ nhận một đảng đại diện giai cấp, phủ nhận giai cấp nắm quyền. Một số bác bỏ xây dựng văn hóa mới có tính cách mạng (thường được gọi là văn hóa xã hội chủ nghĩa) hay xây dựng con người mới xã hội chủ nghĩa, đạo đức xã hội chủ nghĩa của những người cộng sản. Những người dân chủ xã hội ủng hộ cho "dân chủ" và "cải cách" để đạt các mục tiêu "xã hội chủ nghĩa" thay vì cách mạng và hướng đến tự do tuyệt đối trong lý thuyết cộng sản. Những người vô chính phủ thì không tin tưởng vào bất kỳ một dạng chính phủ nào, nhưng để đạt được "tự do tuyệt đối" (cho dù là cộng hữu hay tư hữu) thì phải thông qua con đường khác. Những nhà hoạt động công đoàn thì không tin tưởng nhà nước mà muốn đặt doanh nghiệp dưới quyền quản lý của công đoàn. Những người dân tộc chủ nghĩa không tin vào thế giới đại đồng. Một số lý thuyết gia phê phán chủ nghĩa tư bản, nhưng chủ trương chia nhỏ tư hữu, thay vì công hữu...
Các lý thuyết này bị những người cộng sản xem là phản động, hay xét lại, phản bội lợi ích giai cấp công nhân, đầu hàng giai cấp tư sản, hay cực đoan, manh động, vô chính phủ, phản khoa học, hay ủng hộ chủ nghĩa đế quốc, thực dân, phong kiến, chủ nghĩa đế quốc kinh tế, ủng hộ chủ nghĩa tư bản bóc lột, "phát xít", "thần quyền", "dân túy"...
Những sự rạn nứt quanh tranh cãi về vai trò Nhà nước là nguyên nhân chính dẫn đến sự tan vỡ Quốc tế I, sau thất bại của Công xã Paris. Phong trào xét lại sau này không tin vào hưởng thụ theo nhu cầu đạt được trong xã hội cộng sản (mà Gracchus Babeuf thường được xem là khởi xướng, nhưng Marx là người đầu tiên trình bày một cách khoa học) trong khi sự tin tưởng phần nào vào thị trường bị các phái phi thị trường bác bỏ. Phong trào lao động bị chia tách hai lần lớn là sự tan vỡ của Quốc tế I, sau đó là Quốc tế II, dẫn đến thành lập Quốc tế III (theo chủ nghĩa Lenin), sau đó chia rẽ bởi xuất hiện Quốc tế IV. Bản thân phong trào Quốc tế III sau cũng bị giải tán. Sau đó một số theo chủ nghĩa Mao, một số có lựa chọn khác như Nam Tư... Các lý thuyết xã hội chủ nghĩa kiểu Mỹ Latin hay châu Phi, Lybia... ít hoặc không chịu ảnh hưởng của Marx.

### Hệ thống các nước xã hội chủ nghĩa ra đời

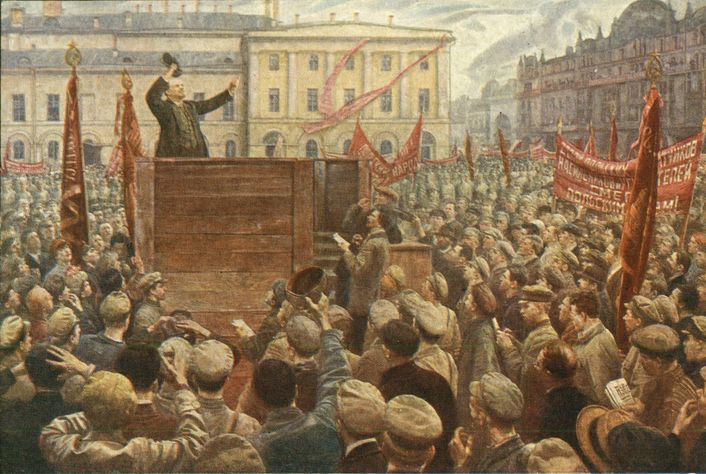
Lenin diễn thuyết trước sự ủng hộ của binh sĩ Hồng quân và nhân dân

Ngày 25 tháng 10 năm 1917 (theo lịch Julius, thời đó Nga còn dùng lịch Julius), tức ngày 7 tháng 11 theo lịch Gregory, Lenin và các đảng viên Bolshevik lãnh đạo các Xô viết làm Cách mạng Tháng Mười lập chính quyền Xô viết của công, nông, binh. Sau khi cách mạng thành công, chính quyền lập tức ban hành sắc lệnh về hòa bình, sắc lệnh về ruộng đất và ra khỏi chiến tranh với các điều kiện rất ngặt nghèo của phía Đức (Hòa ước Brest-Litovsk).
Ngay sau Cách mạng Tháng Mười, nước Nga rơi vào thời kỳ nội chiến rất đẫm máu (1918-1922). Hồng quân Xô viết có thành phần chủ yếu là tầng lớp dưới của xã hội, học vấn thấp nhưng có số lượng đông đảo như công nhân, nông dân, cựu quân nhân và một bộ phận cựu sĩ quan của Đế quốc Nga cũ. Phía bên kia là các thành phần thuộc lực lượng bảo hoàng, các đảng phái đối lập, một bộ phận trung lưu thành thị, sĩ quan, một bộ phận nông dân, Cossack... gọi chung là Bạch vệ. Lực lượng Bạch vệ nhận được sự giúp đỡ của các quốc gia châu Âu để chống lại chính quyền Xô viết. Đặc trưng của cuộc nội chiến là tính ác liệt không khoan nhượng. Đến cuối năm 1920 về cơ bản Hồng quân đã giành chiến thắng, quân bạch vệ bị thất bại và mất quyền lực hoàn toàn, thay vào đó chính quyền của những người Bolshevik được thành lập trên toàn lãnh thổ còn lại của Đế quốc Nga.
Ngày 30 tháng 12 năm 1922, đại biểu Xô viết đến từ những vùng lãnh thổ còn lại của Đế chế Sa hoàng cũ (trừ Ba Lan, Phần Lan và các nước Baltic) đã nhóm họp và thống nhất quốc hiệu là Liên bang Cộng hòa Xã hội Chủ nghĩa Xô viết.
Sau đại chiến thế giới lần thứ hai hệ thống các nước xã hội chủ nghĩa (các nước phương Tây gọi là các nước cộng sản) hình thành. Phong trào cộng sản lan rộng ra cả Mỹ Latin, châu Phi... Nhiều đảng chịu ảnh hưởng của Stalin hay Mao Trạch Đông (không kể các đảng của nhóm Đệ Tứ). Trong khi đó nhiều đảng (phần lớn ở phương Tây) bị xem là theo chủ nghĩa xét lại. Tuy nhiên sự phân hóa lớn nhất giữa những người cộng sản là một số ủng hộ Liên Xô và một số ủng hộ Trung Quốc. Tình trạng này tồn tại cho đến khi Liên Xô sụp đổ.
Cuộc đấu tranh giữa hai hình thái "tư bản" và "cộng sản" là cuộc đấu tranh khốc liệt của nhân loại trong thế kỷ XX. Ban đầu vì sự mới mẻ của ý tưởng và vì những yếu tố chính trị, kinh tế, văn hóa, xã hội, khoa học kỹ thuật đặc trưng của thời kỳ đó mà chủ nghĩa xã hội đã thắng thế ở phạm vi lớn trên toàn cầu. Cuộc đấu tranh của hai phe là nguyên nhân chính của các sự kiện trên thế giới vào giữa thế kỷ XX. Trong quá trình phát triển, chủ nghĩa tư bản đã biết tự điều chỉnh, học hỏi các chính sách từ chính đối thủ và giành được ưu thế trên thế giới vào cuối thế kỷ XX. Tuy nhiên ở một khía cạnh khác, sự xuất hiện của các phong trào cộng sản chủ nghĩa đã tạo áp lực buộc các quốc gia có nền kinh tế tư bản chủ nghĩa phải có các biện pháp tự điều chỉnh để giảm bớt đối kháng xã hội như tăng lương, giảm giờ làm, mở rộng an sinh xã hội, công hữu hóa một số lĩnh vực kinh tế... Nhiều biện pháp cải cách kinh tế - xã hội do Marx và Engels đề xuất trong Tuyên ngôn của Đảng cộng sản như "áp dụng thuế luỹ tiến cao", "tập trung tín dụng vào tay nhà nước thông qua một ngân hàng quốc gia với tư bản của nhà nước", "tăng thêm số công xưởng nhà nước", "giáo dục công cộng và không mất tiền cho tất cả các trẻ em", "xoá bỏ việc sử dụng trẻ em làm trong các khu công xưởng"... đã được áp dụng tại hầu hết các quốc gia trên thế giới. Các nhân tố của chủ nghĩa cộng sản tồn tại khắp mọi nơi trong thế giới hiện đại. Những ý tưởng của Marx và Engels đã góp phần kiến tạo nên xã hội hiện đại, định hình nhà nước phúc lợi phương Tây hiện nay. Do vậy có thể nói chính chủ nghĩa cộng sản đã tác động lại, thay đổi tự bản thân chủ nghĩa tư bản, dung hòa một phần các yếu tố tiến bộ của chủ nghĩa cộng sản vào trong lòng nó.
Một trong những minh chứng cho thấy sự dung hòa của 2 lực lượng này là quá trình tư hữu hóa tư liệu sản xuất, phát triển các mô hình kinh tế tư bản chủ nghĩa đa dạng ở một loạt các quốc gia trên thế giới, trong đó có cả các quốc gia theo chủ nghĩa xã hội. Ngược lại, ở các quốc gia tư bản cũng xuất hiện một số hình thức công hữu, như các công ty nhà nước hoạt động trong lĩnh vực dịch vụ công cộng và các ngành sản xuất độc quyền tự nhiên. Đặc biệt là sự phát triển và thắng thế của hình thức công ty cổ phần tại các nước tư bản, mà theo Marx nhận xét: "Trong công ty cổ phần, chức năng đã tách khỏi quyền sở hữu tư bản, lao động cũng đã hoàn toàn tách khỏi quyền sở hữu tư liệu sản xuất và quyền sở hữu lao động thặng dư. Kết quả sản xuất tư bản chủ nghĩa phát triển đến cực độ là điểm quá độ phải trải qua, đề tư bản lại chuyển hoá thành sở hữu của người sản xuất, song lúc đó nó không còn là tài sản tư hữu của từng người sản xuất riêng lẻ, mà là tài sản chung của những người cùng sản xuất, là tài sản xã hội trực tiếp". Nói ngắn gọn, công ty cổ phần ra đời là bằng chứng của sự xã hội hóa tư liệu sản xuất khiến sự phát triển của kinh tế tư bản chủ nghĩa đã xuất hiện nhân tố xã hội chủ nghĩa khi sở hữu tư nhân tư liệu sản xuất đã biến thành sở hữu tập thể.

### Hệ thống các nước xã hội chủ nghĩa sụp đổ
Sau khi Liên Xô sụp đổ, nhiều đảng cộng sản trên thế giới giải tán, phần lớn những người cộng sản thành lập các đảng dân chủ xã hội, một số đảng viên cũ gia nhập các đảng tự do, bảo thủ hay dân chủ Thiên chúa giáo hoặc các nhóm hệ tư tưởng khác. Một số kiên định theo chủ nghĩa cộng sản nhưng đường lối hoạt động không khác mấy với các đảng dân chủ xã hội, đấu tranh nghị trường. Do ảnh hưởng của định kiến với các chế độ của Liên Xô và Đông Âu trước đây, đa phần các đảng cộng sản tái lập ở Đông Âu chỉ thu được một lượng nhỏ cử tri ủng hộ trong các cuộc bầu cử. Tuy nhiên một số đảng cộng sản do khai thác được bất mãn của dân chúng đối với các chính sách kinh tế tự do gây bất bình đẳng xã hội, đã có đủ số phiếu để trở lại cầm quyền dù chỉ áp dụng rất ít các lý thuyết cộng sản ban đầu. Nhiều đảng gắn với các tổ chức công đoàn, đấu tranh bảo vệ quyền lợi công nhân, đấu tranh chống phân biệt chủng tộc, bình đẳng giới... Nhiều phong trào du kích cộng sản cũng tan vỡ, hoặc hòa giải chính quyền và có địa vị hợp pháp. Một số quốc gia có Đảng Cộng sản cầm quyền điều chỉnh các chính sách kinh tế xã hội, tiếp tục nắm độc quyền lãnh đạo. Nhiều đảng Cộng sản và phong trào cánh tả khác thì lại đang manh nha phát triển, gia tăng ảnh hưởng tại một số khu vực như Nam Mỹ và châu Phi.
Sự suy yếu của chủ nghĩa cộng sản cuối thế kỷ XX do những nguyên nhân chính:
- Hệ thống chính trị và kinh tế theo mô hình Liên Xô (Stalinist) không thể điều chỉnh hiệu quả trước sự thay đổi của những yếu tố xã hội như tâm lý, trình độ đạo đức, trình độ trí tuệ, nhu cầu tiêu dùng... của dân chúng. Lợi ích cá nhân ảnh hưởng đến đoàn kết tập thể, thậm chí ảnh hưởng đến xây dựng một xã hội kiểu mới mà những người cộng sản đặt ra mục tiêu, khi điều kiện sống nâng cao thì người dân lại thích sống theo cách của họ hơn là theo những chuẩn mực mà các lãnh đạo cộng sản cổ vũ.
- Sự chia rẽ trong phong trào cộng sản thành nhiều xu hướng khác nhau, thậm chí rất xung khắc nhau, có khi quá tả hoặc quá hữu. Sự chia rẽ này khiến các trong phong trào công nhân không thể tập hợp đủ lực lượng, bên cạnh đó sự biến đổi của chủ nghĩa tư bản khiến mâu thuẫn giai cấp suy yếu ở nhiều nơi thậm chí có khi một số bộ phận giai cấp vô sản quay sang ủng hộ cánh hữu hay vấn đề đấu tranh giai cấp không phải là vấn đề trọng tâm chính trị. Mục tiêu đoàn kết quốc tế vô sản do đó đã không thể thực hiện một cách hiệu quả, do ảnh hưởng của chủ nghĩa dân tộc hay tôn giáo... Giai cấp vô sản nhiều nơi gắn bó với chủ nghĩa dân tộc hoặc tinh thần tôn giáo hơn là đoàn kết với giai cấp vô sản bên ngoài, do đó các cuộc cách mạng vô sản đã không thể diễn ra ở các nước này.
- Tầng lớp lãnh đạo nhà nước mất uy tín chính trị, mất liên kết với nhân dân. Những sai lầm, tội ác của các nhà nước cộng sản khiến chủ nghĩa cộng sản mất sức hấp dẫn. Tuy nhiên không phải chỉ có các nhà nước cộng sản mới tạo ra những sai lầm, tội ác mà chủ nghĩa tư bản từ lúc phát sinh cho đến ngày nay luôn đi kèm với đủ loại tội ác như bóc lột lao động không thương xót, tạo ra các cuộc chiến tranh đế quốc làm chết hàng chục triệu người, làm đạo đức xã hội băng hoại, phá hủy môi trường trên quy mô toàn cầu...
- Sự phản ứng quyết liệt của các lực lượng chống đối như chủ nghĩa dân tộc cực đoan, ủng hộ kinh tế thị trường hay dân chủ đại nghị, hoặc các nhóm tôn giáo, bảo hoàng, các xung đột sắc tộc... Các đảng cộng sản ở nhiều nước đã đặt ra các mục tiêu quá cao và cố giải quyết trong một thời gian ngắn, vượt quá khả năng của họ. Quan hệ sản xuất tư bản chủ nghĩa ở nhiều nước vẫn tỏ ra có hiệu quả giúp cho cánh hữu có được sự ủng hộ đáng kể.
- Các nền kinh tế theo mô hình Liên Xô (Stalinist) về sau đã không sử dụng hiệu quả vốn, tài nguyên thiên nhiên và nguồn lực con người do đó không mang lại một năng suất lao động cao hơn chủ nghĩa tư bản nên mức sống bình quân của người dân tại các nền kinh tế này không cao hơn mức sống của người dân trong các nền kinh tế tư bản chủ nghĩa phát triển, dù mức phân hóa giàu - nghèo thấp hơn nhiều và không có một số vấn đề xã hội như vô gia cư, thất nghiệp, thất học... Hệ thống kinh tế chỉ huy không tạo ra được động lực để dân chúng thi đua lao động lẫn động lực cải tiến kỹ thuật sản xuất khiến xã hội rơi vào tình trạng trì trệ.[18] Trong khi đó theo Lenin "Xét đến cùng thì năng suất lao động là cái quan trọng nhất, chủ yếu nhất cho thắng lợi của chế độ mới. Chủ nghĩa tư bản đã tạo ra một năng suất lao động chưa từng thấy dưới chế độ nông nô. Chủ nghĩa tư bản có thể bị đánh bại hẳn và sẽ bị đánh bại hẳn vì chủ nghĩa xã hội tạo ra năng suất lao động mới cao hơn nhiều[19]".
- Sự thay đổi tư tưởng cùng những cải cách vội vã, thiếu cân nhắc của một bộ phận lãnh đạo nhà nước khiến các đảng cộng sản ở Đông Âu không còn kiểm soát nổi tình hình chính trị trong nước.[20]

Đến đầu thế kỷ XXI, các đảng cộng sản ở phương Tây vẫn có lập trường tiến đến chủ nghĩa cộng sản, nhưng chủ trương tham gia nền chính trị nghị viện, giành quyền qua các cuộc tổng tuyển cử, không sử dụng các biện pháp cách mạng để xây dựng nhà nước chuyên chính vô sản. Nhiều đảng Dân chủ xã hội Tây Âu tách ra từ Quốc tế II (từ công nhận phần lớn nhưng không ủng hộ biện pháp cách mạng đến chỗ rất ít hoặc không chịu ảnh hưởng của chủ nghĩa cộng sản) đang nắm quyền tại nhiều nước Tây Âu (tiêu biểu như Thụy Điển, Phần Lan, Đan Mạch...). Các lý tưởng của chủ nghĩa cộng sản vẫn được các nhà nước hiện đại theo đuổi bằng cách này hay cách khác và dần trở thành chuẩn mực chung cho toàn thế giới.
Nhận xét về trào lưu phê phán chủ nghĩa xã hội sau sự sụp đổ của Liên Xô, nhà lãnh đạo Cuba - Fidel Castro nói:
| “ | Họ nói về sự thất bại của chủ nghĩa xã hội, nhưng sự thành công của chủ nghĩa tư bản ở Châu Phi, Châu Á và Nam Mỹ đang ở đâu? Thành công ở đâu khi nó (chủ nghĩa tư bản) đang tạo ra đói nghèo, bùng nổ dân số, chiến tranh và phá hủy sinh thái (tại các khu vực đó)? Không thể được khẳng định sự thất bại của chủ nghĩa Marx-Lenin (sau sự sụp đổ của các nước cộng sản chủ nghĩa ở Đông Âu), bởi vì Chủ nghĩa Marx-Lenin đã mang lại cho thế giới rất nhiều điều. Mặc dù nó có thể bị thất bại tạm thời do hoàn cảnh hiện tại, chủ nghĩa Mác chắc chắn đã có những đóng góp to lớn cho thế giới bởi nó đã truyền cảm hứng cho các phong trào cách mạng trong gần 80 năm... Trước hết, Cách mạng Tháng Mười bắt nguồn từ những ý tưởng đó. Đây là một bước phát triển vĩ đại nhất của thế kỷ này, đã làm phát sinh nhà nước xã hội chủ nghĩa đầu tiên trong lịch sử thế giới. Ảnh hưởng quốc tế mà cuộc cách mạng đem lại là rất lớn... Không phải từ sự rộng lượng, lòng tốt, hay từ thiện, mà là để tránh những cuộc cách mạng xã hội chủ nghĩa mà chủ nghĩa tư bản đã chuẩn bị một loạt các chính sách và phương pháp mới để ngăn chặn sự sụp đổ của nó. Chủ nghĩa xã hội đã cống hiến rất lớn cho nhân loại, đóng vai trò quyết định trong sự thất bại của chủ nghĩa phát xít. Chủ nghĩa xã hội, lấy cảm hứng từ những ý tưởng của chủ nghĩa Marx-Lenin, đã tạo ra các phong trào đòi quyền lợi cho người lao động. Chủ nghĩa xã hội cũng đóng góp rất lớn vào phong trào giải phóng các nước thuộc địa và khiến Chủ nghĩa thực dân cũ biến mất. Không thể nói rằng đây là sự chấm hết của chủ nghĩa xã hội chủ nghĩa, chủ nghĩa Marx, và các ý tưởng của Lenin. Bởi vì khi Cách mạng tư sản Pháp diễn ra, đã có một sự thay đổi trong hệ thống quân chủ phong kiến. Có một làn sóng phản ứng quốc tế lớn, Liên minh Thần thánh (gồm các nước quân chủ chuyên chế châu Âu) đã nổi lên, trấn áp cuộc cách mạng và thống trị thế giới trong nhiều thập kỷ. Tuy nhiên, trong thời gian sau đó, nó vẫn không thể ngăn chặn được sự thắng lợi của chủ nghĩa tư bản tự do. Do đó, không ai có thể nói Chủ nghĩa Marx-Lenin và chủ nghĩa xã hội chắc chắn đã thất bại... Những lý do dẫn đến cách mạng và chủ nghĩa xã hội vẫn hiện diện trên khắp trên thế giới. Chủ nghĩa tư bản không thể giải quyết nạn đói nghèo, lạc hậu, và kém phát triển cho 4 tỷ người trên thế giới. Đó là những gì chúng ta thừa kế từ chủ nghĩa tư bản, và nếu những lý do này không biến mất thì ai có thể nói về sự kết thúc của ý tưởng cách mạng và xã hội chủ nghĩa? | ” |

Tuy hệ thống các nước cộng sản chủ nghĩa sụp đổ, nhưng những bài học, chính sách mà các nước cộng sản để lại trong việc xây dựng một xã hội mới công bằng, tiến bộ hơn vẫn được các nhà nước hiện đại tiếp thu, di sản của nó vẫn tồn tại và được kế thừa ở khắp mọi nơi, ngay cả ở các nước phương Tây vốn từng là đối thủ. J. Arch Getty nhận xét:
Có những người cho rằng chủ nghĩa cộng sản chỉ là một chớp sáng của lịch sử hiện đại. Khi ảo tưởng trôi qua, nó sụp đổ hầu như không có dấu vết và không có di sản lâu dài. Nhận xét này là phi lý...
Công cuộc cải tạo quyền lao động ở phương Tây trong thế kỷ qua được thúc đẩy bởi một phong trào lao động quốc tế, được bảo vệ và hỗ trợ bởi Liên Xô. Chính sách New Deal của Tổng thống Mỹ Franklin Roosevelt có một phần được sao chép từ chính sách của Liên Xô. Các mục tiêu xã hội phổ biến ngày hôm nay, bao gồm các quyền của phụ nữ và bình đẳng chủng tộc, là chính sách của các Đảng Cộng sản từ rất lâu trước khi được chính phủ Mỹ thi hành một cách nghiêm túc. Những người Cộng sản đầu tiên đã đi đến Nam Mỹ và bắt đầu tổ chức những người da trắng, người Mỹ gốc Phi và người nghèo xung quanh vấn đề đòi hỏi công bằng xã hội. Trên trường quốc tế, Liên Xô cung cấp hỗ trợ cho Nelson Mandela chống lại chế độ áp bức chủng tộc và những cải cách khác. Chủ nghĩa Cộng sản tạo ra sự cạnh tranh khó khăn cho các nước phương Tây, và người ta nghi ngờ rằng những cải cách xã hội ở phương Tây đã không xảy ra nếu nước Nga Xô viết không tồn tại. Trớ trêu thay, sự tồn tại của Liên Xô đã giúp phương Tây tư bản tự cải cách và tránh khỏi những cuộc cách mạng đẫm máu của phương Đông. Chủ nghĩa cộng sản trong thế kỷ XX không phải là ảo tưởng thoáng qua; di sản của nó đang hiện diện ở khắp mọi nơi.

## Các trường phái lý luận cộng sản
Việc phân loại, gọi tên trong phong trào cộng sản và công nhân thế giới là khá phức tạp có nhiều sự lẫn lộn và có nhiều lý giải khác nhau. Một mặt đó là do các mâu thuẫn trong lòng phong trào: một đảng, tổ chức tự nhận mình theo trào lưu này nhưng trong con mắt của đảng khác và tổ chức khác thì lại không phải như vậy, và trong một phong trào, đảng cụ thể có cả những đặc điểm lý luận của nhiều phái do đó phân loại cũng có tính tương đối. Nhận thức về tên và bản chất các trường phái tư tưởng và trào lưu chính trị cũng khác nhau một phần cũng vì sự phức tạp trong việc dịch thuật giữa các ngôn ngữ. Cùng một thuật ngữ khi bình thường thì được hiểu một nghĩa nhưng khi áp dụng trong lý luận cộng sản chính thống thì nghĩa có thể thay đổi; ví dụ thuật ngữ socialism trong sự hiểu và trong sử dụng thông thường ở Việt Nam và Liên Xô thì là "chủ nghĩa xã hội" nhưng trong lý luận cộng sản chính thống ở hai nước này thì tên "chủ nghĩa xã hội" chỉ được dùng cho những đảng, trào lưu, nhà nước nào đi theo đường lối của chủ nghĩa Lenin (hay chủ nghĩa Marx-Lenin) tán thành cách mạng xã hội chủ nghĩa và xây dựng chủ nghĩa xã hội, ví dụ "Socialist Republic of Vietnam" là "Cộng hòa Xã hội chủ nghĩa Việt Nam". Còn không thì chỉ được gọi là "xã hội" hoặc theo một tên khác; ví dụ "Socialist party of France" là đảng xã hội Pháp. Cùng một thuật ngữ nhưng sẽ được hiểu tích cực và tiêu cực khác nhau tại nhiều nước và thậm chí trong một nước ở các thời điểm khác nhau. Do vậy sự trình bày về các phái cộng sản dưới đây có tính tương đối.

### Chủ nghĩa Marx

#### Nội dung

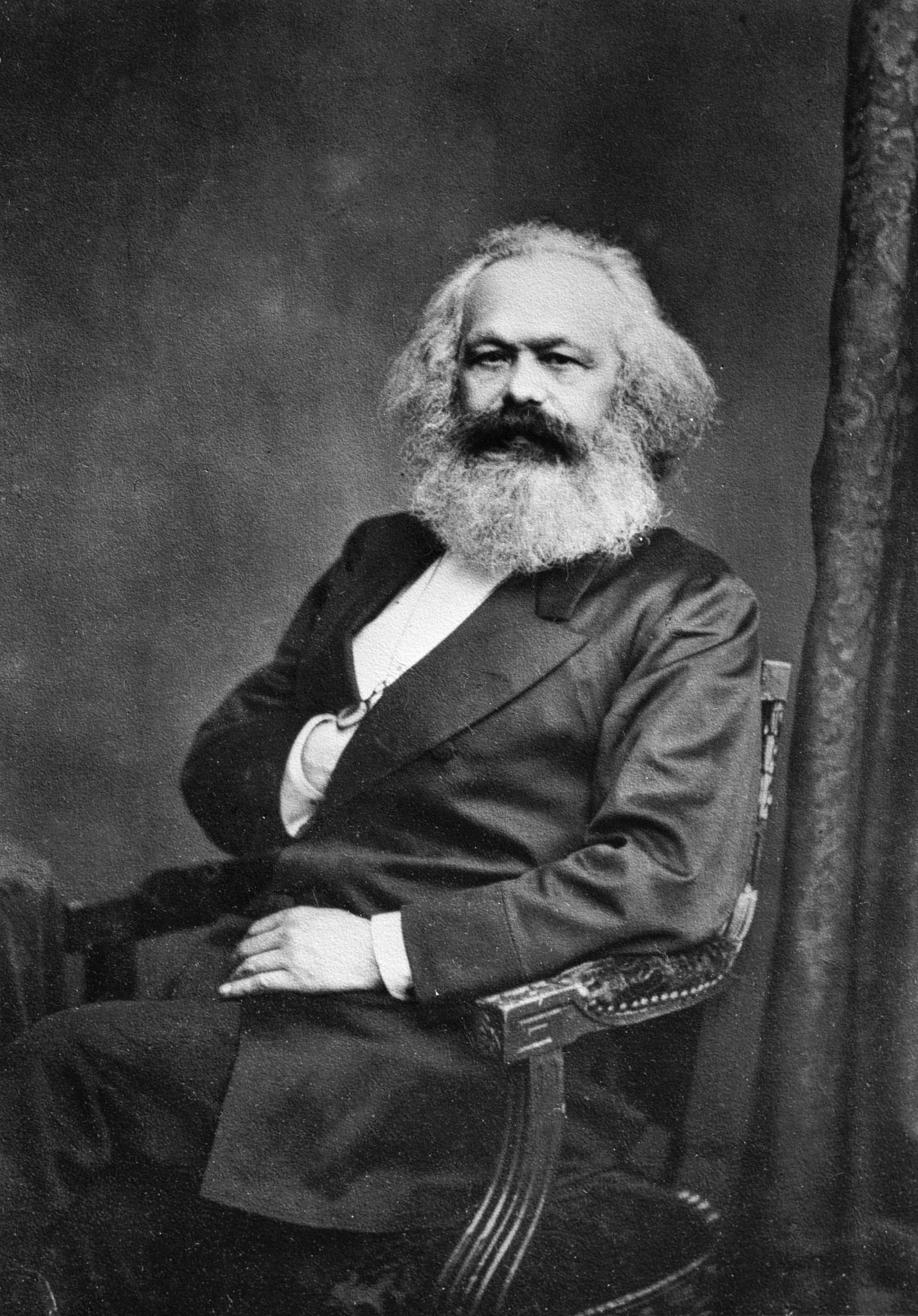
Karl Marx được xem là học giả có ảnh hưởng nhất thế giới

Trong thế kỷ XIX, trong khi nhận thức về các giá trị giải phóng con người, các quyền của con người, nhận thức về nhu cầu mở ra tối đa khả năng phát triển nhân tính và các khả năng của con người đã có những bước tiến bộ lớn thì hình thái kinh tế tư bản chủ nghĩa đương thời với quan hệ sản xuất của chủ nghĩa tư bản lại đang kìm hãm những khả năng nhân bản đó. Đại bộ phận quần chúng lao động bị tách ly khỏi phương tiện sản xuất phải làm thuê cho giai cấp tư sản- chủ sở hữu các phương tiện sản xuất. Giai cấp công nhân bị đối xử bất bình đẳng trong phân chia của cải xã hội, và thực tế cuộc sống của họ hầu như không thể tiếp cận được với những cơ hội để phát triển con người. Sự phát triển vượt bậc không ngừng với tốc độ chưa từng có trong lịch sử loài người của nền sản xuất tư bản chủ nghĩa đã mở ra khả năng thỏa mãn phần lớn nhu cầu cơ bản của con người, làm nền tảng để xây dựng một xã hội nhân văn hơn. Quan hệ sản xuất tư bản chủ nghĩa tạo ra những vấn đề không thể giải quyết triệt để của thị trường ảnh hưởng xấu đến nền sản xuất đồng thời tạo ra sự bất bình đẳng thu nhập xã hội hoàn toàn tương phản với sự phát triển của nền sản xuất. Sự bất bình đẳng trong hình thái kinh tế tư bản chủ nghĩa ở thế kỷ XIX là sâu sắc và nhu cầu giải phóng xã hội là cấp thiết.
Karl Marx là nhà tư tưởng có ảnh hưởng lớn đến phong trào công nhân, đến nền học thuật và nền chính trị thế giới hiện đại. Ông được xem là học giả có ảnh hưởng nhất thế giới. Ông có tầm nhìn xa vượt thời đại của mình với kiến thức rất uyên thâm trên nhiều lĩnh vực rộng lớn. Các tác phẩm của Marx có rất nhiều nhưng ông viết có hệ thống nhất là các lĩnh vực:
- Kinh tế chính trị: tác phẩm quan trọng nhất là Tư bản luận (Das Kapital) nghiên cứu hệ thống kinh tế tư bản chủ nghĩa trong đó ông rút ra bản chất của việc tích lũy tư bản là nhà tư bản chiếm giữ giá trị thặng dư do người lao động (công nhân) làm ra. Khác với các trường phái kinh tế khác ông cho rằng tư bản là lao động tích lũy lại. Từ đó ông giải thích các hiện tượng của nền kinh tế tư bản chủ nghĩa như lợi nhuận, địa tô, lãi suất, quan hệ cung cầu, khủng hoảng kinh tế...
- Triết học: Các tác phẩm của ông tự viết hoặc cùng với người đồng chí thân thiết của mình là Friedrich Engels phát triển trường phái triết học chủ nghĩa duy vật biện chứng trong đó coi triết học của mình là kết hợp giữa trường phái duy vật của Ludwig Feuerbach và phương pháp suy luận theo trường phái biện chứng của Georg Wilhelm Friedrich Hegel.
- Chủ nghĩa duy vật lịch sử lý giải sự vận động của lịch sử bằng cách chỉ ra mối liên hệ giữa nền sản xuất và các định chế xã hội như nhà nước, gia đình, luật pháp, đạo đức... Trình độ sản xuất thay đổi khiến quan hệ sản xuất cũng thay đổi dẫn đến những mối quan hệ xã hội thích ứng với những quan hệ sản xuất đó cùng với những tư tưởng nảy sinh ra từ những quan hệ xã hội đó cũng thay đổi kéo theo sự thay đổi hệ thống pháp lý và chính trị. Đó chính là sự tiến hóa của xã hội loài người cũng là sự vận động của lịch sử.
- Chủ nghĩa cộng sản là ý tưởng của Marx về một mô hình xã hội tốt đẹp hơn dựa trên tiên đoán về sự diệt vong của chủ nghĩa tư bản vì mâu thuẫn không thể giải quyết được giữa nền sản xuất đã đạt đến mức xã hội hóa cao độ và quan hệ sản xuất tư bản chủ nghĩa. Mâu thuẫn này sẽ được giải quyết bởi giai cấp công nhân thông qua một cuộc cách mạng thế giới để lật đổ trật tự thế giới cũ bằng con đường bạo lực cách mạng. Chủ nghĩa cộng sản của Marx là bộ phận lý thuyết gây ảnh hưởng lớn đến lịch sử thế giới trong thế kỷ XX.

Theo Marx, các mặt của hình thái kinh tế-xã hội tác động qua lại với nhau tạo nên các quy luật vận động, phát triển khách quan của xã hội. Chính sự tác động của các quy luật khách quan đó mà hình thái kinh tế xã hội tuy là phạm trù xã hội nhưng lại có khuynh hướng phát triển như một quá trình lịch sử tự nhiên tương tự với sự tiến hóa của giới tự nhiên, nó vận động phát triển từ thấp đến cao. Trong sự phát triển đó cũng có những đột biến, những sự suy thoái tạo ra những biến thể xã hội khác nhau. Nhìn chung xã hội loài người đã phát triển trải qua nhiều hình thái kinh tế - xã hội nối tiếp nhau. Trên cơ sở phát hiện ra quá trình phát triển khách quan của xã hội, K.Marx đã đi đến kết luận rằng:
| “        | Tôi coi sự phát triển của các hình thái kinh tế-xã hội là một quá trình lịch sử-tự nhiên | ” |
| — K.Marx |                                                                                          |   |

Chủ nghĩa Marx có thể xem là một Học thuyết Darwin trong khoa sử học. Lịch sử xã hội do con người làm ra, con người tạo ra các quan hệ xã hội của mình và đó là xã hội. Nhưng sự vận động của xã hội là một quá trình lịch sử khách quan, không phụ thuộc vào ý muốn của con người mà nguồn gốc sâu xa của sự thay thế nhau giữa các hình thái kinh tế-xã hội nằm ở chỗ: 
- Sự phát triển của lực lượng sản xuất, gây nên sự thay đổi của quan hệ sản xuất.
- Và rồi đến lượt mình, sự thay đổi của quan hệ sản xuất (với tư cách là cơ sở hạ tầng) sẽ làm cho kiến trúc thượng tầng (hệ thống chính trị, tư tưởng xã hội...) thay đổi.
- Do vậy, từ những thay đổi ngày càng tiến bộ hơn của lực lượng sản xuất sẽ dẫn đến hình thái kinh tế-xã hội này được thay thế bằng hình thái kinh tế-xã hội khác cao hơn, tiến bộ hơn.

Khi nghiên cứu chủ nghĩa tư bản, Marx cho rằng với sự sản xuất tập trung xã hội hoá cao độ với trình độ cao, hình thái kinh tế tư bản chủ nghĩa sản xuất ra một lượng của cải khổng lồ, trong khi đó giai cấp tư sản chỉ là một bộ phận nhỏ của xã hội nhưng lại sở hữu phần lớn tài sản xã hội thông qua việc chiếm giữ giá trị thặng dư. Còn đại bộ phận xã hội là giai cấp công nhân (giai cấp làm thuê) chỉ sở hữu một phần nhỏ của cải vì họ không có quyền sở hữu phương tiện sản xuất đang nằm trong tay các chủ tư bản. Đây là hệ quả của việc lao động của người công nhân bị tha hóa "người công nhân quan hệ với sản phẩm của mình như đối với một vật xa lạ,... người công nhân càng tự do phát tiết ra trong lao động thì thế giới xa lạ khách quan do bản thân anh ta sáng tạo ra đối diện với anh ta lại càng mạnh; bản thân anh ta, thế giới bên trong của anh ta lại càng nghèo đi; của cải thuộc về anh ta lại càng ít đi... Người công nhân đặt đời sống của mình vào vật, nhưng như vậy, đời sống đó đã không thuộc về anh ta nữa, mà lại thuộc về vật. Vậy hoạt động ấy của công nhân càng lớn thì công nhân càng trở thành không có vật. Anh ta không phải là cái mà lao động anh ta sản xuất ra. Cho nên sản phẩm đó càng lớn thì anh ta càng ít là anh ta. Sự tha hóa của công nhân vào sản phẩm của anh ta không những chỉ có ý nghĩa là lao động của anh ta trở thành một vật, một tồn tại bên ngoài, mà còn có ý nghĩa là lao động của anh ta tồn tại ở bên ngoài anh ta, không phụ thuộc vào anh ta, xa lạ với anh ta, và lao động ấy trở thành một lực lượng độc lập với anh ta, có nghĩa là đời sống mà anh ta chuyển vào vật, chống lại anh ta như một đời sống đối địch và xa lạ." Điều này dẫn đến "người công nhân trở thành nô lệ cho vật của mình: một là anh ta nhận được một vật để lao động, nghĩa là nhận được lao động và hai là anh ta nhận được những tư liệu sinh hoạt. Do đó chỉ có vật ấy mới đem lại cho anh ta khả năng sinh tồn, một là như một người công nhân và hai là như một chủ thể thể xác. Điểm cao nhất của sự nô lệ đó là: chỉ có cái tư cách công nhân của anh ta mới cho phép anh ta còn tự duy trì được như một chủ thể thể xác và chỉ có với tư cách chủ thể thể xác thì anh ta mới là công nhân... Theo những quy luật mà kinh tế chính trị học đề ra thì sự tha hóa của công nhân vào vật của mình biểu hiện như sau: công nhân càng sản xuất nhiều thì anh ta càng có ít để tiêu dùng; anh ta càng tạo ra nhiều giá trị thì bản thân anh ta càng bị mất giá trị, càng bị mất phẩm cách; sản phẩm của anh ta càng đẹp thì anh ta càng xấu đi; vật đó do anh ta tạo ra càng văn minh thì bản thân anh ta càng giống người dã man; lao động càng mạnh mẽ thì người công nhân càng bất lực; lao động của anh ta càng có tinh thần thì bản thân anh ta càng mất hết trí óc và càng bị nô lệ vào giới tự nhiên.". Chính vì thế "lao động của anh ta không phải là tự nguyện mà là bắt buộc; đó là lao động cưỡng bức. Lao động đó không phải là sự thỏa mãn một nhu cầu mà chỉ là phương tiện để thỏa mãn những nhu cầu khác nhu cầu lao động. Tính xa lạ của lao động biểu hiện rõ rệt ở chỗ là một khi không có sự cưỡng bức thể xác hoặc sự cưỡng bức nào khác thì người ta trốn tránh lao động như trốn tránh bệnh dịch hạch vậy... Do đó ta đi đến kết luận là con người (công nhân) chỉ cảm thấy mình tự do trong khi thực hiện chức năng động vật của mình... còn trong những chức năng con người của anh ta thì anh ta cảm thấy mình chỉ là con vật. Cái có tính súc vật trở thành cái có tính người, còn cái có tính người thì biến thành cái có tính súc vật.".
Trong chủ nghĩa tư bản, lao động bị tha hóa của người công nhân sẽ biến thành sở hữu tư nhân. Marx viết "sở hữu tư nhân là sản phẩm, kết quả, hậu quả tất nhiên của lao động bị tha hóa, của quan hệ bên ngoài của công nhân với giới tự nhiên và với bản thân mình... Chỉ đến giai đoạn phát triển cuối cùng, đến trình độ cao nhất của sở hữu tư nhân thì điều bí ẩn ấy của riêng nó mới lại xuất hiện trở lại, tức là: một mặt sở hữu tư nhân là sản phẩm của lao động bị tha hóa, và mặt khác nó là phương tiện nhờ đó lao động tự tha hóa, nó là sự thực hiện sự tha hóa ấy.". Marx cũng lý giải bản chất của tiền công trong nền kinh tế tư bản chủ nghĩa "tiền công là đồng nhất với sở hữu tư nhân, vì tiền công trong đó sản phẩm, vật của lao động, trả công cho bản thân lao động, chỉ là hậu quả tất nhiên của sự tha hóa của lao động và vì trong tiền công, lao động biểu hiện ra không phải là mục đích tự nó mà là tôi tớ của tiền công. Việc cưỡng bức tăng tiền công... chẳng qua sẽ chỉ là sự trả công tốt hơn cho nô lệ và sẽ không đem lại cho công nhân và lao động mục đích của con người và phẩm chất con người của họ. Ngay cả bản thân sự ngang nhau về tiền công mà Proudhon đòi hỏi, cũng sẽ chỉ đem lại kết quả là biến quan hệ của người công nhân hiện nay với sản phẩm của anh ta thành quan hệ của mọi người với lao động. Trong trường hợp đó, xã hội được hình dung là một nhà tư bản trừu tượng. Tiền công là kết quả trực tiếp của lao động bị tha hóa còn lao động bị tha hóa là nguyên nhân trực tiếp của sở hữu tư nhân. Cho nên, phía này mất đi thì phía kia cũng phải tiêu tan theo.".
Từ quan điểm lao động bị tha hóa biến thành sở hữu tư nhân thông qua quan hệ sản xuất tư bản chủ nghĩa biểu hiện dưới hình thức người công nhân bán lao động cho nhà tư bản để nhận được tiền công, Marx rút ra kết luận "sự giải phóng xã hội khỏi sở hữu tư nhân, khỏi chế độ nô dịch, biểu hiện ra dưới hình thức chính trị của sự giải phóng công nhân, không phải vì vấn đề ở đây chỉ là sự giải phóng của họ, mà vì sự giải phóng của họ bao hàm sự giải phóng toàn diện của con người; và sở dĩ như thế là vì toàn bộ cái chế độ nô dịch con người bao hàm trong quan hệ của công nhân với sản xuất và vì mọi quan hệ nô dịch chỉ là những biến thể và kết quả của quan hệ ấy".
Khi nghiên cứu quan hệ sản xuất tư bản chủ nghĩa, Marx cho rằng sự tích lũy tư bản được thực hiện bằng cách nhà tư bản trả lương cho công nhân thấp hơn giá trị gia tăng mà người công nhân tạo ra trong quá trình sản xuất, phần chênh lệch này được gọi là giá trị thặng dư. Tư bản tích lũy sẽ được đầu tư tái sản xuất mở rộng. Qua nhiều lần tái sản xuất mở rộng, năng lực của toàn bộ nền sản xuất ngày càng lớn, tạo ra một giá trị được thể hiện bằng một lượng hàng hóa vượt quá sức mua của toàn xã hội. Khi nền sản xuất đạt đến trạng thái này, khủng hoảng kinh tế xảy ra. Trong thời kỳ khủng hoảng tổng cầu thấp hơn tổng cung, hàng hóa dư thừa không có nơi tiêu thụ. Do không bán được sản phẩm, các doanh nghiệp không thu hồi được chi phí để tái sản xuất nên phải thu hẹp sản xuất, cắt giảm nhân công hoặc phá sản. Trong dài hạn, các doanh nghiệp sẽ giảm giá để bán hết lượng hàng hóa tồn kho khiến tổng cung và tổng cầu dần trở lại mức cân bằng. Tuy nhiên trong suốt giai đoạn khủng hoảng, hàng triệu công nhân thất nghiệp, hàng vạn doanh nghiệp phá sản để lại hậu quả to lớn cho xã hội trên phạm vi toàn cầu do các nền kinh tế trên thế giới phụ thuộc vào nhau. Để giải quyết tình trạng này cần thay thế quan hệ sản xuất tư bản chủ nghĩa bằng một quan hệ sản xuất mới trong đó sự tích lũy tư bản và tái sản xuất mở rộng được thực hiện tốt hơn cách mà chủ nghĩa tư bản đang thực hiện. Các nhà kinh tế khác như John Maynard Keynes đề ra giải pháp nhà nước sử dụng các chính sách tài khóa và tiền tệ để nâng tổng cầu nhằm đưa nền kinh tế trở về trạng thái toàn dụng và đưa thất nghiệp trở về tỷ lệ tự nhiên chứ không để nền kinh tế tự điều chỉnh nhằm hạn chế đến mức tối đa những hậu quả của khủng hoảng kinh tế. Sự can thiệp của nhà nước có thể giúp cho nền kinh tế hoạt động hiệu quả hơn, các nguồn lực được phân phối hợp lý hơn và nâng cao phúc lợi xã hội. Nhà nước là người hỗ trợ cho thị trường trong việc quản lý các nguồn lực. Tuy nhiên nếu nhà nước thất bại trong việc can thiệp vào thị trường khiến thị trường hoạt động kém hiệu quả hơn, các nguồn lực bị phung phí và phân phối bất hợp lý thì sự thất bại của thị trường sẽ biến thành sự thất bại của nhà nước. Giải pháp của Marx, Keynes hoặc bất cứ một nhà kinh tế nào khác đều có điểm chung là nhà nước phải can thiệp để sửa chữa những thất bại của thị trường dù mỗi trường phái kinh tế học có cách giải thích khác nhau về những thất bại này. Marx triệt để hơn những người khác khi ông chủ trương tập trung tư liệu sản xuất dưới sự kiểm soát của nhà nước. Dù được giải quyết theo cách nào thì khủng hoảng kinh tế cũng cho thấy quan hệ sản xuất tư bản chủ nghĩa có những hạn chế của nó mà Marx xem là quan hệ sản xuất không còn phù hợp với lực lượng sản xuất do đó kiềm hãm sự phát triển của lực lượng sản xuất.
Hơn nữa, sự phát triển của các môn khoa học xã hội giúp người ta hiểu rõ hơn về sự tồn tại và vận động của xã hội. Cũng như Saint Simon, người được mệnh danh là cha đẻ của chủ nghĩa xã hội, Marx tin rằng xã hội loài người có thể hoạt động theo lý tính dựa trên những kiến thức khoa học đã tích lũy được chứ không còn vận động một cách tự phát như trước, loài người sẽ chuyển từ tự phát sang tự giác. Theo ông "Các nhà triết học đã chỉ giải thích thế giới bằng nhiều cách khác nhau, vấn đề là cải tạo thế giới". Đây là quan điểm duy lý về xã hội loài người, là lối tư duy của chủ nghĩa duy lý. Marx và Engels đề ra một giải pháp giải quyết các vấn đề của thị trường bằng cách từng bước "tập trung tất cả những công cụ sản xuất vào trong tay nhà nước, tức là trong tay giai cấp vô sản đã được tổ chức thành giai cấp thống trị". Hai ông cũng đề xuất nhiều biện pháp cải cách kinh tế - xã hội như "áp dụng thuế luỹ tiến cao", "tập trung tín dụng vào tay nhà nước thông qua một ngân hàng quốc gia với tư bản của nhà nước", "tăng thêm số công xưởng nhà nước", "giáo dục công cộng và không mất tiền cho tất cả các trẻ em", "xoá bỏ việc sử dụng trẻ em làm trong các khu công xưởng"... mà ngày nay đã được áp dụng tại hầu hết các quốc gia trên thế giới. Việc các nhà nước hiện đại ban hành các quy định, thực thi những chính sách can thiệp vào mọi mặt của đời sống xã hội chứng tỏ ý tưởng của Marx hoàn toàn hợp lý. Chủ nghĩa Marx phản ánh nhu cầu cần có sự can thiệp lớn hơn của nhà nước vào các hoạt động xã hội để đáp ứng với sự phát triển của nền kinh tế và đời sống xã hội hiện đại. Chính vì thế Marx bị những nhà kinh tế theo trường phái kinh tế học cổ điển với niềm tin trị trường có khả năng tự điều chỉnh để giải quyết các vấn đề của nó và những người theo chủ nghĩa tự do chủ trương hạn chế sự can thiệp của nhà nước vào thị trường, rộng hơn là vào đời sống xã hội phản đối gay gắt dù mục tiêu của Marx khi ủng hộ sự can thiệp của nhà nước cũng là để bảo vệ các quyền tự do của con người. Chủ nghĩa Marx thường bị đả kích bởi những người ủng hộ chủ nghĩa tư bản, nhưng nó thật sự là liều thuốc chữa những "căn bệnh" của chủ nghĩa tư bản. Tuy nhiên theo Friedrich Hayek vấn đề mà người ta gặp phải khi xây dựng một trật tự kinh tế duy lý là "tri thức về các hoàn cảnh mà chúng ta bắt buộc phải tính đến không bao giờ tồn tại một cách tập trung hay hợp nhất mà chỉ dưới dạng những mảnh phân tán, không hoàn chỉnh và thường xuyên mâu thuẫn, được sở hữu bởi tất cả các cá nhân riêng rẽ". Hơn nữa hệ thống giá cả như là một cơ cấu truyền đạt thông tin cho phép các nhà sản xuất riêng lẻ điều chỉnh các hoạt động của họ theo các thay đổi mà có lẽ họ chưa từng biết đến. Chính vì vậy việc lạm dụng lý tính với niềm tin rằng nền kinh tế có thể vận hành dựa trên tri thức của một nhóm người thuộc một cơ quan kế hoạch hóa thay vì tri thức của toàn xã hội dẫn đến thất bại.
Theo Marx tư bản là một lực lượng xã hội "Tư bản là một sản phẩm tập thể và nó chỉ có thể vận động được là nhờ sự hoạt động chung của nhiều thành viên trong xã hội, xét đến cùng, là nhờ sự hoạt động chung của tất cả các thành viên trong xã hội. Vậy tư bản không phải là một lực lượng cá nhân, nó là một lực lượng xã hội." nên tư bản cần được xã hội kiểm soát bằng một hình thức sở hữu tập thể. Marx lập luận "nếu tư bản biến thành sở hữu tập thể thuộc tất cả mọi thành viên trong xã hội thì đó không phải là một sở hữu cá nhân chuyển thành sở hữu xã hội. Chỉ có tính chất xã hội của sở hữu là thay đổi thôi. Sở hữu mất tính chất giai cấp của nó.". Sự phát triển của chủ nghĩa tư bản dẫn đến quy mô doanh nghiệp ngày càng lớn, hoạt động của doanh nghiệp ảnh hưởng đến toàn thể xã hội do đó đòi hỏi doanh nghiệp phải được quản lý, điều tiết bởi một tổ chức hoạt động vì lợi ích xã hội chứ không phải vì lợi ích của cá nhân sở hữu doanh nghiệp.

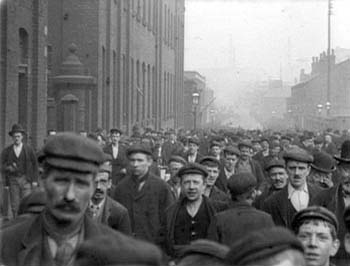
Marx tin rằng công nhân công nghiệp sẽ nổi dậy khắp thế giới để xây dựng một xã hội nhân văn và hợp lý hơn

Không chỉ lao động bị tha hóa, nền kinh tế tư bản cũng khiến cả nhà tư bản và người công nhân bị tha hóa. Nhà tư bản trở thành kẻ chỉ biết chạy theo lợi nhuận còn công nhân phải hy sinh những năng khiếu, sở trường của mình cho hoạt động sản xuất công nghiệp. Do đó giai cấp công nhân phải vùng lên dùng bạo lực cách mạng để giành lấy phương tiện sản xuất nhằm giải quyết mâu thuẫn giữa nền sản xuất tập trung xã hội hóa cao độ và sở hữu tư nhân đồng thời giải phóng giai cấp mình và toàn bộ nhân dân lao động lẫn giai cấp tư sản khỏi sự tha hóa do chủ nghĩa tư bản mang đến. Đó là cách mạng vô sản. Marx cho rằng "Lịch sử tất cả các xã hội tồn tại từ trước đến ngày nay chỉ là lịch sử đấu tranh giai cấp... một cuộc đấu tranh bao giờ cũng kết thúc hoặc bằng một cuộc cải tạo cách mạng toàn bộ xã hội, hoặc bằng sự diệt vong của hai giai cấp đấu tranh với nhau". Quan điểm đấu tranh giai cấp, dùng bạo lực làm cách mạng giành chính quyền để xây dựng một xã hội tốt đẹp hơn của Marx được kế thừa từ những cuộc cách mạng ở các nước Châu Âu và Châu Mỹ trong thời đại của ông. Tuy nhiên, ông cũng không loại trừ khả năng giai cấp vô sản có thể giành chính quyền thông qua các biện pháp chính trị và đàm phán (nếu có những điều kiện thuận lợi).
Sau khi giành được chính quyền bằng cuộc cách mạng vô sản thì sở hữu phương tiện sản xuất sẽ là sở hữu toàn dân. Nhà nước xã hội chủ nghĩa sẽ thay mặt nhân dân điều hành sản xuất và nắm quyền sở hữu này vì nhà nước bây giờ là nhà nước của toàn dân. Trong xã hội đó con người làm việc theo năng lực hưởng thụ theo lao động. Cùng với sự phát triển nhanh chóng của nền sản xuất xã hội chủ nghĩa thì chức năng của nhà nước ngày càng suy giảm, sự tự giác của nhân dân ngày càng cao và đến lúc đó sẽ xuất hiện xã hội phi giai cấp, không còn mâu thuẫn đối kháng dẫn đến sự tự tiêu vong của nhà nước, sẽ xuất hiện một xã hội mà ở đó nguyên tắc phân phối của cải sẽ là "Làm theo năng lực, hưởng theo nhu cầu" đó là chủ nghĩa cộng sản.
Tuy nhiên Marx không tin tưởng rằng cách mạng vô sản và chủ nghĩa cộng sản sẽ thắng lợi trong tương lai gần vì theo ông thì "Cách mạng xã hội chủ nghĩa không thể chiến thắng đơn độc tại một nước" vì giai cấp tư sản thế giới ở các nước khác sẽ bao vây và bóp chết cách mạng để duy trì lợi ích ích kỷ của mình. Vậy cách mạng xã hội chủ nghĩa sẽ chỉ nổ ra khi nào mâu thuẫn đã quá khủng khiếp "trong tất cả các nước tư bản hoặc chí ít là số lớn các nước tư bản đứng đầu thế giới". Và khi đó sẽ là một cuộc cách mạng thế giới của giai cấp công nhân chôn vùi chủ nghĩa tư bản. Để giác ngộ giai cấp công nhân hiểu được vai trò lịch sử của mình và lãnh đạo cuộc đấu tranh đó Marx chỉ ra là phải có các đảng cộng sản là tổ chức của những người giác ngộ chủ nghĩa cộng sản sẽ hướng dẫn đoàn kết lực lượng của giai cấp công nhân toàn thế giới.
Không nên lầm tưởng Marx chủ trương phải tiến hành cách mạng bằng giá, tại mọi quốc gia. Ông đã dự đoán khả năng giai cấp công nhân nắm chính quyền bằng biện pháp hợp pháp, Chủ nghĩa tư bản sẽ hoàn thành quá độ hoà bình lên chủ nghĩa xã hội. Marx nhận định: Công ty cổ phần không xoá bỏ chế độ tư hữu, mà dùng chế độ sở hữu cá nhân cổ quyền phân tán thay thế chế độ sở hữu tư nhân của một số người, lấy đó làm hình thức thực hiện chế độ công hữu; con đường nghị viện về chính trị không phải là đập tan bộ máy nhà nước cũ, mà thông qua bầu cử nắm lấy bộ máy ấy. Engels cũng đã chỉ đạo cụ thể Đảng Dân chủ Xã hội Đức tiến hành cuộc đấu tranh hợp pháp, nhấn mạnh thành công của Đảng trong tuyển cử có ý nghĩa rất lớn đối với toàn bộ phong trào công nhân quốc tế: "Có thể hình dung trong một nước mà cơ quan đại nghị tập trung mọi quyền lực vào tay mình, chỉ cần được đại đa số nhân dân ủng hộ là có thể tuỳ ý hành động theo hiến pháp, thì xã hội cũ có thể hoà bình bước sang xã hội mới, chẳng hạn trong các nước cộng hoà như Mỹ, Pháp, trong nước quân chủ như Anh"..
Ngay từ Marx những người cộng sản đã quan niệm rằng người lao động trên toàn thế giới phải vượt qua những khác biệt về sắc tộc, chủng tộc, màu da, ngôn ngữ... để đoàn kết lại vì mục tiêu chung là giải phóng nhân dân lao động trên toàn thế giới khỏi chế độ làm thuê. Ông có khẩu hiệu rất nổi tiếng: "Vô sản toàn thế giới liên hiệp lại". Sau này Lenin cũng có ý tưởng như vậy... Sự đối đầu giữa các quốc gia cộng sản sau này cho thấy trong một số trường hợp các lãnh đạo cộng sản đã không tôn trọng ý tưởng này. Mâu thuẫn quốc gia, dân tộc trong thực tế bao giờ cũng mạnh hơn mâu thuẫn giữa các giai cấp (ít nhất là từ thế kỷ XX trở về trước).
Marx cho rằng chủ nghĩa cộng sản là một bước tiến hóa của xã hội loài người dựa trên những điều kiện kinh tế - xã hội do chủ nghĩa tư bản tạo ra chứ không phải là kết quả của việc áp đặt một mô hình kinh tế - chính trị lên xã hội. Theo ông "Đối với chúng ta, chủ nghĩa cộng sản không phải là một trạng thái cần phải sáng tạo ra, không phải là một lý tưởng mà hiện thực phải khuôn theo. Chúng ta gọi chủ nghĩa cộng sản là một phong trào hiện thực, nó xóa bỏ trạng thái hiện nay. Những điều kiện của phong trào ấy là kết quả của những tiền đề hiện đang tồn tại". Một điều rất cần nói về Marx và chủ nghĩa cộng sản của Marx là Marx hoàn toàn không chủ trương "mục đích bào chữa cho phương tiện". Ngay từ thời của mình Marx đã nói: "Một mục tiêu chính đáng không thể bào chữa cho biện pháp không chính đáng để đạt mục tiêu đó". Như vậy có thể nói trong Marx là thấm nhuần tư tưởng nhân đạo, ông chủ trương cách mạng nhưng phải là cách mạng trong nhân đạo để sao cho đạt được sự công bằng cho người này nhưng không lấy mất sự công bằng của người khác. Cách mạng là đi lên là để tầng lớp dưới vươn lên ngang bằng tầng lớp trên chứ không phải là cách mạng là đi xuống để kéo tầng lớp trên xuống dưới cùng. Mục tiêu của Marx là xóa bỏ sự tha hóa và nô dịch do chủ nghĩa tư bản tạo ra, kiến tạo một xã hội tự do, phi giai cấp chứ không phải thay thế sự tha hóa này bằng sự tha hóa khác, xóa bỏ sự nô dịch này bằng sự nô dịch khác.

#### Trong thực tiễn
Có thể nói Marx là nhà tư tưởng có ảnh hưởng lớn đến sự phát triển của nhân loại nhưng trong học thuyết của Marx có những hạn chế bởi khả năng thu thập tư liệu, lối tư duy của ông chịu ảnh hưởng bởi điều kiện xã hội mà ông sống (giữa thế kỷ XIX). Chủ nghĩa Marx ban đầu chỉ là những tư tưởng của một vài trí thức đã được phổ biến rộng rãi trong giới trí thức, trở thành một trào lưu tư tưởng có ảnh hưởng lớn, sau đó xâm nhập vào phong trào công nhân và phong trào giải phóng dân tộc, được truyền bá từ phương Tây sang phương Đông. Những người cộng sản tại một số nơi khi thực hành chủ nghĩa Marx đã không thật sự hiểu đúng lý luận của Marx và những lý tưởng mà Marx muốn hướng tới, dẫn tới áp dụng máy móc vào thực tế bất chấp những điều kiện kinh tế - xã hội không phù hợp với thứ họ muốn tạo ra tuy nhiên họ luôn nghĩ mình đã nắm được chân lý, điều mà Lenin gọi là bệnh kiêu ngạo cộng sản. Hơn nữa, với những điều kiện kinh tế - xã hội và trình độ công nghệ ở thế kỷ XX (trong đó chủ nghĩa Marx bắt đầu được áp dụng) thì loài người chưa thể có lực lượng sản xuất đủ tiên tiến để xây dựng một xã hội lý tưởng như Marx mong muốn. Để xây dựng xã hội cộng sản, loài người cần đạt tới một trình độ công nghệ mới mà thế kỷ XX chưa hề biết đến, hiện nay chỉ mới bắt đầu được khai phá như công nghệ robot, công nghệ nano, Công nghệ lượng tử...
- Marx (cũng như nhiều nhà lý luận khác) luôn có xu hướng tổng kết các thực tiễn phong phú trong một tổng thể hài hòa - một mô hình đáp ứng mọi lời giải của thực tế. Để xây dựng mô hình Marx đã có những phép đơn giản hóa. Có thể thấy xu hướng mô hình hóa này của Marx trong các lý luận của ông: Trong triết học ông phân triết học ra rạch ròi hai trường phái duy vật và duy tâm và phê phán trường phái duy tâm trong khi đó đây là các khía cạnh của thực thể thế giới và nhận thức của con người về thực thể đó và chúng là những khái niệm không thể tách rời. Do đó trong triết học duy vật biện chứng của chủ nghĩa cộng sản có đặc trưng nổi bật là nghiên cứu về sự tư duy của con người chỉ nhằm vào cái "chung", ít nghiên cứu về cái "riêng", yếu về nhận thức về "cái tôi" trong tư duy con người. Lý luận của những người Marxist nhấn mạnh quan hệ giữa tồn tại và ý thức theo hướng thực thể khách quan ban đầu của thế giới là vật chất, cụ thể là các điều kiện tự nhiên, sản xuất và xã hội (không phụ thuộc vào ý thức của cá nhân) thì ý thức con người (là hệ quả của vật chất có chức năng phản ánh hiện thực khách quan) cũng sẽ phụ thuộc vào sự tồn tại của các điều kiện này. Họ ít nghiên cứu tác động ngược lại của ý thức đến tự nhiên, sản xuất và xã hội trong khi tác động của chủ nghĩa Marx lên lịch sử thế giới hiện đại lại là bằng chứng cho thấy các tư tưởng kinh tế - chính trị - xã hội có tác động mạnh mẽ như thế nào đến tiến trình lịch sử của nhân loại.
- Trong khi nghiên cứu về xã hội loài người, sự tổng kết của Marx chỉ giới hạn trong lịch sử châu Âu, Marx cũng công nhận mô hình của ông chưa bao quát được hết lịch sử các khu vực trên thế giới bởi bối cảnh thế kỷ XIX không cho phép thu thập đủ tư liệu để nghiên cứu. Lịch sử phát triển xã hội loài người, theo Marx tổng kết dựa trên lịch sử của châu Âu, có bản chất là sự phát triển của "trình độ sản xuất" dẫn đến sự biến đổi của "quan hệ sản xuất": đi từ công xã nguyên thủy, đến chiếm hữu nô lệ, đến phong kiến, đến tư bản và cuối cùng là cộng sản. Các nền văn minh châu Á không hoàn toàn giống như mô hình này khi thiếu sót một số giai đoạn nào đó. Tuy nhiên tác động của trình độ sản xuất lên quan hệ sản xuất là hiện tượng có thể quan sát được ở hầu hết các nền văn minh. Chủ nghĩa cộng sản là những ý tưởng của Marx kế thừa từ những nhà tư tưởng trước ông kết hợp với những nghiên cứu của ông về chủ nghĩa tư bản ở châu Âu mà ông cho rằng đó sẽ là tương lai của châu Âu như một bước tiến hóa mới của xã hội loài người, chứ ông không coi đó là một định mệnh sẽ xảy ra giống nhau ở tất cả các nước. Đó là một tiên đoán xã hội xuất phát từ tầm nhìn của Marx mà những người kế thừa ông đã biến nó thành một quy luật xã hội theo đó chủ nghĩa tư bản tất yếu sẽ phát triển thành chủ nghĩa cộng sản. Tuy nhiên nhân loại sẽ chọn những ý tưởng nào tốt đẹp và phù hợp nhất với những điều kiện kinh tế xã hội mang tính lịch sử của mình để thực hiện.
- Tại thời điểm của Marx (thế kỷ XIX), do ảnh hưởng của các cuộc cách mạng ở Châu Âu và Châu Mỹ, người ta thiên về các biện pháp bạo lực giành chính quyền để giải quyết các vấn đề kinh tế - xã hội mà thường bỏ qua các cách giải quyết hoà bình bằng thoả hiệp và đối thoại. Marx đã phê phán và bác bỏ chủ nghĩa xã hội không tưởng và lấy sự thất bại của nó làm minh chứng cho sự cần thiết của cách mạng xã hội chủ nghĩa. Các biện pháp cách mạng bạo lực có thể đem đến sự thay đổi chính trị nhanh chóng làm cơ sở để thực hiện những cải cách xã hội khi quần chúng bị kích động đứng lên làm cách mạng nhưng nó sẽ đi kèm những tổn thất rất to lớn cho xã hội trong một thời gian dài, và khi cần kìm hãm người dân để đưa họ về trạng thái tâm lý ôn hòa thì đó lại là một việc rất khó và mất thời gian, đôi khi còn tổn thất rất lớn khác; thậm chí các nhà cách mạng sau khi lật đổ chế độ cũ sẽ thanh trừng lẫn nhau vì bất đồng quan điểm hay vì cạnh tranh quyền lực. Các biện pháp hòa bình bất bạo động tuy phải thực hiện một cách từ từ và dường như kém hiệu quả nhưng thực tế nó có thể giải quyết mâu thuẫn một khi mâu thuẫn đó là chín muồi và các lực lượng xã hội cần phải tự điều chỉnh để giải quyết các mâu thuẫn đối kháng, nó cũng mang lại những thay đổi sâu sắc và bền vững hơn kết quả do các cuộc cách mạng bạo lực mang lại. Các cuộc cách mạng đều cho thấy phá hủy các định chế kinh tế - chính trị, các mối quan hệ sản xuất - quan hệ xã hội cũ thì dễ dàng hơn là xây dựng những nhân tố mới tốt đẹp và có hiệu quả hơn. Các định chế kinh tế - chính trị cũ có khuynh hướng tái sinh dưới hình thức mới với cùng bản chất nhưng do một nhóm người mới nắm giữ quyền lực là điều mà Karl Marx gọi là lịch sử lặp lại chính nó - lần đầu như một tấn thảm kịch, lần thứ hai như một định mệnh trớ trêu. Các cuộc cách mạng không thể nào thay thế cho tiến hóa xã hội mà chỉ tạo điều kiện cho tiến hóa có thể diễn ra nhanh hơn trong một số trường hợp và kéo lùi xã hội trong một số trường hợp khác.[41] Ở thời kỳ của Marx thì việc các lực lượng đối kháng chịu đối thoại với nhau là rất hãn hữu và chiến tranh xảy ra khá thường xuyên, cho nên Marx không coi trọng biện pháp này. Đến giữa thế kỷ XX, tức là 100 năm sau thời của Marx, thế giới đã đổi thay sâu sắc, đã xuất hiện các phương pháp đấu tranh hòa bình hữu hiệu thông qua các thiết chế như công đoàn, các tổ chức xã hội, dư luận xã hội, tự do báo chí, tôn giáo, nghị trường... Các tấm gương của Mahatma Gandhi, Martin Luther King, Jr. cho thấy đấu tranh hòa bình cũng là một cách giải quyết tốt trong một số trường hợp (tất nhiên vẫn có nhiều trường hợp buộc phải giải quyết bằng đấu tranh bạo lực, nhưng nhìn chung thì đấu tranh hòa bình ở đầu thế kỷ XXI là dễ dàng hơn nhiều so với thời của Marx).

Karl Marx (và Engels) là nhà tư tưởng lớn của nhân loại và hiện nay vẫn được coi là một trong những nhà triết học, nhà tư tưởng nhân đạo có ảnh hưởng nhất của loài người. Chủ nghĩa Marx là sự tiếp nối các lý tưởng của Thời kỳ Khai sáng về việc xây dựng một thế giới của nhân tính, lý tính và tự do. Các nghiên cứu của Marx, Engels trong lĩnh vực kinh tế chính trị học đã dẫn đến những ý tưởng về chủ nghĩa cộng sản khoa học. Marx tin rằng tri thức của nhân loại có thể giúp người ta xây dựng một thế giới nhân văn hơn, hợp lý hơn và tự do hơn. Nhưng đó mới chỉ là các phác thảo lý thuyết theo suy nghĩ của Marx, Engels và còn ở dạng lý tưởng. Còn lý thuyết đó được áp dụng như thế nào trong thực tế thì đó là trách nhiệm và sự nghiệp của những người kế tục Marx. Robert C. Tucker cho rằng ở một số nơi, chủ nghĩa Marx trong hoạt động chính trị được coi như một tôn giáo, một niềm tin ở những người ủng hộ nó. Trên thực tế, tại mỗi quốc gia, các đảng cộng sản cầm quyền đều cố gắng hiện thực hóa chủ nghĩa cộng sản dựa trên những điều kiện xã hội đặc trưng của quốc gia đó dẫn đến các biện pháp kinh tế - chính trị khác nhau để giải quyết các vấn đề cụ thể ở từng quốc gia.
Báo The Economist đánh giá về vấn đề này:
| “ | Cuối cùng, khi tượng đài đã bị kéo đổ, hình tượng của Karl Marx đã bị bôi bẩn một cách khinh khi cũng như Lenin và Stalin. Chủ nghĩa cộng sản đã bị từ chối trên lý thuyết cũng như thực tế; những lãnh đạo của nó đã bị gạt sang bên, những trí thức sáng lập và những nhà cai trị chống xã hội (sociopathic) cũng bị coi như nhau. Những người sống ở phương Tây, sự phán xét không bị ảnh hưởng bởi việc sống trong hệ thống lấy Marx làm cảm hứng, phần lớn đã đưa ra một cái nhìn công bằng hơn. Marx đã bị hiểu lầm, họ hướng đến sự thông cảm. Chủ nghĩa cộng sản ở Đông Âu và Liên Xô là một sự xuyên tạc tư tưởng của ông. Những gì đã xảy ra ở những vùng đất tăm tối đó sẽ khiến Marx cảm thấy kinh hoàng cũng như chúng ta cảm thấy. Nó không phải là sự xác nhận những ý tưởng của ông. Thật vậy, Marx đã đúng về nhiều ý tưởng tốt đẹp - về nhiều sai lầm của chủ nghĩa tư bản, về toàn cầu hóa và thị trường quốc tế, về chu kỳ kinh tế, về cách thức mà kinh tế tác động đến tư tưởng. Marx đã thấy trước; những điều đó vẫn tiếp tục diễn ra. Liên Xô và Đông Âu đã từ bỏ chủ nghĩa cộng sản trên thực tế bằng cách này hay cách khác (và Trung Quốc, Triều Tiên, Cuba hoặc bất cứ nơi nào nó được áp dụng). Nhưng xin đừng loại bỏ Marx. | ” |

### Chủ nghĩa Lenin

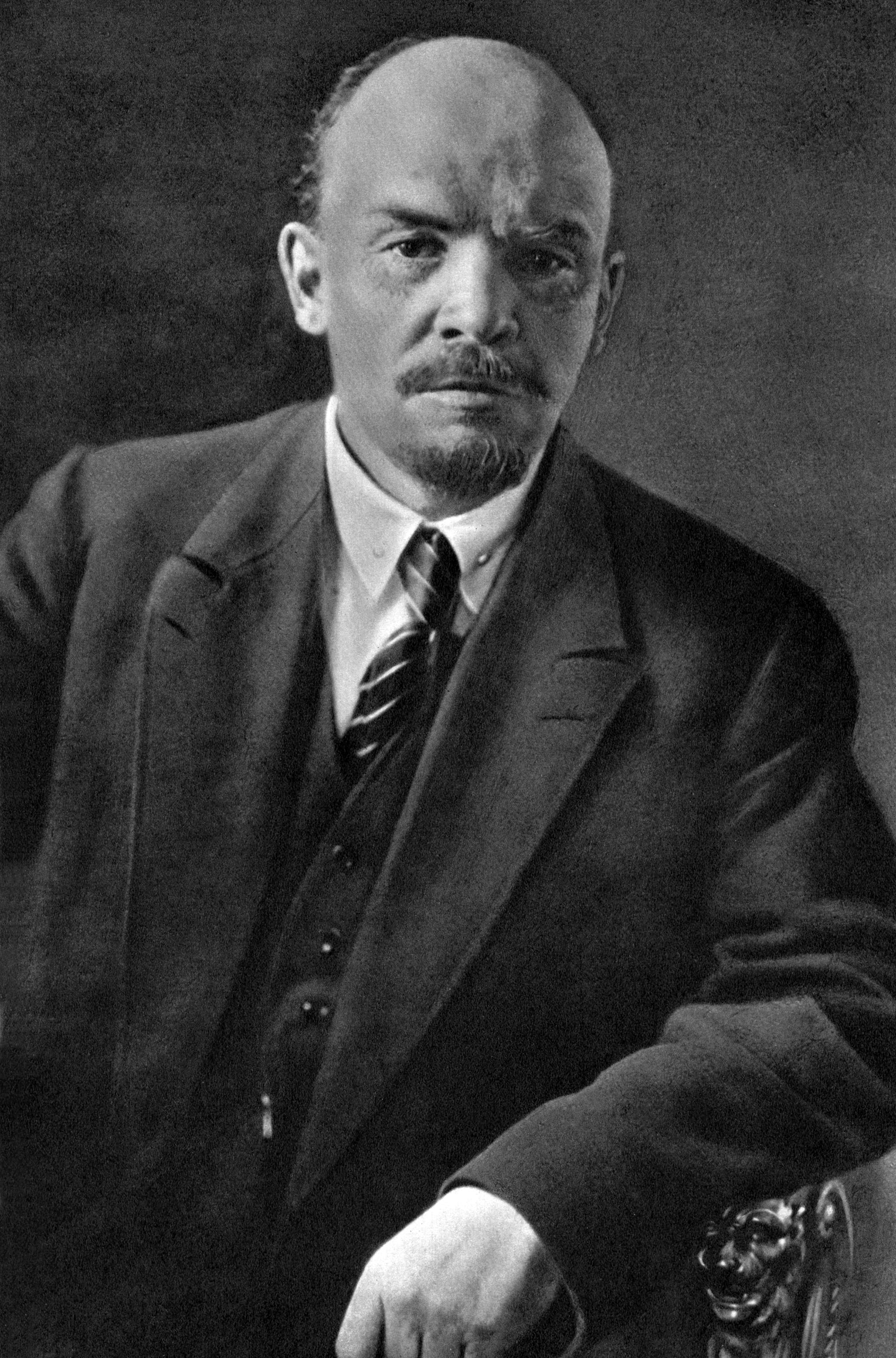
Lenin là người lãnh đạo Cách mạng Xã hội chủ nghĩa Tháng Mười Nga và đưa ra chính sách kinh tế mới

Vladimir Ilyich Lenin là nhà kinh điển lớn thứ hai của chủ nghĩa cộng sản, và là nhà cách mạng lớn nhất của phong trào này. Lenin viết rất nhiều tác phẩm ở nhiều chủ đề bao gồm triết học, kinh tế học, lịch sử, pháp luật... và các môn khoa học nhân văn khác. Nhưng khác với Marx, các tác phẩm của Lenin hầu hết tập trung vào cuộc đấu tranh chống chế độ Sa hoàng, chống các xu hướng chính trị khác tại Nga và Tây Âu và tập trung vào những nỗ lực hiện thực hóa những ý tưởng cộng sản chủ nghĩa của Marx. Là người có trình độ học vấn và lý luận cao và có tài năng hùng biện thiên bẩm. Lenin sử dụng khả năng diễn đạt mạnh mẽ, lôi cuốn để củng cố cho quan điểm của mình. Lenin có một đặc tính cá nhân đặc sắc là người có tính thực tế, vị lợi, không câu nệ vào các lý thuyết giáo điều, nhiều thủ đoạn chính trị. Phương châm của ông là "Có lợi là làm" bất chấp các quy tắc đạo đức mà ông cho là "đạo đức tiểu tư sản". Việc Lenin sẵn sàng hiệu chỉnh cả Marx - một nhà tư tưởng có ảnh hưởng thế giới - cho thấy tính chất này của Lenin. Nếu có điều gì có vẻ trái với các lý luận của Marx và Engels thì ông sẵn sàng viết luôn các tác phẩm lý luận để chỉ đạo phong trào cách mạng Nga.
Lenin là người chủ xướng, lãnh đạo Cách mạng Xã hội chủ nghĩa Tháng Mười Nga lập ra nhà nước xã hội chủ nghĩa đầu tiên trên thế giới vào năm 1917. Tên tuổi của Lenin gắn liền với giai đoạn đầu tiên hình thành lý thuyết và hiện thực phát sinh của nhà nước này. Các lý luận của Lenin có ảnh hưởng rất to lớn trong lý luận của các đảng cộng sản và các quốc gia xã hội chủ nghĩa, được coi là kinh điển và dẫn chiếu nhiều hơn cả Marx. Sau này các phát biểu và ý tưởng của Lenin được coi là hình mẫu phát triển cho các đảng cộng sản tại các quốc gia xã hội chủ nghĩa. Mọi nhận xét và ý kiến trái với Lenin (và Marx) được coi là chủ nghĩa xét lại và có thể bị khai trừ khỏi phong trào cộng sản và công nhân thế giới.
Cũng như Marx, Lenin là nhà cách mạng nhiệt thành của chủ nghĩa cộng sản. Lenin không phải là người đầu tiên truyền bá chủ nghĩa Marx vào Nga mà đó là một nhà Marxist ôn hòa - G. V. Plekhanov người sáng lập Đảng Lao động Dân chủ Xã hội Nga. Sau này người ta gọi những người theo Plekhanov trong đảng này là phái Menshevik (thiểu số) - là những người không tán thành làm cách mạng vô sản vì họ theo lý thuyết của Marx cho rằng những điều kiện kinh tế - xã hội của nước Nga chưa chín muồi để làm cách mạng vô sản. Họ chiếm thiểu số trong đại hội đảng năm 1903. Những người theo Lenin là phái Bolshevik (đa số) - là phái tán thành cách mạng. Sau này, phái Bolshevik của Lenin tách ra thành lập đảng riêng, trở thành Đảng Cộng sản Liên Xô.
Trong thời đại của Lenin, chủ nghĩa tư bản đã có sự biến đổi rất lớn so với thời của Marx. Các công ty tư nhân đã phát triển thành các tập đoàn độc quyền. Các nước tư bản phương Tây đã trở thành các nước đế quốc có hệ thống thuộc địa trên toàn thế giới. Mâu thuẫn giữa các nước đế quốc đã biến thành chiến tranh thế giới để phân chia lại thị trường, thuộc địa cũng như ảnh hưởng địa chính trị. Chính sự biến đổi của kinh tế - chính trị toàn cầu khiến Lenin hiệu chỉnh chủ nghĩa Marx rất nhiều và sáng tạo ra rất nhiều ý tưởng lý luận mới. Nhưng điểm nổi bật và lớn nhất phân biệt Lenin với Marx là lý luận về chủ nghĩa đế quốc và ý tưởng về khả năng thắng lợi của chủ nghĩa cộng sản (chủ nghĩa xã hội) trong điều kiện chủ nghĩa đế quốc: Lenin lý luận rằng chủ nghĩa Marx phản ánh chủ nghĩa tư bản tự do cạnh tranh khi các quốc gia tư bản chưa trở thành đế quốc chủ nghĩa. Marx chứng minh rằng cạnh tranh tự do sẽ dẫn đến tập trung sản xuất do đó tạo ra độc quyền. Đến đầu thế kỷ XX, khẳng định của Marx đã trở thành hiện thực. Đó là thời đại của chủ nghĩa đế quốc khi mà hình thức kinh tế chính của nó là các tập đoàn tư bản độc quyền, lũng đoạn nền kinh tế để có thể thu được siêu lợi nhuận và đặc tính đối ngoại là hiếu chiến và xâm chiếm thuộc địa. Tình trạng độc quyền khiến nền kinh tế tư bản chủ nghĩa không còn có khả năng tự điều chỉnh nhờ bàn tay vô hình của thị trường tự do như khẳng định của Adam Smith, không thể có hiệu quả nhờ cạnh tranh. Tình trạng độc quyền không tạo ra động lực cải tiến kỹ thuật sản xuất do đó kiềm hãm sự phát triển của lực lượng sản xuất. Mâu thuẫn giữa lực lượng sản xuất và quan hệ sản xuất đã phát triển đến mức gay gắt. Chính vì vậy Lenin xem chủ nghĩa đế quốc là giai đoạn tột cùng của chủ nghĩa tư bản. Trong hoàn cảnh đó, nhà nước phải quốc hữu hóa các công ty độc quyền, tạo ra một quan hệ sản xuất mới để giải quyết mâu thuẫn giữa lực lượng sản xuất và quan hệ sản xuất. Trong các điều kiện phát triển khác nhau thì trong hệ thống đế quốc chủ nghĩa đã xuất hiện các "khâu yếu" (theo lời của Lenin là các "mắt xích yếu") và "cách mạng vô sản" có thể chiến thắng tại một trong các mắt xích yếu đó (Cách mạng vô sản là cách gọi khác của cách mạng xã hội chủ nghĩa và thuật ngữ giai cấp công nhân còn được gọi là giai cấp vô sản). Xây dựng liên minh công - nông, nhà nước Xô viết cũng là một luận điểm mới của Lenin. Lý luận của Lenin phản ánh một thực tế chủ nghĩa tư bản đã tạo ra các doanh nghiệp độc quyền và các doanh nghiệp này ảnh hưởng xấu đến xã hội cũng như có sự liên kết giữa nhà nước và các công ty độc quyền, hơn nữa nhà nước phải chiếm giữ các thị trường và các vùng nguyên liệu bên ngoài cho các công ty độc quyền do đó dẫn đến chiến tranh thế giới. Về sau, các nhà nước phương Tây đã đối phó với tình trạng độc quyền bằng cách ban hành các đạo luật chống độc quyền, chia nhỏ các công ty độc quyền như ở Mỹ hoặc quốc hữu hóa chúng như ở một số nước Châu Âu.

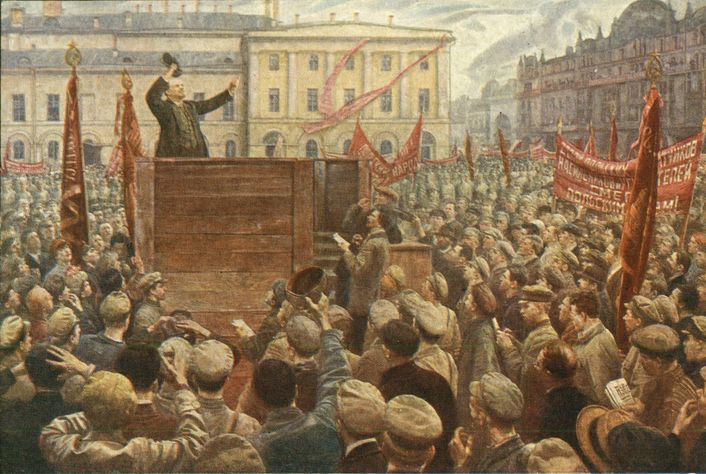
Lenin diễn thuyết trước sự ủng hộ của binh sĩ Hồng quân và nhân dân

Đây là điểm khác biệt lớn nhất của Lenin so với Marx và được những người theo chủ nghĩa Marx-Lenin xem là sáng tạo lý luận vĩ đại nhất trong kho tàng lý luận của chủ nghĩa cộng sản. Khi đề ra chủ nghĩa cộng sản, Marx không tin rằng xã hội cộng sản có thể hình thành trong tương lai gần và cũng chỉ phác thảo ra những nguyên lý cơ bản nhất của mô hình xã hội đó. Ông cũng không chỉ ra được cách tiến hành cách mạng như thế nào, các đặc trưng của cách mạng đó ra sao, sau cách mạng xây dựng xã hội mới thế nào. Còn với Lenin thì chủ nghĩa cộng sản, chủ nghĩa xã hội, cách mạng xã hội chủ nghĩa đã là một thực tế và mọi nỗ lực của mình Lenin dành cho sự nghiệp đưa chủ nghĩa cộng sản vào cuộc sống. Có thể nói vai trò của Lenin đối với chủ nghĩa cộng sản là người cố gắng hiện thực hóa những ý tưởng của Marx.
Cũng giống như Marx, Lenin cũng cho rằng các đảng cộng sản phải là đảng của giai cấp công nhân toàn thế giới đấu tranh theo sự phối hợp chung vì sự nghiệp chung của vô sản trên toàn thế giới. Lenin cổ súy cho cách mạng lật đổ giai cấp hữu sản "Người nô lệ nhận thức được tình cảnh nô lệ của mình và đấu tranh chống tình cảnh ấy là người cách mạng. Người nô lệ không nhận thức được sự nô lệ của mình, sống mòn mỏi trong cuộc đời nô lệ im lặng, vô ý thức và nhẫn nhục, thì chỉ thuần túy là một kẻ nô lệ...". Mâu thuẫn giai cấp là quan trọng, mâu thuẫn quốc gia - dân tộc là thứ yếu. Lenin thậm chí còn đi rất xa hơn nữa khi đưa ra khẩu hiệu "Biến chiến tranh đế quốc thành nội chiến cách mạng" trong Chiến tranh thế giới thứ nhất: theo ý tưởng này thì chiến tranh đế quốc phi nghĩa do quý tộc phong kiến Nga phát động sẽ làm kinh tế đất nước kiệt quệ, người dân căm phẫn, giai cấp vô sản có thể nhân cơ hội hỗn loạn trong nước, chính quyền bị suy yếu để làm cách mạng vô sản. Khi quân đội Sa hoàng thất bại trên chiến trường Chiến tranh thế giới thứ nhất, các đảng viên Bolshevik nhân tình trạng rối loạn trong nước đã đi đầu làm cách mạng. Theo một số ý kiến, điều này trái với các khái niệm và tình cảm như tính tự tôn dân tộc, tinh thần yêu nước và vi phạm quyền lợi của quốc gia trong chiến tranh, điều này khiến một số người đương thời chỉ trích, như Maxim Gorky cho rằng "Lenin và Trotsky và những người theo họ đã bị đầu độc bởi nọc độc xấu xa của quyền lực. Bằng chứng của điều này là thái độ của họ đối với tự do ngôn luận và con người và tất cả những lý tưởng mà nền dân chủ đang đấu tranh vì chúng. Những kẻ cuồng tín mù quáng và những kẻ phiêu lưu mất trí đang chạy gấp rút với tốc độ tối đa tới một cuộc cách mạng - trên thực tế, đó là một con đường tới tình trạng vô chính phủ (tuy nhiên về sau Maxim Gorky đã thay đổi thái độ, ông ủng hộ Hồng quân trong nội chiến và có những tác phẩm ca ngợi công cuộc xây dựng đất nước của Liên Xô). Đây là nguyên nhân gây ra sự bất đồng lớn trong cộng đồng Marxist của các nước châu Âu tại Quốc tế II: những người ủng hộ chính phủ trong Thế chiến I, coi thắng lợi trong chiến tranh cao hơn quyền lợi giai cấp và tư tưởng. Mặt khác nhiều nhà lý luận cánh tả tại Châu Âu cũng như tại Nga như Rosa Luxemburg, Karl Kautsky... phản đối Lenin vì ông chủ trương xây dựng nhà nước chuyên chính vô sản và dùng bạo lực trấn áp các nhóm đối lập. Theo Lenin, việc trấn áp các đảng phái đối lập là để đảm bảo giai cấp tư sản, với nguồn tài chính hùng hậu, sẽ không thể lợi dụng việc tài trợ tiền bạc cho các đảng phái để giành lại chính quyền từ giai cấp vô sản, "Chuyên chính cách mạng của giai cấp vô sản là một chính quyền do giai cấp vô sản giành được và duy trì bằng bạo lực đối với giai cấp tư sản" và "Chuyên chính vô sản, nghĩa là việc tổ chức đội tiền phong của những người bị áp bức thành giai cấp thống trị để trấn áp bọn áp bức, thì không thể giản đơn đóng khung trong việc mở rộng chế độ dân chủ được. Đồng thời với việc mở rộng rất nhiều chế độ dân chủ - lần đầu tiên biến thành chế độ dân chủ cho người nghèo, chế độ dân chủ cho nhân dân chứ không phải cho bọn nhà giàu - chuyên chính vô sản còn thực hành một loạt biện pháp hạn chế quyền tự do đối với bọn áp bức, bọn bóc lột, bọn tư bản". Kautsky bảo vệ điều mà ông gọi là "nền dân chủ thuần túy", còn Lenin cho rằng "chế độ dân chủ thuần tuý chẳng qua chỉ là một câu nói giả dối của một kẻ thuộc phái tự do tìm cách lừa bịp công nhân". Theo Lenin "Vấn đề chuyên chính vô sản là vấn đề thái độ của nhà nước vô sản đối với nhà nước tư sản, của chế độ dân chủ vô sản đối với chế độ dân chủ tư sản". Ông chủ trương thực hiện chuyên chính vô sản và xây dựng nền chủ vô sản mà theo ông "Chế độ dân chủ vô sản so với bất kỳ chế độ dân chủ tư sản nào cũng dân chủ gấp triệu lần. Chính quyền Xô-viết so với nước cộng hòa dân chủ nhất cũng gấp triệu lần". Những bất đồng này dẫn đến sự phân hóa trong phong trào cánh tả tại Châu Âu thành hai xu hướng Dân chủ xã hội và Cộng sản. Tại Nga, những người cộng sản Nga theo chủ nghĩa Lenin đã giao chiến và đánh bại những người dân chủ xã hội trong cuộc nội chiến còn tại Tây Âu các đảng cánh tả theo khuynh hướng dân chủ xã hội đã dập tắt các cuộc cách mạng do các đảng cộng sản Tây Âu phát động và cố gắng ngăn cản những người cộng sản nắm chính quyền cũng như ngăn chặn sự mở rộng của phong trào cộng sản trên thế giới.
Sau này, những người có quan điểm dân tộc chủ nghĩa bị quy kết là theo chủ nghĩa dân tộc hẹp hòi, trái với tinh thần của chủ nghĩa Marx-Lenin chân chính (Nguyễn Ái Quốc khi ở Quốc tế Cộng sản trong những năm 1920-1930 cũng bị cho là có quan điểm này). Tuy các đảng cộng sản đều chấp nhận lý luận của Lenin về đả phá chủ nghĩa dân tộc hẹp hòi nhưng trong thực tế họ vẫn coi quyền lợi quốc gia dân tộc đứng trên quyền lợi của giai cấp, họ chỉ nhấn mạnh luận điểm này của Lenin khi nó không xâm phạm đến lợi ích của quốc gia họ.
Lenin khi lý luận về khả năng thắng lợi của cách mạng tại một quốc gia đã đưa ra một ý tưởng mới rất khác lạ với Marx là hệ quả của điểm khác biệt lớn nhất của hai người - đó là khái niệm "cùng tồn tại hòa bình" (Мирное сосуществование): theo đó các đế quốc và các quốc gia xã hội chủ nghĩa cùng có thể tồn tại hòa bình với nhau (rất khác quan điểm của Marx rằng các nước tư bản nhất định sẽ tập hợp lại bóp chết cách mạng đến cùng), thậm chí có thể hợp tác trong một số lĩnh vực. Chủ nghĩa xã hội sẽ thắng lợi trên toàn thế giới thông qua "thi đua hòa bình" mà trong đó công cuộc xây dựng chủ nghĩa cộng sản sẽ là hình mẫu ưu thế của thế giới mới trước thế giới cũ và nhân dân cùng vô sản tại các nước tư bản còn lại sẽ tự đứng lên lật đổ chế độ đó.
Trong quan hệ đối với chủ nghĩa tư bản ngoài khái niệm "cùng tồn tại hòa bình" và "thi đua hòa bình" Lenin đưa vào lý luận chủ nghĩa quốc tế vô sản coi giai cấp vô sản toàn thế giới là vô biên giới và đều là anh em (như Hồ Chí Minh diễn giải: quan sơn muôn dặm là nhà, bốn phương vô sản đều là anh em): Vô sản tại các nước tư bản phải đấu tranh ủng hộ, đoàn kết với vô sản tại các nước xã hội chủ nghĩa đã thắng lợi để bảo vệ thành quả cách mạng, Vô sản tại các nước xã hội chủ nghĩa phải làm mọi cách cổ vũ giúp đỡ vô sản tại các nước tư bản vùng lên làm cách mạng vô sản. Việc giúp đỡ phát triển phong trào cộng sản ra toàn thế giới được xem là nghĩa vụ thiêng liêng và bắt buộc của các quốc gia cộng sản, để phối hợp hành động của các đảng cộng sản và lãnh đạo đấu tranh của vô sản toàn thế giới Lenin cho thành lập Quốc tế Cộng sản (Communist international) hay Quốc tế III trụ sở tại Moskva sau khi cách mạng tháng 10 Nga thành công. Từng đảng cộng sản được phân công trong từng khu vực của thế giới có trách nhiệm phát triển cách mạng trong khu vực của mình. Mọi hành động của phong trào cộng sản đều được lãnh đạo điều phối từ đây khi Quốc tế Cộng sản còn hoạt động.
Một lý luận mới của Lenin có ảnh hưởng tích cực ở thời kỳ rối ren trong Nội chiến Nga, song về lâu dài khi nó bị các thế hệ lãnh đạo sau này áp dụng máy móc thì lại gây tai hại đối với các hoạt động của các đảng cộng sản và quốc gia cộng sản sau này là lý luận về "tính đảng", "tính giai cấp" của mọi hiện tượng trong đời sống xã hội (mọi hiện tượng xã hội đều có tính đảng, tính giai cấp): Nghĩa là mọi hiện tượng đều phải được phân tích rõ ra: nó làm lợi cho ai trong cuộc đấu tranh giai cấp, và trên cơ sở đó khẳng định tính "địch - ta" của hiện tượng đó, và Lenin đưa ra một công thức xác định chân lý như sau: "Miễn là có lợi cho sự nghiệp đấu tranh của giai cấp vô sản thì đều là chính nghĩa, có hại cho cuộc đấu tranh đó thì đều là phi nghĩa." Luận điểm mang tính ứng phó trước tình hình chiến tranh này của Lenin, khi được các thế hệ lãnh đạo sau đó áp dụng máy móc đã trở nên phản tác dụng: lý luận được diễn giải vô nguyên tắc miễn sao phù hợp với lợi ích trước mắt, cơ sở để đánh giá "đúng - sai" trở nên mâu thuẫn giữa các lãnh đạo, khiến người ta có thể chỉ ra rất nhiều kẻ thù và sử dụng quan điểm này vào việc quy kết bừa bãi kẻ thù của cuộc đấu tranh giai cấp và không loại trừ bị các cá nhân cầm quyền lợi dụng vào việc triệt hạ đối thủ chính trị. Chính từ lý luận về "tính đảng", "tính giai cấp" lý luận về mô hình kinh tế - xã hội của chủ nghĩa Marx đã bắt đầu trở thành một lý luận chính trị, công cụ để minh họa cho các nhà lãnh đạo của đảng cầm quyền. Người ta lạm dụng lý luận về "tính đảng", "tính giai cấp" của Lenin đến mức dùng nó để đánh giá các hoạt động tinh thần như tư tưởng, học thuật, văn học, nghệ thuật dẫn đến quy kết, gán ghép tùy tiện, bừa bãi cho các sản phẩm trí tuệ mang bản chất, là sản phẩm của một giai cấp nào đó.
Nếu nói đến Lenin và chủ nghĩa cộng sản hiện thực (mô hình Liên Xô) thì ấn tượng lớn nhất là khái niệm "chuyên chính vô sản". Chuyên chính vô sản theo định nghĩa của Lenin là chức năng của nhà nước vô sản trong thời kỳ quá độ tiến lên chủ nghĩa xã hội để trấn áp kiên quyết mọi sự chống đối của giai cấp tư sản vừa bị đập tan, tiến hành đấu tranh giai cấp để củng cố thành quả của cách mạng. Nhưng điểm đặc trưng của chuyên chính vô sản là nó không bị phụ thuộc vào các quy tắc pháp luật hay giới hạn về đạo đức, tôn giáo của xã hội đương thời, mà Lenin và các người kế tục mình gọi các quy chuẩn đạo đức đó là "đạo đức tiểu tư sản" (Буржуазные морали, Bourgeoisie morals) không cần thiết phải tuân thủ. Lenin đặc biệt đề cao tính cương quyết sắt đá chống lại kẻ thù cách mạng, ông đề cao Maximilien Robespierre và những người Jacobins của Cách mạng Pháp và coi sự hy sinh nhân mạng lớn lao của Triều đại Khủng bố trong Cách mạng Pháp 1789 là hệ quả tất yếu của một quá trình vĩ đại. Ông xem chuyên chính vô sản là "hòn đá thử vàng" để nhận ra người Marxist "đích thực" và người Marxist giả danh.

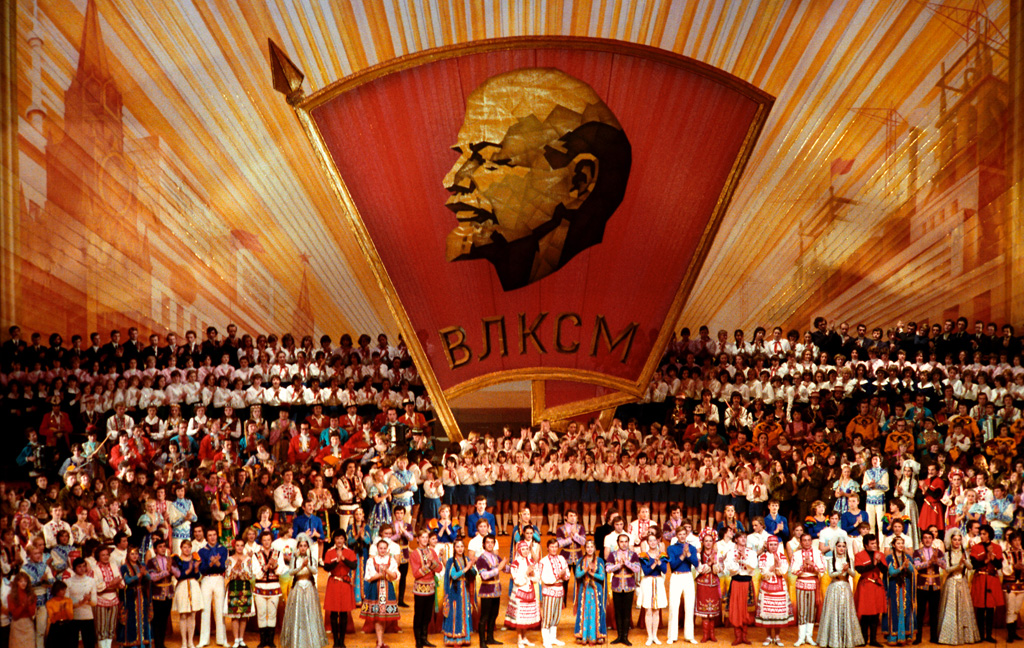
Chân dung Lenin tại lễ kỷ niệm 60 năm thành lập Đoàn thanh niên cộng sản Lenin

Với tư duy thực tế, sau nội chiến Lenin đề ra "Chính sách kinh tế mới - NEP" (НЭП - Новый экономический план) cho phép sử dụng các cơ chế kinh tế tư bản chủ nghĩa kêu gọi đầu tư của tư bản trong nước và nước ngoài trong sự kiểm soát, dẫn hướng của nhà nước xã hội chủ nghĩa (theo thuật ngữ ngày nay đây chính là "kinh tế thị trường theo định hướng xã hội chủ nghĩa"). Theo đó, tư nhân được mở các xí nghiệp nhỏ, được phép tự do mua bán nguyên liệu, nông dân tự do mua bán nông sản, mở chợ và cho nước ngoài thuê xí nghiệp, khai thác hầm mỏ. Nhà nước Liên Xô chỉ nắm độc quyền các ngành kinh tế chủ chốt như công nghiệp nặng, giao thông vận tải, ngân hàng, ngoại thương. Chỉ trong thời gian ngắn, chính sách này đã nhanh chóng vực nước Nga từ bờ vực phá sản và chết đói về mức kinh tế trước chiến tranh, làm tiền đề để Stalin thực hiện công nghiệp hoá sau này. Mô hình các cuộc cải cách kinh tế của Trung Quốc và Việt Nam trong những năm 1970 - 1980 và tiếp diễn cho đến hiện nay đã tham khảo và tương tự chính sách kinh tế mới mà Lenin cho tiến hành từ hơn nửa thế kỷ trước.
Cũng chính Lenin đã đưa ra ý tưởng tạo ra chủ nghĩa tư bản độc quyền nhà nước ở nước Nga. Lenin đã coi kinh tế chủ nghĩa tư bản nhà nước là điều kiện cần thiết để chuyển sang chủ nghĩa xã hội ở một nước còn trong tình trạng tiểu nông như nước Nga thời bấy giờ. Cơ chế này không phải là cơ chế đặc trưng của chủ nghĩa xã hội, mà là cho thời kỳ quá độ xây dựng cơ sở vật chất để đi lên chủ nghĩa xã hội. Ngoài ra, để công nghiệp hóa, hiện đại hóa Liên Xô ông chủ trương "Dùng cả hai tay mà lấy những cái tốt của nước ngoài: Chính quyền Xô viết + trật tự ở đường sắt Phổ + kỹ thuật và cách tổ chức các Tơ-rớt ở Mỹ + ngành giáo dục quốc dân Mỹ +... = tổng số = chủ nghĩa xã hội". Thực tế phát triển của Liên Xô sau này cho thấy ý tưởng của Lenin sử dụng chủ nghĩa tư bản độc quyền nhà nước để xây dựng nền tảng kinh tế cho chủ nghĩa xã hội không phải là ý tưởng phi lý và đã phát huy tác dụng tốt. Marx xem chủ nghĩa cộng sản là sự tiến hóa của xã hội loài người còn Lenin xem đó là thứ cần phải tạo ra. Ông chỉ trích những người dân chủ xã hội Nga là giáo điều vì họ có quan điểm trung thành với chủ nghĩa Marx. Đó là sự khác biệt lớn nhất giữa Lenin và Marx. Có thể nói Lenin đã điều chỉnh chủ nghĩa Marx vì mục tiêu chính trị của ông.
Sau khi Lenin qua đời, Stalin đã chấm dứt chính sách Kinh tế mới (NEP) và chuyển nền kinh tế, xã hội sang phương thức nhà nước sở hữu toàn bộ hệ thống tư liệu sản xuất và chỉ huy toàn diện nền kinh tế theo ý tưởng của Lenin, tuy nhiên Stalin đã thực hiện việc này trên tất cả các lĩnh vực kinh tế chứ không chỉ giới hạn trong một số lĩnh vực quan trọng.

### Chủ nghĩa Stalin
Thuật ngữ chủ nghĩa Stalin (Stalinism) thường để chỉ về cung cách lãnh đạo xã hội và xây dựng nhà nước xã hội chủ nghĩa, phong cách cá nhân và ảnh hưởng từ phong cách đó của Stalin (Иосиф Вucсaрионович Джугашвили - Сталин Iosif Vissarionovich Stalin) tại Liên Xô bao gồm kỹ nghệ hóa nhanh chóng, lý thuyết của Xã hội chủ nghĩa trong một quốc gia (đối lập với chủ nghĩa Trotsky), một nhà nước tập trung quyền lực, hợp tác xã hóa nông nghiệp, đặt quyền lợi của các Đảng Cộng sản ngoại quốc dưới lợi ích của Đảng Cộng sản Liên Xô - được những người ủng hộ chủ nghĩa này coi là tiên phong nhất trong cuộc cách mạng cộng sản vào thời kỳ đó. Là người lãnh đạo Liên Xô kế tục Lenin trong một thời gian dài nên ảnh hưởng của Stalin trong các đảng và các quốc gia cộng sản là rất lớn.
Lenin là người đầu tiên phát biểu lý luận về khả năng thành công của cách mạng vô sản và xây dựng chủ nghĩa cộng sản trong một nước, Stalin là người tích cực bảo vệ luận điểm này của Lenin vì đây là cuộc đấu tranh lý luận gay gắt gữa hai phe của Stalin và Trotsky. Chủ nghĩa Trotsky đòi hỏi phát triển cách mạng không ngừng đưa cách mạng ra các nước khác và cuối cùng là cách mạng thế giới (quả thật sau Chiến tranh thế giới thứ nhất đã có một cuộc cách mạng tại Đức và Hungary nhưng đều bị dập tắt nhanh chóng), chỉ có thể xây dựng thành công chủ nghĩa cộng sản khi giai cấp vô sản đã nắm chính quyền ở hầu hết các nước văn minh nhất; còn phái Stalin cho rằng có thể xây dựng chủ nghĩa cộng sản tại nước Nga trong khi cách mạng vô sản chưa thành công ở các nước còn lại.
Stalin trong tác phẩm "Bàn về vấn đề dân tộc" đã lý luận rằng "Có thể xây dựng được chủ nghĩa xã hội và chủ nghĩa cộng sản tại các dân tộc chưa phát triển chưa trải qua giai đoạn tư bản chủ nghĩa, trong xã hội chưa có giai cấp công nhân nếu có sự giúp đỡ của giai cấp công nhân Nga làm đầu tàu trong công cuộc xây dựng chủ nghĩa xã hội và chủ nghĩa cộng sản". Đây là luận điểm của Stalin để lý luận về khả năng thắng lợi của chủ nghĩa xã hội tại Liên Xô, nơi có nhiều dân tộc còn đang lạc hậu trong thuộc địa cũ của đế quốc Nga, và điều này là cơ sở lý luận để những người cộng sản ở một số nước thuộc địa khác như Việt Nam làm cách mạng xã hội chủ nghĩa "từ một nước thuộc địa nghèo nàn, nông nghiệp lạc hậu tiến thẳng lên chủ nghĩa xã hội không kinh qua giai đoạn phát triển tư bản chủ nghĩa".
Về mặt chính trị, chủ nghĩa Stalin đặc trưng bởi nhà nước tập quyền cao độ gắn liền với đảng, trong đó đảng kiểm soát lập pháp, hành pháp, tư pháp, công đoàn và mọi chức năng nhà nước và xã hội khác, trong đó lãnh tụ đảng có quyền hạn rất lớn. Hannah Arendt cho rằng Liên Xô dưới thời Stalin lẫn nước Đức dưới thời Hitler đều là những nhà nước toàn trị trong đó nhà nước cố gắng động viên toàn thể dân chúng đoàn kết trong việc hỗ trợ hệ tư tưởng, các mục tiêu của nhà nước đi kèm với sự trấn áp không khoan nhượng đối với những hoạt động đi ngược lại mục tiêu của nhà nước; đồng thời là sự kiểm soát toàn diện các cơ quan quyền lực nhà nước (lập pháp, hành pháp, tư pháp, công an, quân đội...); sự điều khiển của nhà nước đối với các tổ chức quần chúng như công đoàn lao động, các cơ quan truyền thông đại chúng, các cơ sở học thuật, các cơ sở tôn giáo như nhà thờ, các tổ chức chính trị như là các đảng phái chính trị. Do nhu cầu công nghiệp hóa nhanh chóng để đối phó với phương Tây và nhất là có thể sống sót trong một cuộc chiến tranh thế giới mới nên Stalin chọn giải pháp xây dựng nhà nước toàn trị, đàn áp mọi khuynh hướng chính trị đối lập với ông trong Đảng Cộng sản Liên Xô nhằm tập trung mọi nguồn lực cho sự nghiệp công nghiệp hóa. Mô hình nhà nước toàn trị đã được Stalin tạo ra để có thể huy động tối đa các nguồn lực cho sự nghiệp công nghiệp hóa, hiện đại hóa Liên Xô. Trong điều kiện của Liên Xô khi đó, chế độ toàn trị cùng việc quốc hữu hóa phần lớn tư liệu sản xuất là cách duy nhất để có thể thay thế sự tiến hóa tự nhiên của nền kinh tế bằng sự phát triển mang tính nhân tạo dưới những kế hoạch kinh tế. Sau khi Liên Xô chiến thắng trong Thế chiến thứ II và trở thành siêu cường, mô hình nhà nước này của Stalin được nhiều nước coi là một giải pháp hay trong việc huy động nguồn lực xã hội cho những mục tiêu lớn của đất nước, nó được truyền bá ra khắp thế giới, sang những quốc gia phương Đông như Trung Quốc, Việt Nam, Bắc Triều Tiên, Mông Cổ... và còn tồn tại đến ngày nay. Ngay cả những nhà nước có tư tưởng chống cộng như Hàn Quốc thời Park Chung Hee, Đài Loan thời Tưởng Giới Thạch, Singapore thời Lý Quang Diệu cũng áp dụng mô hình này để huy động tối đa các nguồn lực cho mục tiêu phát triển kinh tế. Tuy nhiên, ở các giai đoạn sau, nếu các lãnh đạo kế nhiệm không đủ khả năng đưa ra các chính sách mới để có thể tiếp tục sử dụng có hiệu quả các nguồn lực để tạo ra tăng trưởng kinh tế thì mô hình này cũng không còn ý nghĩa, đây là điều đã diễn ra ở Liên Xô trong giai đoạn trì trệ thập niên 1980. Đây là một trong những nguyên nhân khiến Liên Xô sụp đổ và mô hình kinh tế Stalinist lẫn mô hình nhà nước toàn trị không thể tiếp tục tồn tại ở nước Nga (trừ một số lĩnh vực nhà nước Nga hiện vẫn nắm độc quyền như công nghiệp quốc phòng, hạt nhân và vũ trụ). Tuy sau này nhiều người chỉ trích chế độ toàn trị do Stalin tạo ra, các biện pháp chính trị cứng rắn cùng chính sách công nghiệp hóa quyết liệt của ông nhưng nếu Liên Xô không công nghiệp hóa nhanh chóng dưới sự lãnh đạo của Stalin thì người Nga và các dân tộc khác ở Liên Xô có lẽ đã bị diệt chủng trong thế chiến thứ II.
Đặc biệt Stalin có một luận điểm gây nhiều hậu quả cho xã hội Liên Xô là luận điểm "Tăng cường đấu tranh giai cấp" cho rằng sự nghiệp xây dựng chủ nghĩa cộng sản càng thắng lợi thì các mâu thuẫn trong lòng nó giữa giai cấp vô sản và tàn tích của giai cấp tư sản càng gia tăng, do đó càng cần phải đẩy mạnh đấu tranh giai cấp để tiêu diệt sạch các tàn tích đó. Đây là luận điểm tạo cơ sở lý luận để Stalin tiến hành các cuộc thanh lọc trong nội bộ đảng, nhà nước và xã hội để loại bỏ bất cứ một hành vi hoặc ý định nào được xem là suy đồi, phản cách mạng. Stalin sử dụng lý luận này và bằng các biện pháp như bắt giam, đày đến các trại tập trung, xử bắn để loại bỏ các thành phần bị xem là phản động, phản cách mạng, kẻ thù của nhân dân mà trước hết là những đối thủ chính trị của ông trong ban lãnh đạo Liên Xô. Mặt tích cực của lý luận này nào nó giúp duy trì kỷ luật xã hội và sự liêm chính của cán bộ Nhà nước ở mức khá cao, nạn lợi dụng chức quyền để tham nhũng dưới thời Stalin là rất ít, nhưng mặt tiêu cực là trong nhiều trường hợp sự thanh lọc đã đi quá mức khi áp dụng vào thực tế, gây ra thiệt hại cho hệ thống chính trị và xã hội. Theo ủy ban Schatunowskaja, điều tra theo lệnh của Nikita Sergeyevich Khrushchyov thì từ 1/1/1935 cho tới tháng 7/1940, an ninh Liên Xô đã cho thẩm vấn 19.840.000 người; 7 triệu trong số đó bị xét xử với các tội danh khác nhau, trong đó khoảng hơn 700 ngàn đã bị kết án tử hình với các tội danh gián điệp, phá hoại, tham nhũng hoặc một nhãn hiệu nào đó như "kẻ thù của nhân dân", "kulak".... Sự lãnh đạo cứng rắn của Stalin bắt nguồn từ 2 nguyên nhân: đầu tiên là truyền thống chuyên chế lâu đời của nước Nga, kết hợp với quan điểm "đấu tranh giai cấp" của Marx và chủ nghĩa "anh hùng sáng tạo lịch sử" của người dân Nga, kết hợp với kinh nghiệm từ những cuộc cách mạng và chiến tranh đầy bạo lực ở Châu Âu và Châu Mỹ (vốn là đặc trưng trong thời kỳ này). Thứ hai là việc Liên Xô thời kỳ này bị bao vây bởi các nước phương Tây, phải liên tục đối phó với các kế hoạch lật đổ của nước ngoài, cần phải có chính sách tập quyền cao độ để không bị tiêu diệt. Có nhận xét rằng, về cơ bản, chính sách này là phù hợp với tình hình Liên Xô cũng như bối cảnh chính trị thế giới lúc đó.
Về mặt kinh tế, trái ngược với chính sách kinh tế mới của Lenin, chủ nghĩa Stalin đặc trưng bằng sự xóa bỏ thẳng thừng nền kinh tế thị trường, đưa nền kinh tế sang một mô hình tập trung quan liêu cao độ, mọi phương tiện sản xuất đều nằm trong tay nhà nước thông qua chỉ hai hình thức "sở hữu toàn dân" và "sở hữu tập thể". Sau khi Lenin qua đời, chính sách kinh tế mới (НЭП) bị bãi bỏ. Mọi công ty, nhà xưởng tư nhân đều bị đóng cửa, toàn bộ nền kinh tế được điều hành rất nghiêm ngặt. Liên Xô liên tiếp tiến hành các kế hoạch 5 năm, kế hoạch 7 năm để thực hiện "công nghiệp hóa xã hội chủ nghĩa" trong công nghiệp và "tập thể hóa nông nghiệp" cưỡng bức. Bằng những kế hoạch kinh tế ngắn hạn 5-7 năm, Stalin đã đưa Liên Xô trở thành nước công nghiệp trong một khoảng thời gian ngắn chưa từng có trong lịch sử thế giới. Stalin làm được điều này bằng cách sử dụng khả năng tạo ra tỷ lệ tiết kiệm lớn, tập trung các nguồn lực cho mục tiêu công nghiệp hóa là ưu thế của nền kinh tế kế hoạch kết hợp với kỷ luật lao động cứng rắn cùng các biện pháp động viên khen thưởng để kích thích tăng năng suất lao động và hoàn thành các mục tiêu của kế hoạch kinh tế. Stalin đã dùng cuộc Đại thanh trừng để loại bỏ những quan chức quan liêu, tham nhũng, vô trách nhiệm trong bộ máy nhà nước nhằm đạt được hiệu quả quản trị xã hội cũng như quản lý kinh tế cao nhất. Đây cũng là một cách để ông giải quyết vấn đề ông chủ và người đại diện đi kèm với mô hình kinh tế Stalinist. Sau khi Stalin mất, do đạo đức, tinh thần trách nhiệm của công chức trong bộ máy nhà nước Liên Xô không còn bị kiểm soát chặt như trước nên vấn đề ông chủ và người đại diện ngày càng trở thành một vấn đề lớn đối với nền kinh tế Liên Xô.

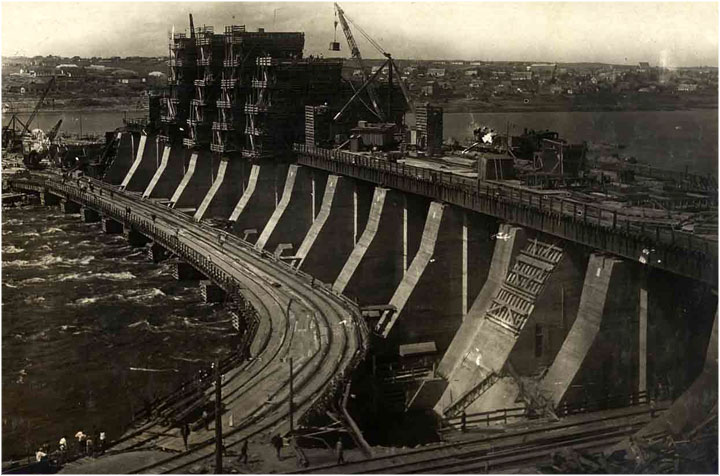
Nhà máy thủy điện Dnepr được xây dựng năm 1927, đây là đập thủy điện lớn nhất châu Âu khi đó và được ca ngợi là một trong những thành tựu lớn nhất của chương trình công nghiệp hóa Liên Xô.

Các nhà kinh tế học khi nghiên cứu nghiêm túc nguồn gốc sự phát triển của nền kinh tế Liên Xô thấy rằng sự phát triển đó khá ấn tượng nhưng không có gì thần bí. Sản lượng của nền kinh tế Xô Viết phát triển nhanh chóng có thể giải thích bằng sự phát triển nhanh của những yếu tố đầu vào của nền sản xuất như số việc làm tăng, giáo dục phát triển và trên tất cả là đầu tư khổng lồ vào tư liệu sản xuất. Sự phát triển nhanh chóng của nền kinh tế Liên Xô dựa hoàn toàn vào tiết kiệm, bằng cách hy sinh sự hưởng thụ hiện thời cho lợi ích đạt được trong tương lai. Theo nghiên cứu của Mankiw, Romer và Weil, tỷ lệ tiết kiệm cao sẽ dẫn đến thu nhập cao hơn trong tình trạng kinh tế ổn định đồng thời làm tăng vốn con người cũng như tăng năng suất của nền kinh tế. Việc tập trung các nguồn lực để phát triển công nghiệp nặng đã tạo ra nền tảng kỹ thuật cho Liên Xô từ đó dựa trên nền tảng này công nghiệp nhẹ và nông nghiệp cũng phát triển nhờ vào việc cơ giới hóa và tự động hóa, cải tiến kỹ thuật làm tăng năng suất lao động. Hơn nữa Liên Xô công nghiệp hóa sau các nước phương Tây nên họ có thể học hỏi những công nghệ mới nhất từ phương Tây bằng việc thuê các chuyên gia phương Tây. Kết quả là dưới thời Stalin, có những năm Liên Xô đã đạt tỷ lệ tăng trưởng lên tới 30%, tốc độ nhanh chưa từng thấy trong lịch sử thế giới ở thời kỳ đó, và sau này cũng chỉ có một số ít nước như Nhật Bản, Hàn Quốc, Đài Loan lặp lại được thành tích này vào thập niên 1960 bằng cách thực hiện những biện pháp kinh tế tương tự với những biện pháp mà Stalin đã thực hiện. Dưới sự lãnh đạo của Stalin, Liên Xô đã công nghiệp hóa trong một khoảng thời gian ngắn chưa từng có tiền lệ. Trong lịch sử, nước Anh cần 200 năm để trở thành một nước công nghiệp, nước Mỹ cần 120 năm, Nhật Bản cần 40 năm. Trong khi đó, Liên Xô chỉ cần 18 năm để hoàn thành về cơ bản quá trình công nghiệp hóa của mình. Nghĩa là Liên Xô chỉ cần một thế hệ để công nghiệp hóa. Đây là tốc độ công nghiệp hóa nhanh nhất mà thế giới từng ghi nhận. Tuy nhiên tăng trưởng kinh tế dựa vào tăng thêm tư liệu sản xuất và số việc làm chỉ có tác dụng trong ngắn hạn vì quy luật hiệu suất giảm dần, tương ứng với việc Stalin đã lập ra những kế hoạch kinh tế ngắn hạn. Trong dài hạn chỉ có cải tiến kỹ thuật sản xuất mới có thể tạo ra tăng trưởng kinh tế.
Thành công của Liên Xô ấn tượng đến mức nhà kinh tế học Paul Samuelson, người đoạt giải Nobel kinh tế năm 1970, đã viết trong một cuốn sách giáo khoa kinh tế được sử dụng rộng rãi ở các trường đại học hàng đầu phương Tây rằng nền kinh tế Liên Xô ưu việt hơn chủ nghĩa tư bản tại phương Tây và Liên Xô sẽ vươn lên hàng đầu thế giới về mặt kinh tế. Acemoglu và Robinson cho rằng Liên Xô đã tái phân bố lao động từ lĩnh vực nông nghiệp lạc hậu có năng suất thấp sang lĩnh vực công nghiệp có năng suất cao hơn nên đạt được tốc độ tăng trưởng kinh tế đáng kể dù chính bản thân ngành công nghiệp của Liên Xô được tổ chức hiệu quả thấp hơn so với mức đáng ra có thể đạt được. Nhưng trong các ngành công nghiệp nặng, năng suất có thể tăng cao đến mức nền kinh tế chỉ huy của Liên Xô đã tạo ra mức tăng trưởng cao. Các kế hoạch kinh tế hình thành dưới sự chỉ đạo của Stalin khá linh hoạt, có thể điều chỉnh tùy theo tình hình trong lúc thực hiện chứ không cứng nhắc. Liên Xô còn áp dụng chế độ khen thưởng khá cao như thưởng 37% lương cho ban quản lý và kỹ sư cao cấp nếu đạt chỉ tiêu sản lượng được giao nhưng điều này dẫn đến việc người ta duy trì thành tích thấp hơn khả năng tối đa để đạt chỉ tiêu và được khen thưởng (vì nếu thành tích cao hơn chỉ tiêu quá nhiều thì năm sau nhà nước sẽ nâng chỉ tiêu lên cao hơn nữa). Hơn nữa chỉ tiêu thời đó dựa trên sản lượng nên các nhà máy không chú ý đến việc nâng cao chất lượng sản phẩm, vì thế Liên Xô phải áp dụng thêm cơ chế thưởng cho những phát minh, cải tiến kỹ thuật. Bên cạnh đó kỷ luật lao động hết sức cứng rắn như chỉ cần 20 phút vắng mặt trong giờ làm việc không có lý do chính đáng, hoặc cố ý chây lười thì sẽ bị truy tố hình sự, bị buộc lao động cải tạo 6 tháng hay giảm 25% lương. Đặc biệt, trong giai đoạn Thế chiến thứ 2 (1941-1945), do Liên Xô cần động viên mọi nguồn lực cho quốc phòng, việc phá hoại sản xuất được coi là tội nặng, gây hậu quả nghiêm trọng sẽ bị xử tử hình Từ năm 1940 đến 1955 có 36 triệu lượt vi phạm bị xử lý, trong đó 15 triệu người từng bị giam giữ và 250.000 người bị tử hình vì các tội danh liên quan đến phá hoại sản xuất. Ngoài ra sự thành công của Liên Xô dưới thời Stalin còn có sự đóng góp của những yếu tố đặc trưng của nước Nga như lãnh thổ rộng lớn, giàu tài nguyên; tầng lớp trí thức còn sót lại từ thời Sa Hoàng có văn hóa cao; sự siêng năng, ham hiểu biết, chính trực và những nỗ lực vượt bậc của người Nga... Nếu không có những yếu tố này thì mọi chính sách, biện pháp kinh tế của Stalin đều không phát huy được tác dụng.

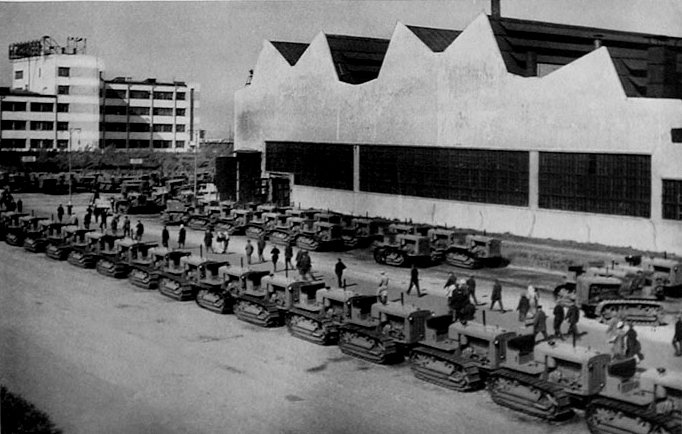
Nhà máy sản xuất máy kéo Chelyabinsk thập niên 1930. Năm 1940, nhà máy sản xuất 100.000 máy kéo, và trong 4 năm thế chiến đã sản xuất 18.000 xe tăng cho Hồng quân

Các nhà lý luận của chủ nghĩa Stalin và của các quốc gia cộng sản sau này coi kinh tế tập trung - kế hoạch hoá, công nghiệp hóa và tập thể hóa là các thắng lợi to lớn là đóng góp lý luận vĩ đại của Stalin trong lý luận cộng sản chủ nghĩa. Ưu thế của hình thức kinh tế này được dẫn ra như đó là nền tảng để đảm bảo thắng lợi trong Chiến tranh vệ quốc vĩ đại và bất cứ một quốc gia nào sau này theo chủ nghĩa xã hội thì cũng đều đi theo mô hình kinh tế này. Tuy nhiên, mô hình kinh tế này không giải quyết được vấn đề lao động của người công nhân bị tha hóa mà nhà nước đã thay thế vai trò của nhà tư bản do đó người công nhân lẫn toàn thể xã hội chưa được giải phóng khỏi "chế độ nô dịch con người bao hàm trong quan hệ của công nhân với sản xuất và vì mọi quan hệ nô dịch chỉ là những biến thể và kết quả của quan hệ ấy" như Marx mong muốn. Mô hình kinh tế Stalinist thực chất là chủ nghĩa tư bản độc quyền nhà nước mà theo quan điểm của Lenin "Chủ nghĩa tư bản độc quyền nhà nước là sự chuẩn bị vật chất đầy đủ nhất cho chủ nghĩa xã hội, là phòng chờ đi vào chủ nghĩa xã hội" và "chủ nghĩa tư bản nhà nước là cái gì có tính chất tập trung, được tính toán, được kiểm soát và được xã hội hoá", trong đó nhà nước là nhà tư bản duy nhất sở hữu phần lớn tư liệu sản xuất của xã hội. Lenin cho rằng "Không có kỹ thuật đại tư bản chủ nghĩa được xây dựng trên những phát minh của khoa học hiện đại, không có một tổ chức Nhà nước có kế hoạch khiến cho hàng chục triệu người phải tuân theo một cách nghiêm ngặt một tiêu chuẩn thống nhất trong việc sản xuất và phân phối sản phẩm thì không thể nói chủ nghĩa xã hội được". Mục tiêu của Stalin khi tập trung tư liệu sản xuất dưới sự kiểm soát của nhà nước là công nghiệp hóa, hiện đại hóa Liên Xô, xây dựng nền tảng vật chất cho chủ nghĩa xã hội, hoàn toàn khác với mục tiêu của Marx là giải quyết các vấn đề của thị trường để xây dựng một xã hội nhân văn, hợp lý và tự do hơn.
Nhà nghiên cứu Howard K. Smith cho biết: 
"Stalin đã làm được nhiều việc để thay đổi thế giới trong nửa đầu của thế kỷ này hơn bất kỳ người nào khác, những người sống cùng thời đó. Ông đã tạo cho nước Nga một quyền lực to lớn, nhà nước xã hội chủ nghĩa đầu tiên trên thế giới... Ông đã làm thay đổi toàn bộ thái độ của phương Tây đối với người lao động". Năm 1928, Liên Xô là một quốc gia gồm phần lớn là nông dân lạc hậu, bao quanh bởi một thế giới toàn những kẻ thù. Khi Stalin qua đời, ông để lại đất nước có sức mạnh công nghiệp đứng thứ hai thế giới. Chủ nghĩa xã hội đã chuyển đổi sự nghèo đói thành những xã hội hiện đại, trong đó tất cả mọi người đều có đủ thức ăn, quần áo, và nhà ở; nơi người cao tuổi có lương hưu an toàn; và nơi mà tất cả trẻ em (và nhiều người lớn) được đi học và không ai bị từ chối chăm sóc y tế. Howard K. Smith lưu ý rằng: Tất cả các ý tưởng điều tiết nền kinh tế của chính phủ các nước phương Tây, từ "New Deal" ở Mỹ cho tới "nhà nước phúc lợi" ở Anh, đều được phát triển trong cuộc cạnh tranh với các Kế hoạch 5 năm của Stalin.

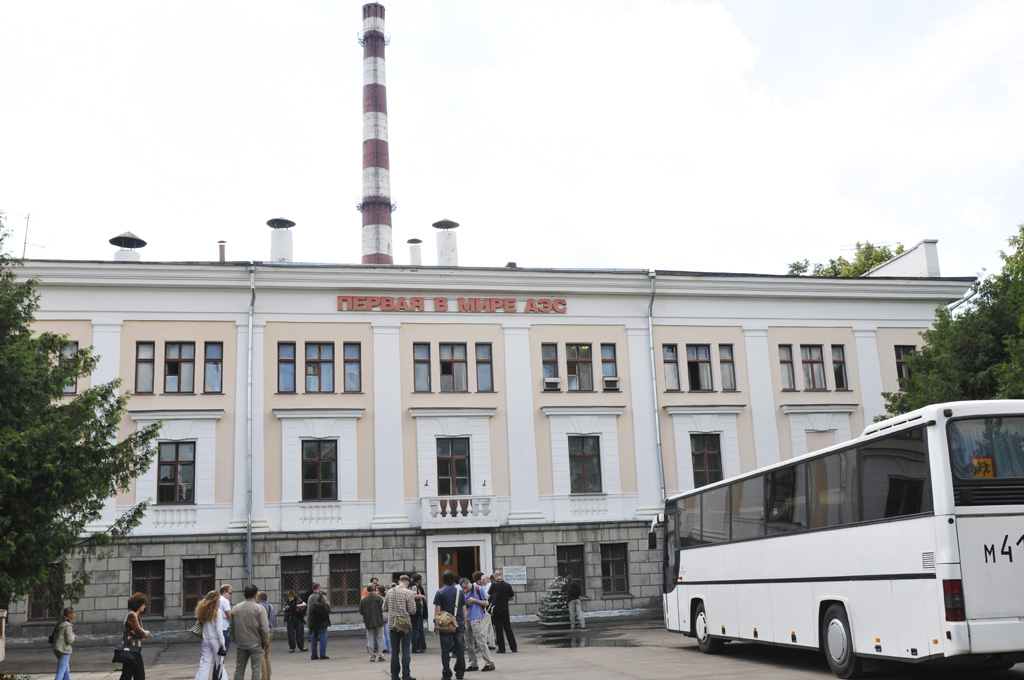
Nhà máy điện hạt nhân Obninsk do Liên Xô xây dựng năm 1950 là nhà máy điện hạt nhân đầu tiên trên thế giới

Sự lớn mạnh của Liên Xô đã tạo sức ép cạnh tranh rất lớn đối với các nước phương Tây. Do sức hút từ mô hình phúc lợi xã hội của Liên Xô, trong nội bộ các nước phương Tây nổ ra nhiều phong trào đòi quyền lợi cho người lao động, đòi tăng lương và giảm giờ làm, chống sa thải tùy tiện... Các đảng phái cánh tả tại phương Tây nhận được sự ủng hộ rộng rãi của công chúng nhờ những cương lĩnh cải cách xã hội theo hướng tăng phúc lợi xã hội, giảm bất công và bất bình đẳng, mở rộng dân chủ. Để thu hút cử tri, các đảng phái cánh hữu cũng phải đưa những chính sách tương tự vào chương trình hành động của mình. Điều này dẫn đến việc chính phủ các nước phương Tây dù do cánh hữu hay cánh tả lãnh đạo cũng phải đề ra những biện pháp cải tổ kinh tế, tăng ngân sách an sinh xã hội cho y tế, giáo dục, tăng quyền lợi cho người lao động... để làm dịu đi những mâu thuẫn nội bộ. Trong thập niên 1970, ở một số nước phương Tây như Đức, Thụy Điển, Phần Lan... đã hình thành những kiểu Nhà nước xã hội với mô hình kinh tế thị trường xã hội, các nước này vẫn áp dụng kinh tế thị trường nhưng Nhà nước đề ra các chính sách an sinh xã hội rộng khắp để làm giảm đi những khiếm khuyết và bất công của chủ nghĩa tư bản đồng thời làm giảm sức hấp dẫn của mô hình xã hội chủ nghĩa do Liên Xô tạo ra. Có thể nói rằng: trong cuộc chạy đua với Liên Xô, nhiều nước phương Tây cũng phải tự biến đổi mình, giảm bớt sự bất công xã hội và người lao động đã có quyền lợi tốt hơn so với trước. Đó là sự đóng góp về tiến bộ xã hội mà Liên Xô đã trực tiếp hay gián tiếp tạo ra cho nhân loại.
Ngoài ra Stalin còn có các tác phẩm về đề tài quân sự và được những người cộng sản quy cho là nhà tư tưởng quân sự lớn đã tổng kết và đưa ra học thuyết quân sự của chủ nghĩa xã hội. Stalin cho rằng quy luật và nghệ thuật chiến tranh của giai cấp vô sản phải khác xa so với quy luật và nghệ thuật quân sự tư sản. Trong các tác phẩm này (thường viết trước Chiến tranh thế giới thứ hai) Stalin lý luận về xây dựng lực lượng vũ trang về sự lãnh đạo chính trị trong các lực lượng vũ trang, trong đó xác định quân đội là quân đội của đảng, chịu sự quản lý trực tiếp từ đảng. Stalin lý luận về mối quan hệ của tiến công và phòng ngự, cho rằng học thuyết quân sự của giai cấp vô sản phải là tiến công không ngừng, phòng ngự là tạm thời, tiến công là chủ yếu, khẳng định tính tất thắng của giai cấp vô sản một khi có chiến tranh. Bàn về mối quan hệ chiến lược - chiến thuật. Ngoài ra còn bàn về một số vấn đề nghệ thuật chiến tranh như nghệ thuật giành quyền làm chủ trên không, cách sử dụng pháo binh tập trung trên chiến trường... Thực tế thất bại to lớn trong thời gian đầu của "Chiến tranh vệ quốc vĩ đại" cho thấy có những sai lầm trong luận điểm quân sự của Stalin, nhưng nhiều luận điểm khác của Stalin như việc Nhà nước phải huy động tổng lực nền kinh tế chỉ huy cho các nỗ lực sản xuất vũ khí, coi trọng sự phát triển của vũ khí cơ giới... đã được thực tiễn chứng minh là đúng.
Có thể nói chủ nghĩa Stalin đóng một vai trò rất quan trọng trong lý luận cộng sản và mô hình kinh tế - xã hội do Stalin xây dựng là mô hình tiêu biểu cho thực tế xây dựng chủ nghĩa xã hội ở các quốc gia khác nhau. Liên Xô sau này tuy chống tệ sùng bái cá nhân Stalin nhưng vẫn tiếp tục phát triển theo mô hình kinh tế do Stalin đề ra cho đến khi tan rã và từ bỏ chủ nghĩa cộng sản.
Thành công của Liên Xô thời Stalin đã thúc đẩy nhiều quốc gia trên thế giới chọn mô hình kinh tế xã hội Stalinist hoặc chịu ảnh hưởng của mô hình này. Việc xây dựng các kế hoạch kinh tế ngắn hạn, tập trung các nguồn lực để phát triển các ngành công nghiệp quan trọng, phát triển các hình thức kinh tế hợp tác (kinh tế tập thể)... đã được nhiều nước theo các chế độ chính trị khác nhau học hỏi trong đó có cả những chính phủ chống Cộng nhất như Việt Nam Cộng hòa, Hàn Quốc, Đài Loan... Một số nước Đông Bắc Á đã sử dụng một biến thể của chủ nghĩa tư bản nhà nước để phát triển quốc gia trong đó nhà nước hỗ trợ cho các công ty lớn phát triển, ngược lại các công ty này phải ủng hộ nhà nước và thực hiện các mục tiêu kinh tế - chính trị do nhà nước đề ra; thậm chí nhà nước còn thành lập các công ty lớn để phát triển một số ngành công nghiệp mà nhà nước muốn ưu tiên. Sự phát triển của các nước Đông Bắc Á có vai trò nổi bật của nhà nước trong đó nhà nước là người hỗ trợ cho các doanh nghiệp và định hướng cho nền kinh tế. Các nước này đã đi ngược lại với ý thức hệ về thị trường tự do không cần sự can thiệp của nhà nước của phương Tây và họ đã công nghiệp hóa nhanh chóng. Các kế hoạch kinh tế giúp các nước kém phát triển định hướng cho nền kinh tế, tạo ra một tỷ lệ tiết kiệm lớn, tập trung các nguồn lực cho những mục tiêu cụ thể, hỗ trợ các ngành công nghiệp quan trọng phát triển. Ví dụ, một số nhà phân tích cho rằng Park Chung Hee (tổng thống có công đưa Hàn Quốc từ một nước nghèo trở thành một nước phát triển) có những chính sách rất giống với Stalin, như việc kế hoạch hóa nền kinh tế, thanh lọc mạnh tay tham nhũng, hạn chế chi tiêu để tiết kiệm vốn cho việc xây dựng các nhà máy quy mô lớn, phát triển cơ sở hạ tầng, hỗ trợ các ngành công nghiệp quan trọng như luyện kim, cơ khí, hóa chất, đóng tàu... phát triển; cùng với việc xây dựng các hợp tác xã tại nông thôn để thực hiện những chính sách phát triển nông thôn và loại trừ ảnh hưởng của phe đối lập cũng như tạo ra lực lượng quần chúng ủng hộ Park.

### Chủ nghĩa Mao

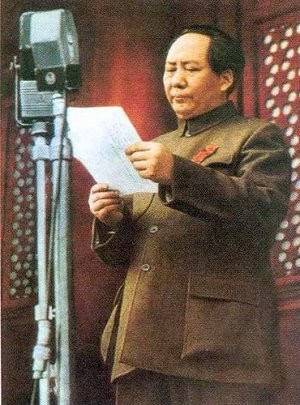
Mao Trạch Đông tuyên bố thành lập nước Cộng hòa Nhân dân Trung Hoa vào năm 1949

Chủ nghĩa Mao (Maoism) là một thuật ngữ chỉ các học thuyết về chủ nghĩa cộng sản do chủ tịch Đảng Cộng sản Trung Quốc Mao Trạch Đông đưa ra. Tại Trung Quốc thì được gọi là "Tư tưởng Mao Trạch Đông" và trong thập niên 1960 tư tưởng Mao Trạch Đông được in thành các sổ tay bìa đỏ để trang bị về tư tưởng cho cán bộ và nhân dân Trung Hoa đại lục. Tại các nước cộng sản Đông Âu các năm 1960 - 1980 thì thuật ngữ chủ nghĩa Mao được xem như một biến thái tiêu cực "tả khuynh" xa rời chủ nghĩa Marx-Lenin, còn tại một số nước cộng sản châu Á, thuật ngữ này được đánh giá tích cực như sáng tạo của chủ nghĩa Marx-Lenin trong điều kiện châu Á.
Điều khác nhau lớn nhất của chủ nghĩa Mao so với các học thuyết của Marx, Lenin và Stalin là ở quan niệm về động lực chính của cách mạng. Marx, Lenin, Stalin đều coi động lực của cách mạng là "giai cấp công nhân" và coi nhẹ giai cấp nông dân, coi nông dân là lạc hậu không có tính cách mạng tiên phong. Lenin, Stalin chỉ coi nông dân như một đồng minh cần tranh thủ mà thôi, họ coi thành thị là đấu trường cách mạng chính. Mao Trạch Đông xuất phát từ điều kiện của Trung Quốc là nước nông nghiệp, giai cấp công nhân và tư sản còn rất nhỏ bé, mâu thuẫn xã hội lớn nhất là mâu thuẫn nông dân - địa chủ nên tuy vẫn coi giai cấp công nhân là tiền phong cách mạng nhưng đã coi lực lượng cách mạng chủ lực là giai cấp nông dân và nông thôn là căn cứ địa của cách mạng, và coi học thuyết của mình là học thuyết của chủ nghĩa cộng sản cho các nước chưa phát triển thành tư bản.
Chủ nghĩa Mao được truyền bá sang nhiều nước trên thế giới, và đến lượt chủ nghĩa Mao cũng trở nên biến dị tại mỗi địa phương. Tại Campuchia, chủ nghĩa Mao pha trộn với chủ nghĩa dân tộc cực đoan để trở thành hệ tư tưởng của Khmer Đỏ, với các chính sách cực đoan đã gây ra cái chết của khoảng 2 triệu người. Khmer Đỏ trở thành một hiện tượng lịch sử kỳ dị, vượt quá khả năng nhận thức thông thường của con người. Tuy về danh nghĩa là một phong trào đi theo chủ nghĩa cộng sản (cụ thể là chủ nghĩa Mao), song về bản chất, Khmer Đỏ đi ngược lại với chủ nghĩa cộng sản ở phương châm hành động của nó: Khmer Đỏ ủng hộ chủ nghĩa Sô vanh và có tư tưởng bài ngoại rất cực đoan, thể hiện qua việc Khmer Đỏ liên tục gây chiến với Việt Nam (một nước cũng ủng hộ chủ nghĩa cộng sản). Tới năm 1981, Khmer Đỏ chính thức tuyên bố rằng phong trào này không còn đi theo chủ nghĩa cộng sản.
Cùng với sự khác nhau này kéo theo sự khác nhau về "phương pháp tiến hành cách mạng". Lenin và Stalin quan niệm về cuộc cách mạng vô sản có tính đồng loạt tại thành thị như một cuộc khởi nghĩa của giai cấp vô sản. Nhưng khi đó, Trung Quốc vẫn chủ yếu là nông thôn, và Mao Trạch Đông cho rằng cách mạng phải được tiến hành theo phương thức một cuộc chiến tranh du kích kéo dài, lấy nông thôn làm căn cứ địa lan dần dần và đi đến thắng lợi hoàn toàn. Hai câu nói của Mao Trạch Đông về vấn đề này rất nổi tiếng là "Súng đẻ ra chính quyền" và "Nông thôn bao vây thành thị" và Mao Trạch Đông thực sự đã có rất nhiều đóng góp trong lý luận quân sự về chiến tranh du kích và chiến tranh nhân dân nhất là trong tác phẩm "Du kích chiến". Trong đó xem xét đồng loạt các khía cạnh quân sự, chính trị, tâm lý và các biện pháp xây dựng căn cứ địa, tiến hành chiến tranh nhân dân ở nông thôn.
Sau khi giành được chính quyền, Đảng Cộng sản Trung Quốc dưới sự lãnh đạo của Mao Trạch Đông đã tiến hành nhiều cải cách kinh tế - xã hội như cải cách ruộng đất, quốc hữu hóa tất cả các doanh nghiệp tư nhân, giải tán các đảng phái chính trị cánh hữu, các hội kín, triệt hạ các băng đảng tội phạm... Sinh ra và lớn lên trong xã hội phong kiến Trung Quốc trên đà suy tàn cuối thế kỷ XIX và đã chứng kiến nạn quân phiệt cát cứ cuối thời nhà Thanh, Mao Trạch Đông chịu ảnh hưởng lớn từ các bài học trị quốc trong lịch sử Trung Quốc, đây là điểm khác biệt nhất của ông với các nhà tư tưởng khác của chủ nghĩa cộng sản. Lịch sử Trung Quốc có đặc trưng là lãnh thổ rộng lớn và đông dân nhất thế giới, đa sắc tộc và có lịch sử nhiều lần xảy ra nội chiến, ly khai, cát cứ nên các nhà lãnh đạo cần phải có chính sách tập quyền cao độ, và chịu ảnh hưởng từ lịch sử đó, Mao Trạch Đông tin rằng cần phải mạnh tay trấn áp mọi lực lượng chống đối thì mới có thể giữ ổn định được đất nước. Trong công cuộc cải biến xã hội của Mao có hàng chục vạn địa chủ, doanh nhân, trí thức bị bắt hoặc xử tử vì bị kết tội hữu khuynh, phá hoại, phản cách mạng, tay sai của chủ nghĩa đế quốc, Hán gian...
Trong quản lý kinh tế và quản lý xã hội, cũng giống như chủ nghĩa Stalin, chủ nghĩa Mao cũng theo phương châm tập trung hoá cao độ theo nền kinh tế kế hoạch hoá vĩ mô. Quản lý nhà nước cũng bằng hệ thống nhà nước - đảng với sự sùng bái cá nhân cao độ. Trong Kế hoạch 5 năm lần thứ 1 (1953-1957), Trung Quốc lấy xây dựng và phát triển công nghiệp nặng làm trung tâm, gồm những ngành điện lực, than, gang thép, hóa chất… Với sự giúp đỡ nhiều mặt của Liên Xô và các nước xã hội chủ nghĩa Đông Âu, 246 công trình công nghiệp quan trọng, được coi là xương sống của nền công nghiệp Trung Quốc được xây dựng. Tốc độ của sản xuất công nghiệp tăng bình quân hàng năm 18%. Đến năm 1957, sản lượng công nghiệp đã tăng 140%, sản lượng nông nghiệp tăng 25% so với năm 1952. Thành công của Kế hoạch 5 năm lần thứ 1 khiến Mao Trạch Đông trở nên lạc quan quá mức. Với mong muốn đưa Trung Quốc trở thành một siêu cường trong thời gian còn nhanh hơn cả Liên Xô từng làm, Mao phát động phong trào Đại nhảy vọt và Công xã hoá. Đây là kế hoạch với mục tiêu nhấn mạnh biện pháp sản xuất quy mô nhỏ, sản xuất thủ công, tiến hành cuộc thực nghiệm chủ nghĩa xã hội lớn chưa từng thấy với mục tiêu công nghiệp hóa nhằm đưa Trung Quốc thành siêu cường trong thời gian chỉ 10 - 20 năm. Sự nóng vội quá mức dẫn tới việc kế hoạch bị thất bại và phải hủy bỏ. Cùng với thiên tai và lũ lụt, những chính sách kinh tế sai lầm đã gây ra một nạn đói rất lớn trong lịch sử loài người, khoảng 37,5 triệu người (khoảng 5% dân số Trung Quốc) đã chết vì nạn đói do sản xuất nông nghiệp bị đình trệ.

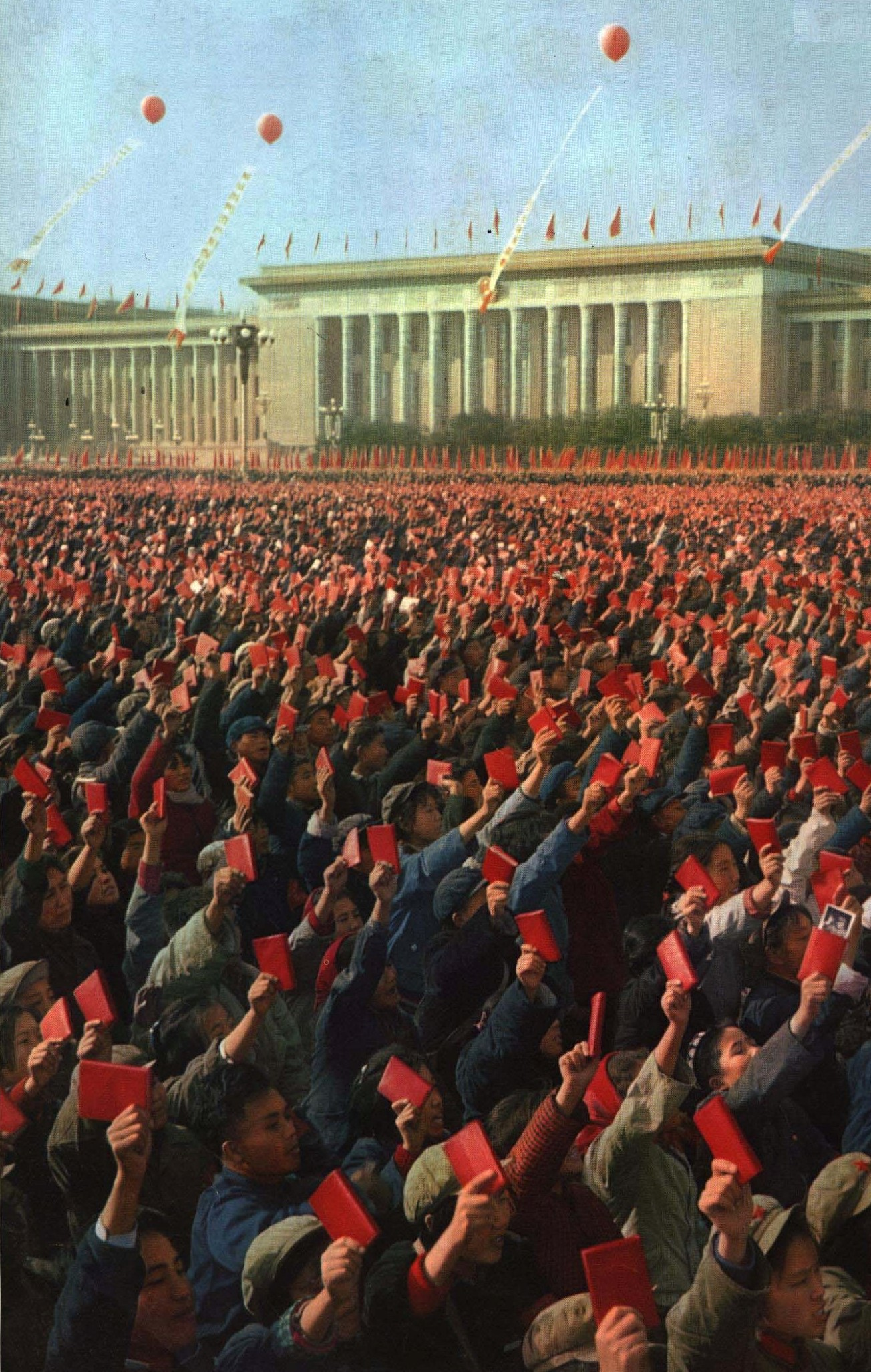
Hình ảnh các Hồng vệ binh tập hợp trước quảng trường Thiên An Môn năm 1967.

Chủ nghĩa Mao cho rằng để xây dựng chủ nghĩa cộng sản thì cần có con người cộng sản, cần đấu tranh liên tục để chống lại những tàn dư tập quán, tư tưởng, văn hóa, phong tục, thói hư tật xấu của xã hội cũ. Mao muốn làm một cuộc cách mạng xã hội thay đổi tư tưởng và bản chất của con người lẫn mối quan hệ giữa người và người. Để làm việc đó cần loại bỏ hết tàn dư văn hóa, tư tưởng, tập quán, lối sống phong kiến, tư sản, phản động. Đồng thời Mao cũng muốn xây dựng một xã hội dân chủ và bình đẳng hơn theo cách hiểu của ông. Biện pháp thực hiện là tiến hành "cách mạng văn hoá". Sự suy đồi đạo đức xã hội, những tệ nạn xã hội và sự hủ bại của bộ máy nhà nước Trung Quốc, một yếu tố khiến Tưởng Giới Thạch thất bại, trước khi người cộng sản nắm quyền là một thực tế góp phần thúc đẩy Mao làm cuộc cách mạng văn hóa. Mao đã áp dụng những biện pháp để thực hiện điều này như bãi bỏ hệ thống quân hàm trong quân đội, khuyến khích dân chúng đả kích giới lãnh đạo nhà nước, thực hiện phê bình và tự phê bình trong nội bộ Đảng Cộng sản và nhà nước Trung Quốc... Tuy nhiên, với mặt bằng dân trí thấp khi đó, những biện pháp này trở nên cực đoan hóa khi được thực hiện bởi những cán bộ và công chúng quá khích, thiếu trình độ, thiếu kinh nghiệm, khiến xã hội Trung Quốc rơi vào tình trạng hỗn loạn và bạo lực trong một thập kỷ. Cách mạng văn hóa có thể hiểu là một thử nghiệm của Mao nhằm hướng tới một xã hội tốt đẹp, dân chủ và bình đẳng hơn cùng một bộ máy cầm quyền trong sạch và hiệu quả hơn, nhưng cách thực thi vụng về của cán bộ cấp dưới và người dân đã khiến nó thất bại. Cách mạng văn hóa đã bị các phe phái, cá nhân trong Đảng Cộng sản Trung Quốc và cả những người dân quá khích lợi dụng để quy chụp, kết án, thanh trừng lẫn nhau, trong khi những người phản đối Mao thì cho rằng đây là thủ đoạn chính trị để ông loại bỏ các đối thủ sau khi bị mất uy tín do những sai lầm trước đó. Nhiều lãnh đạo cấp cao trong Đảng, nhà nước, quân đội phản đối Mao như Bành Đức Hoài, Lưu Thiếu Kỳ, Đặng Tiểu Bình... lần lượt bị Hồng vệ binh (một lực lượng gồm toàn các thanh niên trẻ quá khích ở các địa phương) kết tội là chạy theo chủ nghĩa tư bản, phản bội đất nước và bị bắt giam. Nhiều cá nhân, tổ chức trong bộ máy Đảng và nhà nước Trung Quốc cũng bị Hồng vệ binh tấn công, phần lớn trong số họ là cán bộ cấp thấp và chẳng quen biết gì Mao. Cũng giống như Đại thanh trừng của Stalin, cách mạng văn hóa đã trở nên mất kiểm soát khi được tiến hành ở các địa phương, Hồng vệ binh kéo nhau đi tiêu diệt những điều mà họ cho là xấu xa, là đi ngược với nền văn hóa mới, dù chẳng có chứng cứ cụ thể nào. Theo một số liệu thống kê, cuộc cách mạng văn hóa của Mao Trạch Đông đã trực tiếp hay gián tiếp gây ra cái chết cho khoảng 1 triệu người. Tháng 12 năm 1968, để dập tắt sự quá khích của Hồng vệ binh, Mao Trạch Đông đã phải ra lệnh cho hàng trăm ngàn thanh niên (nòng cốt của Hồng vệ binh) về nông thôn để trải nghiệm cuộc sống và lao động nông thôn, thực chất là tước bỏ khả năng gây loạn của họ, Hồng vệ binh tan rã từ đây. Trong thập niên 1980, Tổng bí thư Đảng Cộng sản Trung Quốc khi đó là Hồ Diệu Bang nhận xét rằng khoảng 100 triệu người Trung Quốc đã chịu đau khổ do phải chịu một hình thức đối xử thô bạo nào đó trong thời kỳ này. Đặng Tiểu Bình nhận định Mao Trạch Đông có một phần lỗi trong sự thất bại này, nhưng phần khác là do những người thi hành cấp dưới có trình độ kém còn công chúng dễ bị kích động khiến mục tiêu đề ra bị bóp méo: "Cách mạng Văn Hóa là một sai lầm. Chúng ta phải mạnh dạn chối bỏ sai lầm này của Mao trong những năm tháng cuối đời của ông. Nhưng cũng cần nhìn vào sự thật. Sự thật là không phải mọi sai lầm và quá đáng trong cuộc Cách mạng Văn Hóa đều do Mao Trạch Đông." Nếu không đặt cuộc cách mạng văn hóa trong bối cảnh lịch sử Trung Quốc khi đó thì không thể hiểu được động cơ đã thúc đẩy Mao làm cách mạng văn hóa và những hậu quả cả tốt lẫn xấu mà nó mang đến (trong cùng thập kỷ đó, Hàn Quốc cũng đề ra Phong trào Nông thôn Mới có mục đích tương tự, và cũng dẫn đến nhiều hậu quả cả tốt lẫn xấu bởi những lý do tương tự).
Điều dễ nhận thấy của chủ nghĩa Mao là lý luận và thực hành của họ trong việc "phát động quần chúng". Phát động quần chúng của chủ nghĩa Mao là kết hợp của rất nhiều yếu tố chính trị, xã hội, tổ chức và đặc biệt là yếu tố mê hoặc tâm lý của quần chúng. Trong thực tế thì chủ tịch Mao rất giỏi trong việc mê hoặc và phát động quần chúng. Ông có thể phát động quần chúng thực hiện những việc tưởng như không thể tưởng tượng nổi từ phong trào tiêu diệt chim sẻ, các phong trào "Đại nhảy vọt", "ba ngọn cờ hồng" cho đến việc phát động quần chúng dùng Hồng vệ binh gây bạo loạn trong "đại cách mạng văn hóa vô sản" để tạo sự lãnh đạo tuyệt đối của mình. Chủ nghĩa Mao luôn coi chính trị là có vai trò tối thượng trong đời sống xã hội. Mao Trạch Đông nói "Chính trị là thống soái" khi có đối thủ chính trị cần phê phán thì không những phải loại bỏ quyền lực chính trị của đối phương mà còn phải tiêu diệt "tư tưởng" chính trị của đối phương bằng cách kiểm điểm, đấu tố, dùng áp lực quần chúng đập tan ý chí của địch thủ, đó là biện pháp tâm lý mà chủ nghĩa Mao gọi là "cải tạo tư tưởng".
Tâm lý xã hội của chủ nghĩa Mao mang nặng đặc điểm tâm lý của giai cấp tiểu nông ở một nước nghèo, coi chủ nghĩa cộng sản và chủ nghĩa xã hội là gắn liền với sự trong sạch coi thường vật chất, coi lối sống giản dị là tốt đẹp, là cách mạng. Đề cao tính đóng kín, chủ trương "tự lực cánh sinh" mọi yếu tố tiện nghi, xa hoa và nhất là từ nước ngoài đều bị đánh giá là "biểu hiện tư sản" phải đả phá. Chủ nghĩa Mao coi cách mạng chỉ đơn giản là hoán đổi vị trí của giai cấp tư sản và giai cấp vô sản, của những người cai trị và quần chúng bị trị. Chủ nghĩa Mao cũng gán ghép những quan điểm bất đồng với Mao Trạch Đông trong nội bộ Đảng Cộng sản Trung Quốc, trong phong trào cộng sản thế giới là "tư sản", "hữu khuynh" từ đó dùng các biện pháp hành chính, tuyên truyền thậm chí là bạo lực để đả kích, loại trừ. Chủ nghĩa Mao cho rằng chủ nghĩa xã hội ở Liên Xô sau Chiến tranh thế giới thứ hai khi mà đời sống nhân dân được cải thiện nhiều và có các tiện nghi cao cấp là biểu hiện xa rời lý tưởng cộng sản, chạy theo "lối sống và đạo đức tư sản". Chủ nghĩa Mao coi mô hình của mình là thực sự cách mạng chân chính và là đầu tàu cách mạng cho thế giới thứ ba. Giai đoạn những năm 1960 - 1970 là cao trào của Trung Quốc cạnh tranh với Liên Xô trong việc lãnh đạo thế giới cộng sản và tranh luận về sự trong sạch của chủ nghĩa cộng sản.
Chủ nghĩa Mao đã làm cho Trung Quốc thành một xã hội đóng kín với bên ngoài đồng thời tạo ra những phong trào kinh tế, văn hóa và chính trị huy động toàn bộ xã hội nhưng lại dẫn đến những tổn thất to lớn cho Trung Quốc, nhưng chính vào những năm cuối đời chủ tịch Mao Trạch Đông đã tiến hành những hoạt động ngoại giao để bắt tay với Mỹ đưa Trung Quốc thoát dần khỏi sự đóng kín và cởi bỏ dần các đặc trưng xã hội của Chủ nghĩa Mao trong thập niên 1960. Dù mắc phải nhiều sai lầm nhưng dưới sự lãnh đạo của Mao Trạch Đông, Trung Quốc đã bước đầu xây dựng được nền tảng công nghiệp nặng, công nghiệp nhẹ, công nghiệp quốc phòng. Nền kinh tế Trung Quốc đã tự sản xuất được hầu hết các sản phẩm công nghiệp thông dụng, các loại vũ khí thông thường và đặc biệt chế tạo được bom nguyên tử. Cũng giống như Stalin, Mao đã tận dụng được tài nguyên thiên nhiên cũng như tiềm lực con người của Trung Quốc vào công cuộc hiện đại hóa quốc gia nhờ vào sự thống nhất lãnh thổ và tập trung quyền lực cao độ tạo ra khả năng huy động các nguồn lực để thực hiện các mục tiêu kinh tế, điều mà đối thủ của Mao là Tưởng Giới Thạch đã không làm được. Đây là nền tảng để Trung Quốc tiếp tục phát triển dưới sự lãnh đạo của người kế thừa ông là Đặng Tiểu Bình.

### Chủ nghĩa cộng sản Tây Âu

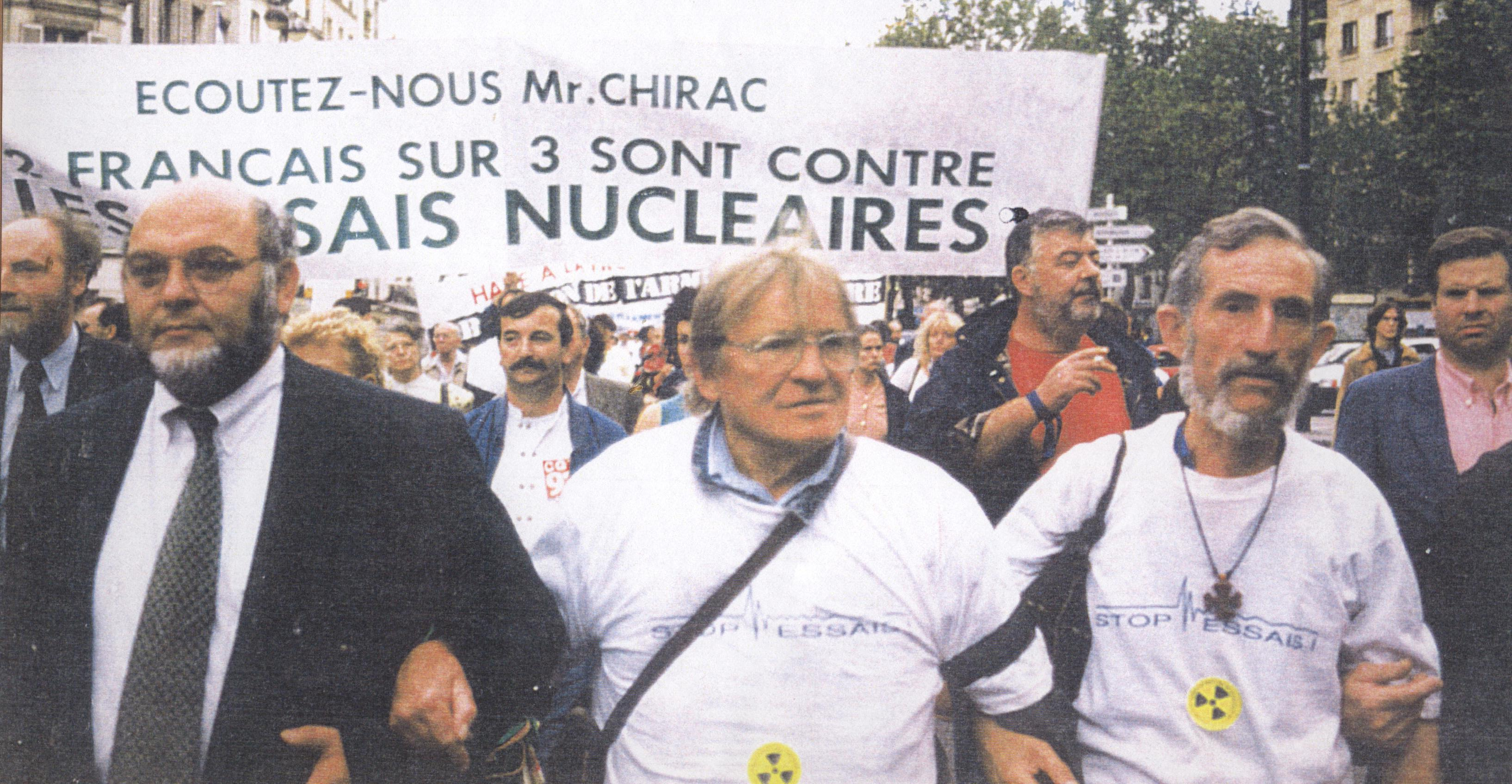
Tuần hành chống vũ khí hạt nhân do Đảng Cộng sản Pháp tổ chức

Thuật ngữ Eurocommunism (chủ nghĩa cộng sản Tây Âu) là tên mà một số đảng cộng sản tại các nước tư bản phát triển tại châu Âu (dẫn đầu là Đảng Cộng sản Ý, Đảng Cộng sản Pháp và Đảng Cộng sản Tây Ban Nha) tự gọi trào lưu của mình. Hiện nay hầu hết các đảng cộng sản tại các nước Tây Âu, Nhật Bản và các nước kinh tế tư bản phát triển đều theo trào lưu này. Trước đây, khi còn Liên Xô, thì Eurocommunism được các đảng cộng sản tại các quốc gia cộng sản Đông Âu coi là "chủ nghĩa xét lại", "hữu khuynh" và "chủ nghĩa cơ hội".
Đầu tiên các đảng cộng sản thuộc trào lưu Chủ nghĩa cộng sản Tây Âu cũng theo chủ nghĩa Marxism-Leninism. Trước và đặc biệt sau Chiến tranh thế giới thứ hai đã có sự chuyển đổi lý luận của các đảng này để trở thành Eurocommunism bởi hai nguyên nhân chính:
- Sau những biến cố của 2 cuộc thế chiến, chủ nghĩa tư bản ở Tây Âu đã có những thay đổi lớn, không còn như thời đại của Marx và Lenin nữa, đã bắt đầu xuất hiện các cơ cấu mới trong xã hội để giải quyết các mâu thuẫn xã hội mà các bên có thể chấp nhận được.
- Mức sống được nâng cao đã làm mất tính hấp dẫn của chủ nghĩa cộng sản và khát vọng đấu tranh đối với đa phần người lao động các nước tư bản phát triển.
- Sự sụp đổ của các nhà nước cộng sản ở Liên Xô và Đông Âu khiến chủ nghĩa cộng sản mất sức hấp dẫn.

Trên cơ sở đó đã xuất hiện lý thuyết Eurocommunism đầu tiên sơ khai từ trước Chiến tranh thế giới thứ hai từ lãnh tụ Đảng Cộng sản Ý Palmiro Togliatti và sau đó lý thuyết này dần được chia sẻ bởi các đảng cộng sản Tây Âu khác cho đến năm 1977 đã khai sinh chính thức Eurocommunism trong tuyên bố chung của lãnh tụ ba đảng cộng sản Ý, Tây Ban Nha và Pháp về tiến đến mục tiêu cộng sản bằng hòa bình và tự do trong "dân chủ và đa nguyên".
Eurocommunism cho rằng: Tương lai của xã hội loài người vẫn là theo lý tưởng của chủ nghĩa cộng sản mà Karl Marx đã miêu tả, nhưng con đường đấu tranh đạt đến lý tưởng không còn là bạo lực cách mạng như Marx và Lenin lý luận nữa mà bằng con đường đấu tranh hợp pháp, dân chủ của xã hội công dân và cuối cùng chủ nghĩa tư bản sẽ ngày càng bớt đối kháng (antagonism) để biến chuyển dần thành một chế độ nhân đạo mất dần tính chất "người bóc lột người".
Như vậy Eurocommunism đã phủ nhận sự biến đổi xã hội bằng "đột biến" cách mạng (revolution) mà chủ trương biến đổi bằng "tiến hoá" (evolution). Mục tiêu và phương pháp đấu tranh chủ yếu bây giờ của Eurocommunism cũng tiệm cận với mục tiêu và phương pháp của các đảng Dân chủ Xã hội và phong trào công đoàn cũng như các phong trào khác (ví dụ đảng Xanh) chủ yếu đấu tranh về mặt kinh tế để đòi tăng lương và tăng mức sống cho giai cấp công nhân và các tầng lớp nhân dân lao động khác; tăng cường đấu tranh chính trị - xã hội bằng biện pháp hòa bình để đem lại công bằng xã hội cho giai cấp công nhân; đấu tranh cho quyền tham chính của giai cấp công nhân...
Eurocommunism từ bỏ biện pháp đấu tranh bạo lực và kêu gọi không giải quyết bạo lực trong các mâu thuẫn chính trị - xã hội, họ ủng hộ bằng tinh thần và bằng biện pháp hòa bình các cuộc đấu tranh của các dân tộc thuộc địa và bị áp bức, kêu gọi lập lại trật tự thế giới công bằng cho các dân tộc. Trong thời kỳ Chiến tranh Lạnh, Eurocommunism đi đầu trong phong trào đòi giải trừ quân bị vì nền hòa bình trên thế giới và kêu gọi cùng chung sống hòa bình giữa các chế độ chính trị đối lập.
Ngày nay tại châu Âu, lập trường của các đảng cộng sản trong Eurocommunism không khác biệt gì lắm so với các đảng cánh tả hoặc các phong trào dân chủ xã hội khác.

### Chủ nghĩa cộng sản Thiên chúa giáo
Chủ nghĩa cộng sản Thiên chúa giáo (Christian communism) là một dạng chủ nghĩa cộng sản tôn giáo dựa trên nền tảng Thiên chúa giáo. Quan điểm của chủ nghĩa cộng sản Thiên chúa giáo là những lời răn dạy của Chúa Giê-su buộc những người theo đạo Thiên chúa phải ủng hộ ý tưởng rằng chủ nghĩa cộng sản là hệ thống xã hội lý tưởng. Mặc dù không có sự đồng thuận về thời điểm chủ nghĩa cộng sản Thiên chúa giáo ra đời, nhiều người cộng sản Thiên chúa tuyên bố rằng những bằng chứng từ Kinh thánh cho thấy những người Thiên chúa đầu tiên, gồm cả những người Apostle, thiết lập xã hội cộng sản nhỏ của riêng họ trong những năm theo sau cái chết và sự hồi sinh của Giê-su. Nhiều người ủng hộ chủ nghĩa cộng sản Thiên chúa lập luận rằng nó (chủ nghĩa cộng sản Thiên chúa) đã được giảng dạy bởi Giê-su và được thực hiện bởi chính những người Apostle. Một số nhà sử học xác nhận quan điểm này.
Chủ nghĩa cộng sản Thiên chúa có thể được xem như là một dạng cực đoan của chủ nghĩa xã hội Thiên chúa. Chủ nghĩa cộng sản Thiên chúa có nhiều điểm giống và khác với chủ nghĩa Marx. Những người cộng sản Thiên chúa không đồng ý với quan điểm vô thần và bài tôn giáo, tuy nhiên đồng ý với một số khía cạnh hiện sinh và kinh tế của chủ nghĩa Marx, ví dụ như ý tưởng cho rằng chủ nghĩa tư bản bóc lột tầng lớp lao động thông qua việc ăn cắp giá trị thặng dư, hay ý tưởng rằng lao động - trả lương là một công cụ để con người tạo ra quyền lực một cách thiếu công bằng và phi lý.

## Các đảng cộng sản tiêu biểu
- Đảng Cộng sản Liên bang Nga
- Đảng Cộng sản Liên Xô (Shenin)
- Đảng Cộng sản Belarus
- Đảng của những người Cộng sản Belarus
- Đảng Cộng sản Moldova
- Đảng Cộng sản Việt Nam
- Đảng Cộng sản Cuba
- Đảng Cộng sản Trung Quốc
- Đảng Cộng sản Ấn Độ
- Đảng Cộng sản Ấn Độ Marxist
- Đảng Lao động Triều Tiên
- Đảng Cộng sản Pháp
- Đảng Cộng sản Ý
- Liên minh 7 Đảng Cộng sản Nepal
- Đảng Nhân dân Cách mạng Lào
- Đảng Cộng sản Hoa Kỳ
- Đảng Cộng sản Nhật Bản
- Đảng Cộng sản Đài Loan (2008)
- Đảng Cộng sản Tây Ban Nha
- Đảng Cộng sản Thụy Điển
- Đảng Cộng sản Sri Lanka
- Đảng Cộng sản Đức
- Đảng Cộng sản Hy Lạp
- Đảng Cộng sản Na Uy
- Đảng Tiến bộ của nhân dân lao động Síp
- Đảng Cộng sản Ukraina
- Đảng Cộng sản Chile
- Đảng Cộng sản Brasil
- Đảng Cộng sản Peru-Tổ quốc đỏ
- Đảng Cộng sản Liban
- Đảng Cộng sản Venezuela

## Đánh giá

### Tích cực

"Chủ nghĩa cộng sản mở đường tới các vì sao". Tranh cổ động năm 1961 của Tiệp Khắc về phi công Anh hùng Liên Xô Yuri Gagarin - người đầu tiên bay vào vũ trụ trong lịch sử nhân loại

- Chủ nghĩa cộng sản và chủ nghĩa xã hội là những trào lưu tư tưởng quan trọng, đã có một vai trò rất to lớn trong tiến trình phát triển của tri thức nhân loại: vai trò của một cuộc thí nghiệm xã hội lớn lao. Sau cuộc thí nghiệm này nhân loại đã thu được các kinh nghiệm và tri thức cực kỳ to lớn; đã từ bỏ được sự "lãng mạn cách mạng" và có thêm kinh nghiệm xử lý các vấn đề lớn của xã hội. Các giai tầng xã hội đã không còn dễ bị kích động bởi các ý tưởng có tính cực đoan, xã hội hướng đến cách giải quyết các mâu thuẫn bằng con đường phi bạo lực. Tuy các đảng cộng sản thất bại, tan rã nhưng những bài học xương máu của sự thất bại này đem lại cho nhân loại một cái nhìn sâu rộng hơn về các vấn đề kinh tế - xã hội.[88][89][90]
- Lý tưởng của chủ nghĩa cộng sản là đối trọng để chủ nghĩa tư bản tự điều chỉnh, học hỏi để xây dựng một xã hội công bằng hơn, dân chủ hơn, ổn định hơn và trở nên tốt đẹp hơn để được xã hội loài người chấp nhận. Từ chủ nghĩa tư bản với sự tự do bóc lột - "Người với người là chó sói" (Lenin) - và đầy rẫy bất công tạo ra mầm mống của bạo động và cách mạng, thế giới cũ đã tìm các cách thích nghi và triển khai một xã hội dân sự mà trong đó mọi cá nhân đều có thể phát triển hoặc có cơ hội phát triển ngang nhau; có thể phát huy được những năng khiếu, sở trường của mình. Các mâu thuẫn xã hội không hoàn toàn biến mất nhưng đã có những cơ chế đối thoại, thỏa hiệp để giải quyết trên cơ sở hợp lý cho các giai tầng xã hội. Đây là một đóng góp gián tiếp rất lớn của chủ nghĩa cộng sản. Chủ nghĩa cộng sản đã góp phần làm giảm nhẹ khá nhiều mặt trái của chủ nghĩa tư bản tuy nhiên còn nhiều mặt trái khác vẫn chưa giải quyết được như ô nhiễm môi trường, sự bất bình đẳng giữa các quốc gia trong quá trình toàn cầu hóa...[91]
- Trong lịch sử mấy chục năm tồn tại của mình các nhà nước xã hội chủ nghĩa điển hình đã triển khai một số các biện pháp kinh tế - chính trị - xã hội mà ngày nay được áp dụng rộng rãi ở nhiều quốc gia trên thế giới kể các các quốc gia có nền kinh tế tư bản chủ nghĩa lâu đời như Mỹ và các nước Tây Âu. Các ví dụ như vậy rất nhiều như: kế hoạch hóa kinh tế ở tầm vĩ mô, nhà nước tích cực can thiệp vào nền kinh tế và đưa ra các quy định điều chỉnh hoạt động của các doanh nghiệp tư nhân, tập trung nguồn lực quốc gia cho những dự án lớn có tính quan trọng sống còn hoặc cung cấp các dịch vụ công mà tư nhân không đảm đương nổi hoặc không muốn tham gia do khó thu lợi nhuận, ban hành luật lao động để bảo vệ người lao động, thiết lập hệ thống bảo hiểm xã hội, bảo hiểm y tế, an sinh xã hội, phổ cập giáo dục ở mức độ quốc gia, các kinh nghiệm về quốc hữu hóa, vai trò của kinh tế quốc doanh trong nền kinh tế, phát triển các hình thức kinh tế hợp tác... đó là những đóng góp của chủ nghĩa cộng sản mà các nước có nền kinh tế tư bản chủ nghĩa đã học hỏi rút kinh nghiệm và điều chỉnh để hoàn thiện hệ thống quản lý nhà nước.[91]
- Chủ nghĩa cộng sản đã giúp một số quốc gia lạc hậu hiện đại hóa nhanh chóng. Cách người ta thực hành chủ nghĩa cộng sản là kết quả của những điều kiện kinh tế - xã hội và tập quán chính trị ở các quốc gia đó hơn là kết quả của lý thuyết cộng sản chủ nghĩa.
- Một số đảng cộng sản đã lãnh đạo dân tộc giành lại độc lập khỏi chủ nghĩa thực dân theo luận cương về vấn đề dân tộc và vấn đề thuộc địa của Lenin bằng đấu tranh vũ trang cách mạng (lý thuyết của Lenin bị một số nước phương Tây coi là ý đồ của Liên Xô hòng làm cách mạng vô sản thế giới). Thực tế là lý thuyết của Lenin đã thúc đẩy phong trào giải phóng dân tộc ở các nước thuộc địa, dù còn nhiều tranh cãi chủ nghĩa dân tộc là con đường để thực hiện chủ nghĩa cộng sản (chủ nghĩa đại đồng) hay chủ nghĩa cộng sản là con đường để thực hiện chủ nghĩa dân tộc... Các quốc gia xã hội chủ nghĩa cũng góp phần làm cho chủ nghĩa thực dân cổ điển sụp đổ bằng cách viện trợ quân sự và kinh tế cho các phong trào giải phóng dân tộc và các quốc gia mới giành được độc lập.[92]
- Chủ nghĩa cộng sản có nỗ lực góp phần quan trọng đấu tranh chống chủ nghĩa phát xít, đưa đến sự sụp đổ của các nhà nước phát xít trước đây (sự ra đời của chủ nghĩa phát xít hiện gây nhiều tranh cãi, là sản phẩm lỗi của chủ nghĩa tư bản, hay sự tất yếu của chủ nghĩa đế quốc; và cuộc đấu tranh chống chủ nghĩa phát xít của những người cộng sản có còn nhằm mục đích mở rộng chủ nghĩa cộng sản). Nhiều ý kiến ở phương Tây cho rằng chủ nghĩa phát xít xuất hiện là phản ứng đối phó trước sự phát triển của chủ nghĩa cộng sản, chuyên chính tư sản chống lại chuyên chính vô sản, hay là chủ nghĩa dân tộc cực đoan chống lại chủ nghĩa đại đồng xóa bỏ ranh giới quốc gia, nhưng cũng có ý kiến cho rằng nó không phải là chuyên chính tư sản vì bản thân trong các lý thuyết của chủ nghĩa phát-xít không hướng đến bảo vệ lợi ích tư sản và nó có khả năng lấy lòng kể cả những tầng lớp thấp nhất trong xã hội (như lý thuyết của đảng Quốc xã Đức xây dựng "chủ nghĩa xã hội" kiểu Đức).
- Phong trào cộng sản gắn liền và hỗ trợ các phong trào xã hội khác phát triển như phong trào đấu tranh vì sự bình đẳng của phụ nữ, chống phân biệt chủng tộc, chống chiến tranh đế quốc, bảo vệ hòa bình thế giới, chống phổ biến vũ khí hạt nhân...
- Về cơ bản hầu hết các nhà lý luận đều đánh giá chủ nghĩa Marx có mục đích mang tính nhân đạo, hướng đến việc mang lại hạnh phúc và giải phóng con người. Nhiều nhà lý luận đánh giá cao Lenin có đóng góp cho phong trào đấu tranh giải phóng dân tộc, chống phong kiến... Tác phẩm Luận cương về vấn đề dân tộc và vấn đề thuộc địa của Lenin phản đối chủ nghĩa dân tộc ích kỷ, tuy nhiên khẳng định cách mạng dân tộc ở các thuộc địa chỉ thành công khi có sự thành công ở cách mạng chính quốc, và có thể bỏ qua tư bản chủ nghĩa để tiến lên xã hội chủ nghĩa và cộng sản chủ nghĩa khi có sự giúp đỡ của giai cấp vô sản các nước tiên tiến (gần giống luận điểm của Engels khi cho các nước lạc hậu có thể cải tạo các quan hệ sản xuất lạc hậu tồn tại để rút ngắn con đường lên xã hội chủ nghĩa với điều kiện chủ nghĩa xã hội được xây dựng thành công ở các nước phát triển) có ảnh hưởng đến phong trào giải phóng dân tộc ở một số nước, và mở đường cho nhiều đảng cộng sản hình thành ở phương Đông đấu tranh chống đế quốc phong kiến, nơi quan hệ sản xuất tư bản còn yếu.

### Phê bình
- Những quan điểm phê bình cho rằng xã hội cộng sản chỉ tồn tại trong giai đoạn nguyên thủy, và họ cho rằng phương pháp luận của Marx là sai, và rằng văn minh loài người không thể tiến lên chủ nghĩa cộng sản. Họ là những người theo chủ nghĩa cá nhân, chủ nghĩa kinh nghiệm, chủ nghĩa hiện sinh, chủ nghĩa chống Cộng, chủ nghĩa duy tâm... những người áp dụng các nền tảng lý luận khác trong việc luận giải các hiện tượng xã hội. Những người bảo thủ cho rằng lý tưởng xã hội cộng sản là trên tinh thần "duy lý", không có sơ sở. Những người theo chủ nghĩa cá nhân thì cho rằng lý tưởng cộng sản là sản phẩm của chủ nghĩa lãng mạn.
- Có quan điểm khác thì cho rằng bản chất của xã hội loài người hiện nay là không hoàn hảo, trình độ chung của văn minh nhân loại ở thế kỷ 20 chưa thể đạt đến xã hội cộng sản. Việc các chính trị gia ủng hộ chủ nghĩa cộng sản cố gắng xây dựng xã hội hoàn hảo thật nhanh chóng bằng các biện pháp bạo lực, cưỡng ép đã gây ra những tổn thất cho xã hội. Họ cho rằng không cần phải cố gắng thực hiện cách mạng, xã hội loài người có thể tốt đẹp hơn, công bằng hơn thông qua một quá trình cải biến lâu dài, khi các lực lượng xã hội, các cá nhân tự điều chỉnh để tốt hơn.[93]
- Theo tác giả Courtois, người viết Sách đen của Chủ nghĩa Cộng sản, cho rằng các chế độ Cộng sản đã chịu trách nhiệm hoặc gây nên một số lượng người chết nhiều hơn bất kỳ lý tưởng hoặc phong trào chính trị nào khác[94]. Tác giả cho rằng "các chế độ cộng sản đã...biến tội ác hàng loạt thành một hình thức chính thể"[95] và ước tính khoảng 100 triệu người đã bị giết dưới các chế độ cộng sản, bao gồm các vụ hành quyết, cố ý hủy diệt dân số do nạn đói, và tử vong do từ trục xuất, giam thể xác, hoặc thông qua lao động cưỡng bức [94], cao hơn cả dưới chế độ Đức Quốc xã là 25 triệu người.[96]. Nhà sử học gốc Do Thái Daniel Goldhagen thì cho rằng chế độ cộng sản thế kỷ 20 cũng giết hại nhiều người như bất cứ chế độ nào khác.[97] Các học giả khác trong lĩnh vực nghiên cứu về cộng sản như Steven Rosefielde, Benjamin Valentino và R.J. Rummel cũng có những kết luận tương tự.[98][99] Rosefielde cho rằng "trại tập trung đỏ" (Red Holocaust) đã gây ra cái chết cho nhiều người như Holocaust (cuộc tàn sát người Do Thái trên lãnh thổ phát xít Đức) và Tội ác chiến tranh Nhật Bản gây nên tại châu Á. Khi so sánh với chủ nghĩa tư bản, Rosefielde cũng cho rằng: "dù không thể phủ nhận rằng chế độ tư bản đã tàn sát hàng chục triệu người dân xứ thuộc địa trong thế kỷ 20 mà hầu hết là do bóc lột và nạn đói, cũng không thể bằng những vụ thanh trừng có chủ đích của chế độ cộng sản."[99] Tuy nhiên, một số học giả khác cho rằng các tác giả này đã dùng những dữ liệu không đúng và ngụy tạo các con số để thể hiện thiên kiến chống Cộng của họ[100]. Ví dụ như việc Courtois cố ý đếm cả số người chết do nạn đói, bệnh dịch, chiến tranh và đổ lỗi cho chủ nghĩa cộng sản, nếu tính như vậy thì chủ nghĩa tư bản sẽ phải chịu trách nhiệm cho vài triệu cái chết mỗi năm từ những nước nghèo đói trên thế giới trong thời điểm hiện tại.[101] Theo giáo sư Noam Chomsky, nếu áp dụng cách tính của những học giả chống Cộng (tính cả nạn đói, bệnh tật, chiến tranh là "nạn nhân") thì riêng tại Ấn Độ đã có 100 triệu người chết bởi chủ nghĩa tư bản tính đến năm 1979, chưa tính đến nơi khác.[102] Một nhóm tác giả khi sử dụng chính những cách tính của những học giả chống Cộng để viết Sách đen chủ nghĩa tư bản, họ kết luận rằng có ít nhất 100 triệu người đã chết do chủ nghĩa tư bản chỉ tính riêng trong thế kỷ 20, chưa tính số người chết trong các thế kỷ trước.

- Nhiều nhà phê bình chống cộng cho rằng lý thuyết kinh tế cộng sản đã dự đoán sai rằng giai cấp tư sản sẽ tích lũy vốn và sự giàu có ngày càng tăng, trong khi các lớp thấp hơn phụ thuộc nhiều hơn vào các giai cấp thống trị để tồn tại, hầu hết bán sức lao động với mức tiền lương tối thiểu [103]. Phe chống cộng sản chỉ ra sự gia tăng toàn diện trong tiêu chuẩn sống trung bình ở các nước công nghiệp hóa phương Tây và cho rằng cả người giàu và người nghèo đã liên tục sống tốt hơn. Những người chống cộng sản cho rằng các nước thế giới thứ ba đã thành công thoát khỏi đói nghèo trong những thập kỷ gần đây bởi vì họ áp dụng kinh tế tư bản chủ nghĩa, và trích dẫn nhiều ví dụ về các nước kém phát triển theo chế độ Cộng sản mà không đạt được phát triển và tăng trưởng kinh tế, và trong nhiều trường hợp đã dẫn dân tộc của mình vào tình trạng tệ hơn, ví dụ như chế độ Mengistu ở Ethiopia, Khmer Đỏ ở Campuchia, nhà nước Bắc Triều Tiên. Những người chống cộng sản còn chỉ ra sự chênh lệch về trình độ phát triển kinh tế-xã hội giữa hai phe tư bản và cộng sản cuối thời kì Chiến tranh lạnh, được biểu hiện ở các quốc gia bị chia cắt trong giai đoạn này (chẳng hạn những nước cộng sản như Bắc Triều Tiên, Đông Đức đều kém phát triển hơn về nhiều mặt so với các nước tư bản chủ nghĩa (như Nam Triều Tiên, Tây Đức). Sự cách biệt rõ rệt về mặt kinh tế giữa 2 khối Tây Âu tư bản và khối Đông Âu cộng sản cũng phản ánh điều đó [104]. Ngược lại, những người ủng hộ chủ nghĩa cộng sản cho rằng các dự đoán về việc người lao động phải bán sức lao động với mức tiền lương tối thiểu là vẫn đúng, chỉ khác là trong thời đại toàn cầu hóa, việc bóc lột người lao động ở trong nước được thay bằng việc bóc lột người lao động nước ngoài tại các nước nghèo (thể hiện qua việc các tập đoàn đa quốc gia đầu tư xây dựng nhà máy ở các nước nghèo, và trả lương cho nhân công địa phương rất rẻ mạt)[105]. Cũng theo những quan điểm ủng hộ cộng sản, sự tụt hậu của các nước cộng sản chủ nghĩa cuối thập niên 1980 là do các nước này không linh hoạt thay đổi mô hình kinh tế, trong thực tế những nước cộng sản chủ nghĩa thay đổi linh hoạt đã có thể tiếp tục tồn tại và phát triển nhanh hơn nhiều nước tư bản có cùng trình độ xuất phát điểm. Ví dụ như Liên Xô trong thập niên 1930 đã vượt qua Anh-Pháp-Đức và hoàn thành công nghiệp hóa nhanh hơn bất kỳ quốc gia nào khác trong lịch sử, hoặc hiện nay thì Trung Quốc đã vượt xa Ấn Độ[cần dẫn nguồn], Cuba đã vượt hơn phần lớn các nước Mỹ Latinh trong các chỉ số về giáo dục và y tế[106].
- Những lời chỉ trích khác tập trung vào việc một số nhà nước cộng sản đã làm tổn hại nghiêm trọng hoặc phá hủy nhiều di sản văn hóa cũng như tôn giáo ở nhiều nơi. Trong trường hợp của Liên Xô, những lời chỉ trích này thường đề cập đến việc đối xử ưu đãi quá mức đối với chủ nghĩa hiện thực xã hội chủ nghĩa Đã từng có một thời Thuyết tương đối của Einstein bị xem là "Học thuyết khoa học tư sản" ở Liên Xô. Những lời chỉ trích khác tập trung vào các thí nghiệm văn hoá quy mô lớn của các chế độ cộng sản nhất định, đã gây nên những tổn thất lớn. Tại Romania, trung tâm lịch sử-văn hóa của thủ đô Bucharest đã bị phá hủy và cả thành phố được thiết kế lại từ năm 1977 đến năm 1989. Tại Liên bang Xô viết, hàng trăm nhà thờ đã bị phá hủy hoặc chuyển đổi thành mục đích khác trong những năm 1920 và 1930. Văn hóa Trung Quốc, một nền văn hóa có truyền thống lịch sử 5000 năm, đã bị hủy hoại nghiêm trọng trong cuộc Cách mạng văn hóa mà những người cộng sản khởi xướng vào thập niên 1960 [107]. Ngược lại, những người ủng hộ chủ nghĩa cộng sản biện minh rằng các chính sách văn hóa đó tuy gây tổn thất về ngắn hạn, nhưng về dài hạn thì nó đã có tác dụng lớn trong việc thúc đẩy các tiến bộ xã hội, loại bỏ các tàn dư hủ lậu của xã hội trung cổ một cách nhanh chóng. Ví dụ như Liên bang Xô viết đã thanh toán xong nạn mù chữ, chống phân biệt chủng tộc và thực hiện nam - nữ bình quyền từ thập niên 1930[108], trong khi nhiều nước tư bản phương Tây chỉ thực hiện xong việc này vào thập niên 1970. Hoặc Trung Quốc nhờ các chính sách văn hóa quyết liệt mà chỉ trong 20 năm đã loại bỏ được chế độ phân biệt đẳng cấp, phân biệt chủng tộc, nạn mù chữ, mê tín dị đoan và các hủ tục khác như bó chân phụ nữ, đa thê, tảo hôn... trong khi Ấn Độ có cùng xuất phát điểm nhưng trong suốt 70 năm vẫn chưa xóa bỏ được triệt để các tàn tích thời trung cổ này, chính những tàn tích này cũng như chế độ đẳng cấp đang kiềm hãm sự phát triển của Ấn Độ[109][110][111][112].
- Có những nhà phê bình chống cộng cho rằng cho rằng các nhà nước cộng sản đã tỏ ra "đạo đức giả" khi lên án chủ nghĩa đế quốc Phương Tây bởi một số quốc gia cộng sản như Liên Xô hay Trung Quốc đã từng nhiều lần thực hiện can thiệp vào nội bộ nước khác, chẳng hạn như khi Liên Xô sáp nhập Baltic và tấn công Phần Lan trong thế chiến II, hoặc trấn áp cuộc nổi dậy ở Tiệp Khắc và Hungary cùng với một loạt các hành động can thiệp quân sự trong thời kì Chiến tranh Lạnh [113]. Việc Trung Quốc sáp nhập Tây Tạng hay những tranh chấp của Trung Quốc trên biển Đông thời gian gần đây cũng được nhiều người coi là biểu hiện của chủ nghĩa đế quốc. Ngược lại, những người ủng hộ chủ nghĩa cộng sản cho rằng một số hành động dùng vũ lực nêu trên của các quốc gia cộng sản chỉ thể hiện những tranh chấp mang tính cục bộ, là mâu thuẫn lịch sử từ xa xưa giữa các dân tộc láng giềng, hoặc do tinh thần dân tộc chủ nghĩa chứ không liên quan đến chủ nghĩa cộng sản (việc các nước láng giềng xảy ra tranh chấp lãnh thổ, tấn công lẫn nhau là điều thường xuyên diễn ra trên thế giới dù họ thuộc bất kỳ thể chế chính trị nào, như tranh chấp Ấn Độ - Pakistan, Iran - Iraq, Israel - Palestine, Hàn Quốc - Nhật Bản...), nó khác hẳn với việc Đế quốc Anh, Pháp, Đức, Mỹ đem quân đi nửa vòng Trái Đất để xâm chiếm châu Á và châu Phi, can thiệp vào chính trị nội bộ quốc gia khác (những dân tộc vốn không có tranh chấp lãnh thổ với họ), và nó cũng không dẫn tới việc thiết lập thuộc địa như các nước đế quốc chủ nghĩa phương Tây đã làm vào thế kỷ 19.